# 大西洋の戦い (第二次世界大戦)
大西洋の戦い（たいせいようのたたかい、英: Battle of the Atlantic、独: Atlantikschlacht）は、第二次世界大戦中に大西洋全域で行われた連合国と枢軸国の戦い。1939年にヨーロッパでの戦争勃発と同時に始まり、100以上の輸送船団と約1,000隻の艦船が戦闘に巻き込まれた。1940年6月にイタリアが参戦し、同年中頃から1943年の後期にかけて山場を迎えた。双方で新型兵器の開発と新しい戦術、対抗策が開拓されたため、1945年にナチス・ドイツが降伏するまでの6年の間に渡って戦術的優位は両者間を行き来し、第二次世界大戦を通じて最も長い戦いとなった。
北アメリカや南大西洋からイギリスやソ連に向かう輸送船団をドイツ海軍が阻止しようとしたが、これを見たイギリス海軍は徐々にドイツ海軍を圧倒するようになり、1941年の中期までにドイツ海軍の水上艦（戦艦、ポケット戦艦、巡洋艦）を封じ込め、1943年の3月から5月にかけて行われた輸送作戦においてUボートを駆逐した。
1941年3月6日に海軍大臣アルバート・ヴィクター・アレグザンダーが、バトル・オブ・アトランティック（Battle of the Atlantic）に初めて言及し、同年春にイギリスの首相であるチャーチルが演説に用いたことから広く知られた。ここでは広義の大西洋の戦いについてとりあげる。

## 背景
第一次世界大戦でドイツは敗戦し、ヴェルサイユ条約は多額の賠償、海外領土の喪失（一部）、戦争責任、軍事力の制限、経済の弱体化などドイツに厳しい条件を課した。ドイツは屈辱を受け、多額の戦争賠償金を支払わなければならなかった。多くのドイツ人は、自国の戦後の経済崩壊を条約のせいにし、こうした恨みが政治的不安定を招き、ナチズムを標語にしたアドルフ・ヒトラーとナチ党の躍進を許す土壌が生まれた。ヒトラーがドイツを国際連盟から脱退させた後、ファシズムを掲げるイタリアのファシスト党党首ベニート・ムッソリーニとヒトラーは鋼鉄協約として知られる条約に基づき、ローマ・ベルリン枢軸（後の枢軸国）を形成した。ドイツはまた、ソビエト連邦の共産主義の脅威に対抗するため、1936年に日本との間に防共協定を締結した。その後、戦争中は他の小国も枢軸国に加わった。
植民地帝国であり、島国でもあったイギリスは海外との貿易による輸入に依存し、ドイツとの戦いを続けるには、100万トン以上の食料などの輸入を必要とした。内訳は食料の半分、原材料の3分の2を購入しており、イギリスの海軍は植民地と貿易路の双方の保護を局地的ではなく世界規模での保護が必要とされたため、地域の制海権を持つ勢力に対して脆弱だった。大西洋の戦いは、実質的にイギリスに送る物資の海上輸送（シーレーン）を止めようとする枢軸国と、それを維持しようとする連合国のトン数戦争であった。ドイツは1942年からヨーロッパ大陸への反攻を未然に防ごうと、イギリスに駐屯する連合国軍の部隊と装備の強化を妨害しようとした。

## ドイツの戦略

### デーニッツの主張
| エーリヒ・レーダー |  | カール・デーニッツ |
| エーリヒ・レーダー |  | カール・デーニッツ |

英独海軍協定によってドイツは潜水艦の建造を認められた。第一次世界大戦でUボートの艦長を務めていたドイツ海軍のカール・デーニッツは群狼作戦の採用を主張した。それは、Uボートが群になって輸送船団を同時に攻撃し、護衛艦に対応させる隙を与えないというものだった。第一次世界大戦時であればUボート同士の連携や輸送船団の発見方法などに問題があって実行不可能であったが、無線電信の発展によって可能になった哨戒線の設定、司令部との連絡、Uボート集結によって、100隻のUボートがあればこれまでに建造された戦艦や巡洋艦より大きな損害を与えられると考えた。
1914年、ドイツ帝国海軍監察部参謀のウルリヒ・エバーハルト・ブルムは、通商破壊戦によってイギリスの経済封鎖を行うには、48の重要地点に輪番制で配置するために222隻のUボートが必要だという基礎研究を行った。デーニッツの考えはこれを源流とし、航洋型UボートのVII型300隻があればイギリスを再起不能にできると計算したが、これらの働きかけは至る所で衝突を招いた。世界の海軍国では潜水艦に対する評価は低く、それはドイツ海軍でも同様であり、さらにドイツ海軍は予算、施設、人員などにおいて陸軍や空軍よりも優先順位が低かった。英独海軍協定の成立後、カール・デーニッツは潜水艦艦隊司令官に就任し、潜水艦艦隊再建に奔走した。協定発効から10日後にキールで戦後第一号の潜水艦が就役し、続く5隻全てが1935年9月にクルト・スレーフォークト指揮下のUボート学校（後に第21潜水戦隊）へと配備された。戦後初めて潜水艦部隊を手にしたデーニッツは、群狼作戦の実現に向けてその障害を取り除くべく行動した。

### 艦隊計画の問題

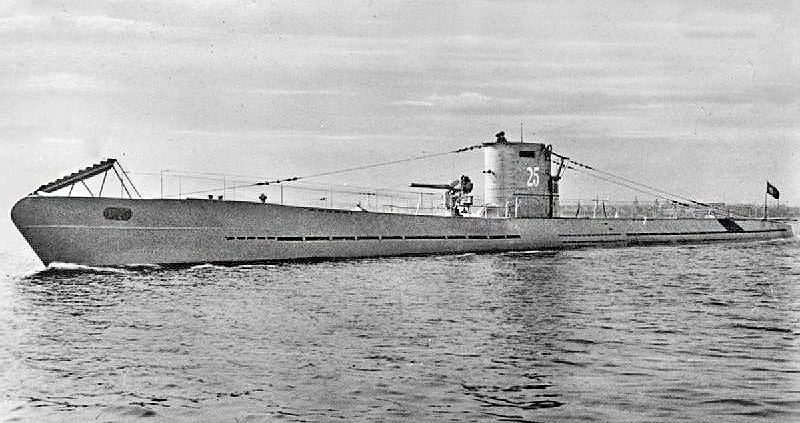
戦前の計画でUボートは補助扱いであった（1936年I型）

ドイツは1935年4月に英独海軍協定を破棄し、1938年にはオーストリアを併合（アンシュルス）したが、チェコスロバキア侵攻計画時（ミュンヘン会談）には軍備が不十分であることが明らかになった。陸軍、空軍、海軍はそれぞれの任務を再点検しなければならず、ドイツ海軍の総司令官エーリヒ・レーダーはアドルフ・ヒトラーに2つの案を提示した。1つは時間がかからずかつ安い予算で済む潜水艦や武装商船、装甲艦（Panzerschiff、即ちポケット戦艦）を使ったトン数戦争であり、2つ目はイギリスの海軍力に対抗できる戦艦、空母、巡洋艦、駆逐艦を時間をかけて新規に建造するZ計画であった。ヒトラーは2つ目の案を採用した。レーダー元帥もソナー技術の進展に伴い潜水艦は無力化されると考え、ヒトラー寄りの主力艦を中心としたバランスの良い編成の艦隊を支持した。
ヒトラーは戦艦などを輝かしく存在感があるものと考え、1939年3月のメーメル地方獲得時には内外に対するアピールのため、ポケット戦艦で上陸した。1939年年9月に戦艦シュレスヴィヒ・ホルシュタインによるヴェステルプラッテでの自由都市ダンツィヒ（グダニスク）攻撃がポーランド侵攻の火蓋を切っているが、イギリスとの開戦が想定よりも早かったためZ計画は棚上げされた。

## イギリスの戦略

### 海軍本部の考え

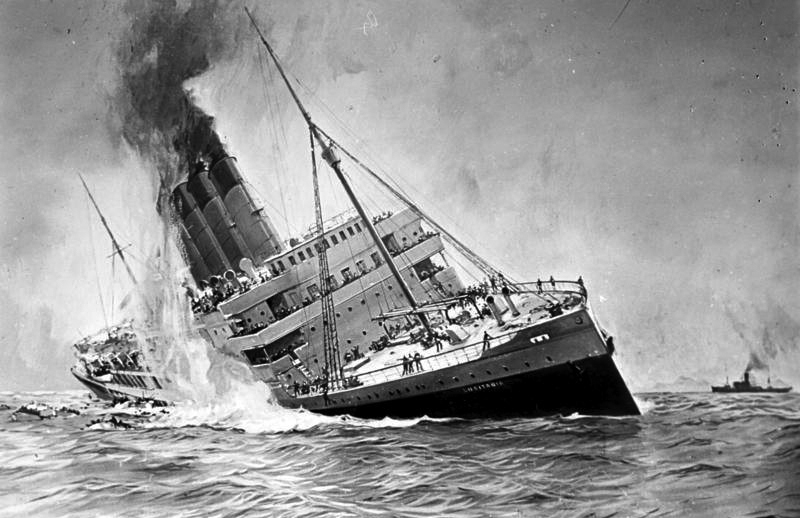
1915年に起きたルシタニア号事件（BArch）

イギリス海軍とほとんどの海軍国では1920年代から1930年代の間、対潜戦闘への意識が欠けていた。第二次ロンドン海軍軍縮会議においてロンドン潜水艦議定書という海上捕獲法が1936年に成立し、アメリカ、イギリス、日本、フランスのみならず、ドイツを含めた35ヵ国が署名したことから、一般的に第一次世界大戦のような無制限潜水艦作戦は国際法上的観点からもう行われないという認識があった。それ以外に2つの点がイギリス海軍本部で対潜戦闘への意識を欠如させた。
1つ目は、海軍内部の保守派が目に見えて大型化する戦艦に強い関心を持っており、ユトランド沖海戦のような艦隊決戦に囚われていたことである。1930年代におけるイギリス海軍の建造計画は艦隊決戦を想定した計画であった。船団護衛や対潜戦闘よりも水上艦同士の戦闘を想定し、1936年から1939年の間に戦艦5隻、空母6隻、重巡洋艦19隻の建造が始まり、それらの設計もまた水上艦との戦闘に適したものであった。イギリス海軍本部は増強された大型艦の艦隊とフランス海軍との連合があれば、ほとんどの事態に対応できると信じていた。フランス海軍の戦力は西地中海にあったため、ドイツのUボートに対する備えとして海峡や沿岸に対潜戦闘向けの戦隊を配していたが、開戦後Uボートが活動を始めた後でさえも状況の注視に留まり、焦らず対潜戦闘の増強があれば十分に対応できると考えていた。ドイツ海軍の戦力は小規模で「ポケット戦艦」3隻と巡洋艦8隻であるのに対して、イギリスはフランス海軍の戦力も当てにすることができ、合わせて戦艦22隻、巡洋艦83隻を有していた。
そうした楽観的な期待の原因が、もう1つの理由にあたるアズディックの開発であった。第一次世界大戦の末期、アライド・サブマリン・ディテクション・インベスティゲーション・コミティー（連合国潜水艦探知調査委員会）が設立され、海中に潜む潜水艦を索敵する装置の開発に取り組んだ。この装置は委員会の頭文字からアズディック (ASDIC) と呼ばれ、アメリカではソナーと呼ばれた。後にアクティブ・ソナーとも呼ばれるこのアズディックと対潜兵器の爆雷を組み合わせた駆逐艦など護衛艦があれば、連合国の海上輸送は守れるだろうという過度な期待があった。こういった羊飼いの仕事は狼を殺すことではなく、羊を護ることで勝利が得られるというイギリス海軍の参謀らの中で通説となっていたが、現代的な表現でいうところの圧倒的な有利な状況でもテロリストを根絶やしにしなければ、国際機構は攻撃されるという反対意見もあった。
もちろんイギリス海軍はUボートの存在を軽視こそすれ、まったく動かなかった訳ではない。1939年4月にドイツが同数の保有量という協定破りと潜水艦の戦力強化を通告してきた時、対潜戦力の強化が緊急な課題として取り上げられ、直ちに56隻のフラワー級コルベットの発注が行われた。しかし、イギリス海軍の方針自体に変化はなかった。第一次世界大戦において商船を単独で航海させるのではなく船団を組み軍艦をその護衛にあてることで約80パーセントの損害を減らすことができたという実績があったにも関わらず、イギリス海軍は護衛に使用可能な軍艦を哨戒任務にあてており、開戦後に手痛い損失を被るに至った。

### アズディックの問題

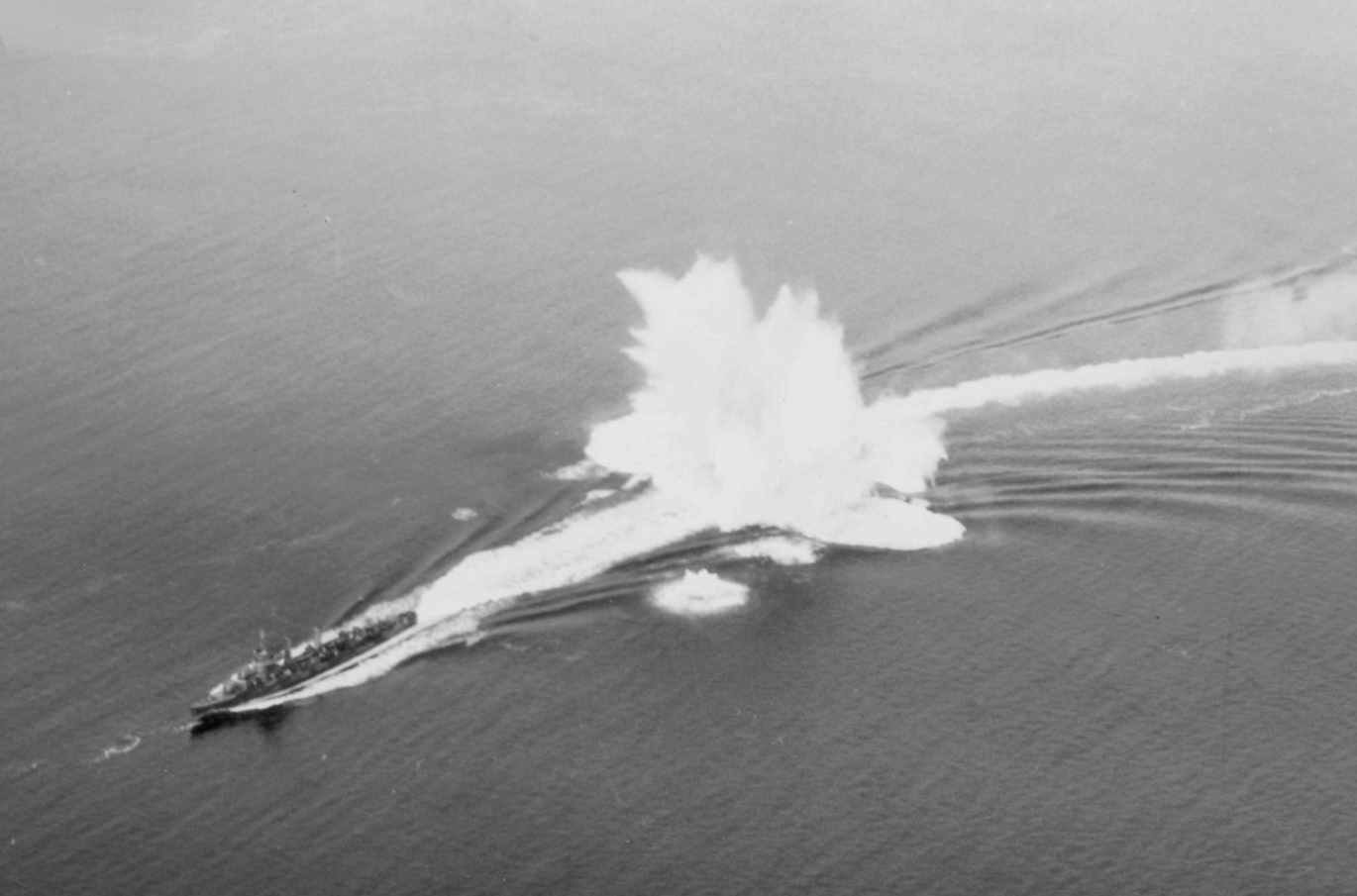
駆逐艦の爆雷攻撃

初期のアズディックは最大で3,000ヤード（約2.7 km）の探知距離があり、船の艦底にドーム状に設置された。アズディックから発した幅の狭い音波は海中の目標に反射し、精密な目標との距離と方角を知ることができたが、時に海中の異なる温度の層によって音波の反響が狂い、海流や魚の群れで間違うこともあり、アズディックをより効果的に運用するには経験豊富なオペレーターが必要であった。また、15ノット以上で航行すると自身の出す機関の騒音で海中からの反響がかき消されるため、アズディックは低速で航行する時にしか効果を期待できなかった。当然のことながら水中にいない（浮上している）潜水艦には全く効果がないため、月明かりが乏しい夜間に水上航行で襲撃してくる潜水艦には無力であった。
潜水艦の位置が判明すれば駆逐艦などの護衛艦が駆けつけ、目標の上を通過する際に設定した深度で爆発するように整えた爆雷を投下する。潜水艦を破壊するには潜水艦の船体から約6m（20フィート）以内の距離で爆発しなければ潜水艦を撃沈することはできなかったが、それらの戦術を現実的な状況でテストすることはできなかった。また、志願やスカウトで入隊した水兵に比べ、徴兵された水兵は約3ヶ月の訓練期間でアズディックの操作を習得せねばならなかった。晴れて穏やかな天候という状況と1隻の潜水艦に対して1隻か2隻の駆逐艦を割り当てる、といった制限が設けられるなど、対潜戦闘の課題は多かった。
連合国にとってより悪いことに、Uボートはイギリス海軍やアメリカ海軍の潜水艦よりもずっと深く潜ることができ、それはイギリス海軍の爆雷の最深設定された深度よりも深かった。開戦直後の護衛艦は搭載された爆雷の数も少なかった。1930年代の世界恐慌による経済低迷と多種に渡る緊急の再軍備の要請は、対潜用の艦艇や兵器に予算を使われないことを意味した。イギリス海軍は大部分の予算とエリートを戦艦部隊につぎ込んだ。また、空からUボートを探す役割を担うイギリス空軍の沿岸軍団は海軍よりもずっと酷い状態にあった。沿岸軍団の主力である爆撃機アブロ アンソンは爆弾2つを搭載して500海里 (930 km)しか飛べず、ロッキード ハドソンはもう少し長く飛べて、5倍の爆弾を搭載できたが、200機のうち、1個飛行隊しか装備してなかった。

## 前哨戦

### 機雷戦

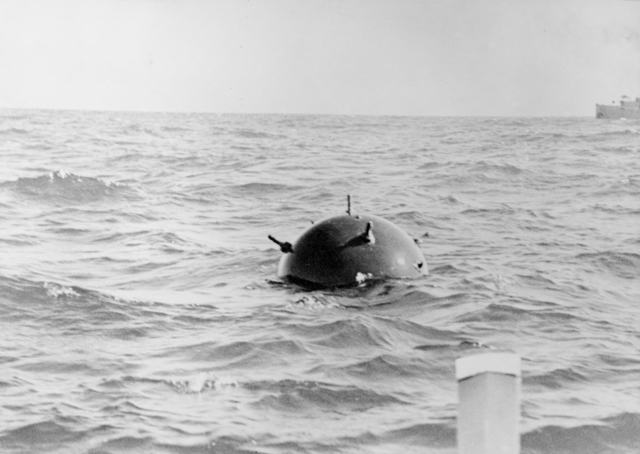
ドイツの触発式機雷（牽引索が切れて海面露出した状態）

ドイツ海軍は開戦前から連合国へ海上封鎖を試みるための戦力が不足していた。その代わり、ドイツ海軍は主力艦、仮装巡洋艦、潜水艦、航空機を使った通商破壊の戦略をあてにした。使用可能な潜水艦のすべてと装甲艦（ポケット戦艦）のドイッチュラントとアドミラル・グラーフ・シュペーは1939年8月までに出航した。宣戦布告がなされた時にはすでに大西洋への進出を果たし、開戦と同時に攻撃を開始した（装甲艦2隻は9月26日に通商破壊作戦を開始）。緒戦におけるUボート艦隊の規模は小さく、主力となった57隻の小型で航続距離の短いUボートII型はイギリス近海での任務と機雷敷設任務で活躍し、初期のドイツ軍は海上輸送の妨害のため、Uボートだけでなく航空機、駆逐艦によるイギリスの港湾への機雷敷設を必要とした。機雷敷設はまずイギリス近海と船団の航路への触発式機雷の敷設によってはじまったが、それは船体が機雷に接触しないと爆発しないものであったため、まもなく新型の磁気機雷を採用した。これは艦船が離れていても磁気によってその存在を探知し爆発するもので、爆発の衝撃波で対象を損傷させることができた。

### 襲撃と追撃

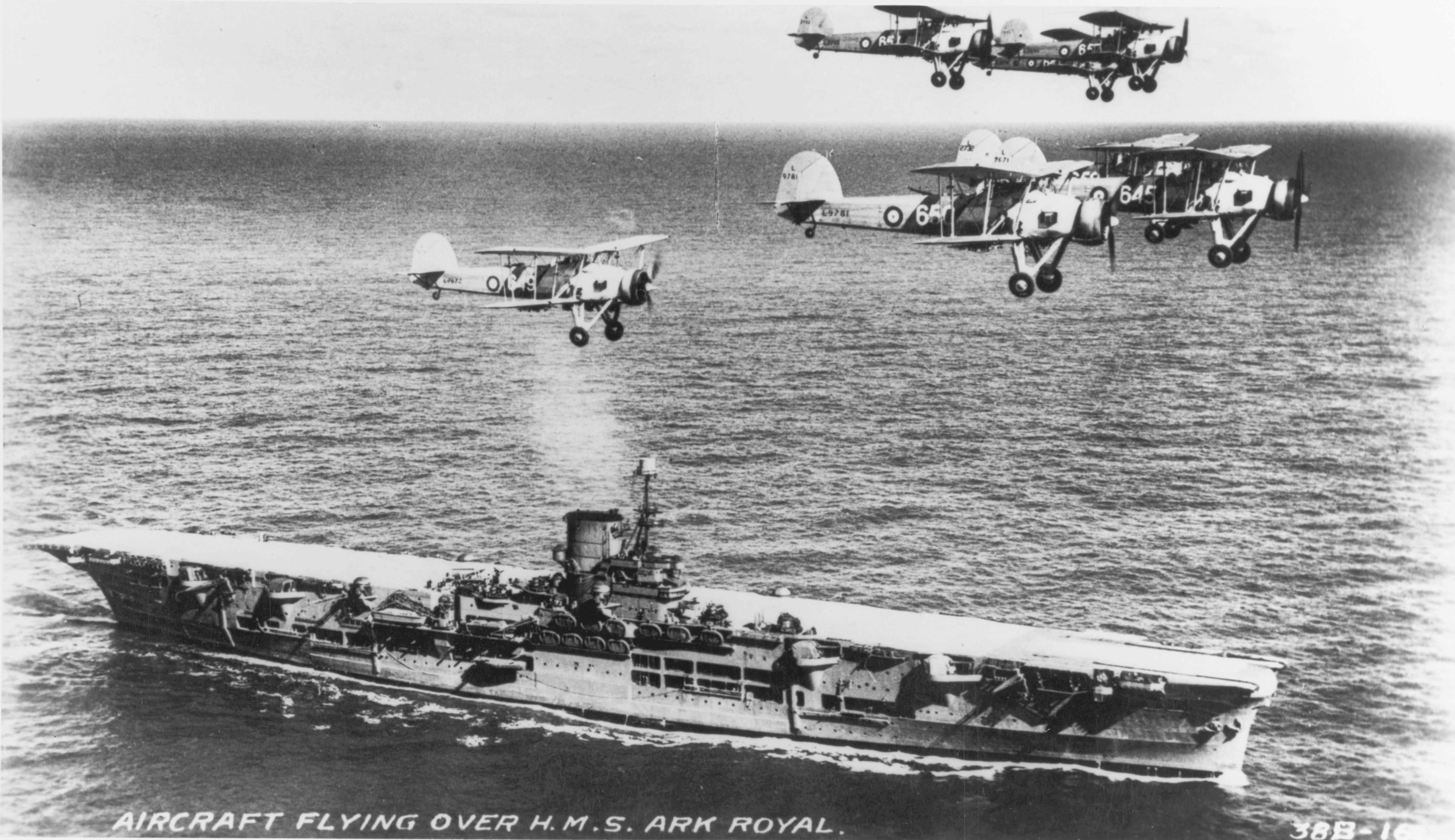
空母アーク・ロイヤルと雷撃機ソードフィッシュ（1939年ごろ）

イギリスとフランスは開戦に際してドイツに対する経済封鎖を行ったが、ドイツの産業への即効性は皆無であった。ドイツによる通商破壊に対し、イギリス海軍は直ちに護衛艦と何隻かの輸送船を集団で航海に出す護衛船団システムを導入し、その範囲は徐々に広がり、パナマ、ボンベイ、シンガポールまで達した。
イギリス海軍の上層部、特に海軍大臣のチャーチルは攻勢戦略を求め、イギリス海軍はドイツ海軍のUボート捜索やウェスタンアプローチを哨戒しながら潜水艦狩りを行うために、空母（航空母艦）を主力にした専用のハンティング・グループを編成した。しかし、この戦略には欠点があった。Uボートはそもそも艦影が小さいため発見しづらく、Uボート側も発見される前に潜水して難を逃れることが常であった。また、空母の艦載機は潜水艦を見つけることができたものの、この時点では有効な航空対潜兵器がなかったため直接的な掩護をすることはできず、結果として艦載機で発見できた潜水艦も水上艦が駆けつける頃には立ち去っていた。
ハンティング・グループの戦略は、数日のうちに失敗を証明した。9月14日に新型空母のアーク・ロイヤルがU-39の雷撃を受けた。3発の魚雷は命中前に爆発し、アーク・ロイヤルはかろうじて沈没を免れた。逆にU-39は護衛の駆逐艦による攻撃で第二次世界大戦で初のUボート損失となったが、戦訓を生かす間もなく、3日後の9月17日に空母カレイジャスがU-29に撃沈された。
Uボートを捜索する護衛駆逐艦は、開戦後の最初の年においてイギリス海軍の対潜戦略の特徴となったが、Uボートは見つけにくくかえって護衛を失った輸送船団が大きな危険に晒されることが判明した。
カレイジャスの撃沈の1か月後には、ギュンター・プリーン指揮するU-47がイギリス海軍の拠点であるスカパ・フローに侵入して戦艦ロイヤル・オークを撃沈し、ドイツにとってカレイジャスを凌ぐ大きな戦果となった。ギュンター・プリーンは瞬く間に英雄となった。

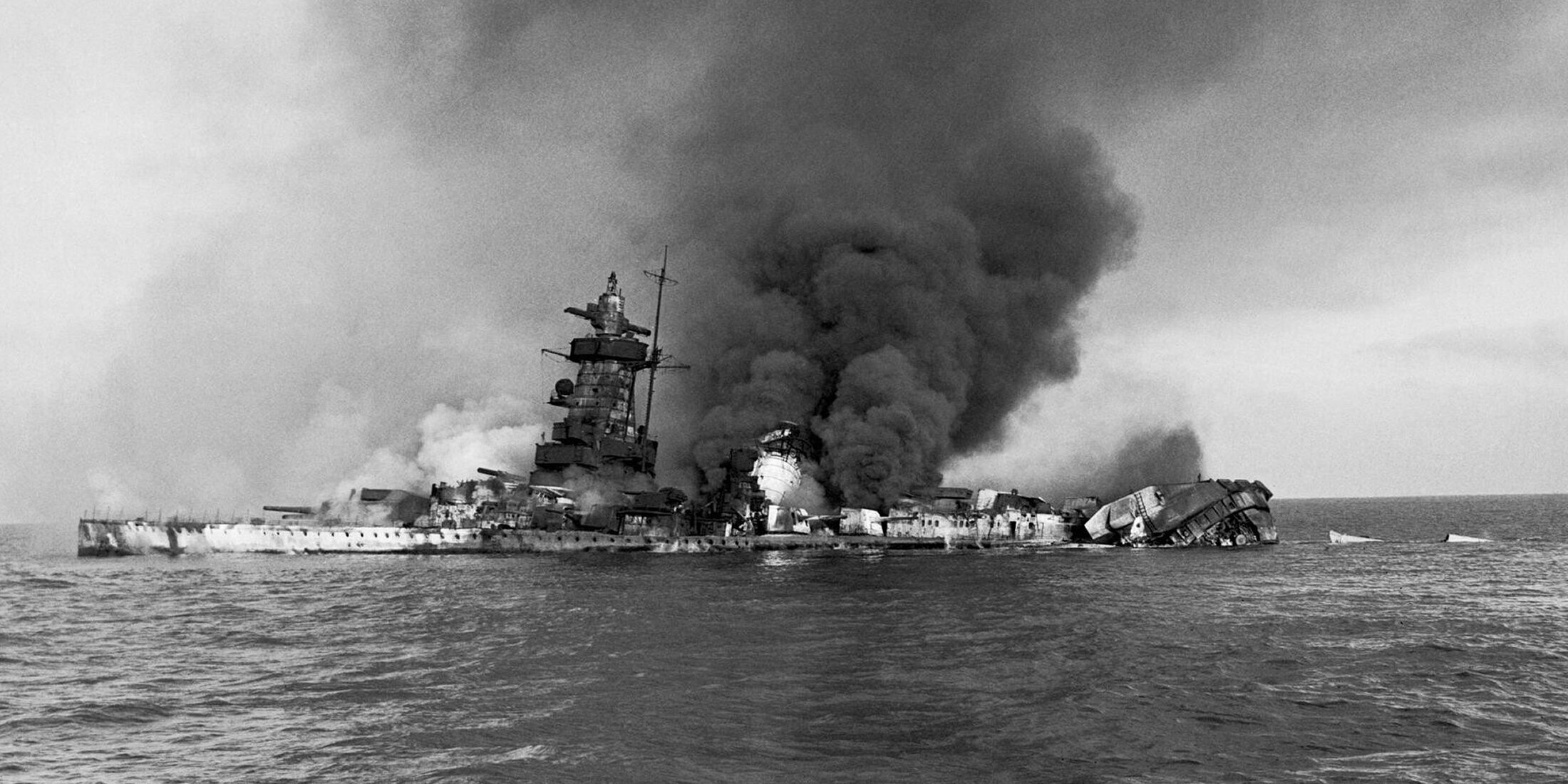
装甲艦アドミラル・グラーフ・シュペーは4日間燃え続け、そこから2日間、調査に乗り込めないほど冷えなかった

南大西洋ではアドミラル・グラーフ・シュペーの進出によってイギリス海軍は緊張状態にあった。アドミラル・グラーフ・シュペーは開戦後の最初の3か月で南大西洋とインド洋において9隻（50,000トン）の商船を沈めた。イギリス海軍とフランス海軍はアドミラル・グラフ・シュペーと北大西洋で活動していたドイッチュラントを捜索するため、巡洋戦艦3隻、空母3隻、巡洋艦15隻でいくつかのハンティング・グループを編成した。これらのハンティング・グループはアドミラル・グラーフ・シュペーを捕捉するまで、何か月も海上を捜索していた。
12月7日、アドミラル・グラフ・シュペーはイギリス商船から入手した文書から船団の位置を知り、南アメリカ沿岸に向かったところ、12日にラプラタ河口にてイギリス海軍の巡洋艦を遭遇し、戦闘となった。

### ドイツ側の不備
ドイツ海軍のデーニッツは開戦した最初の年で最大の成果を出すことを計画していたが、緒戦の爆発的活動は徐々に下火になった。ほとんどのUボートは9月から燃料と魚雷の補給や修理を受けるためドイツの港に戻る必要があり、活動のレベルを維持することができなかった。また1939年と1940年の厳しい冬でバルト海の港は結氷してしまい、新型のUボートがバルト海に閉じ込められ、ドイツの攻勢を妨げた。

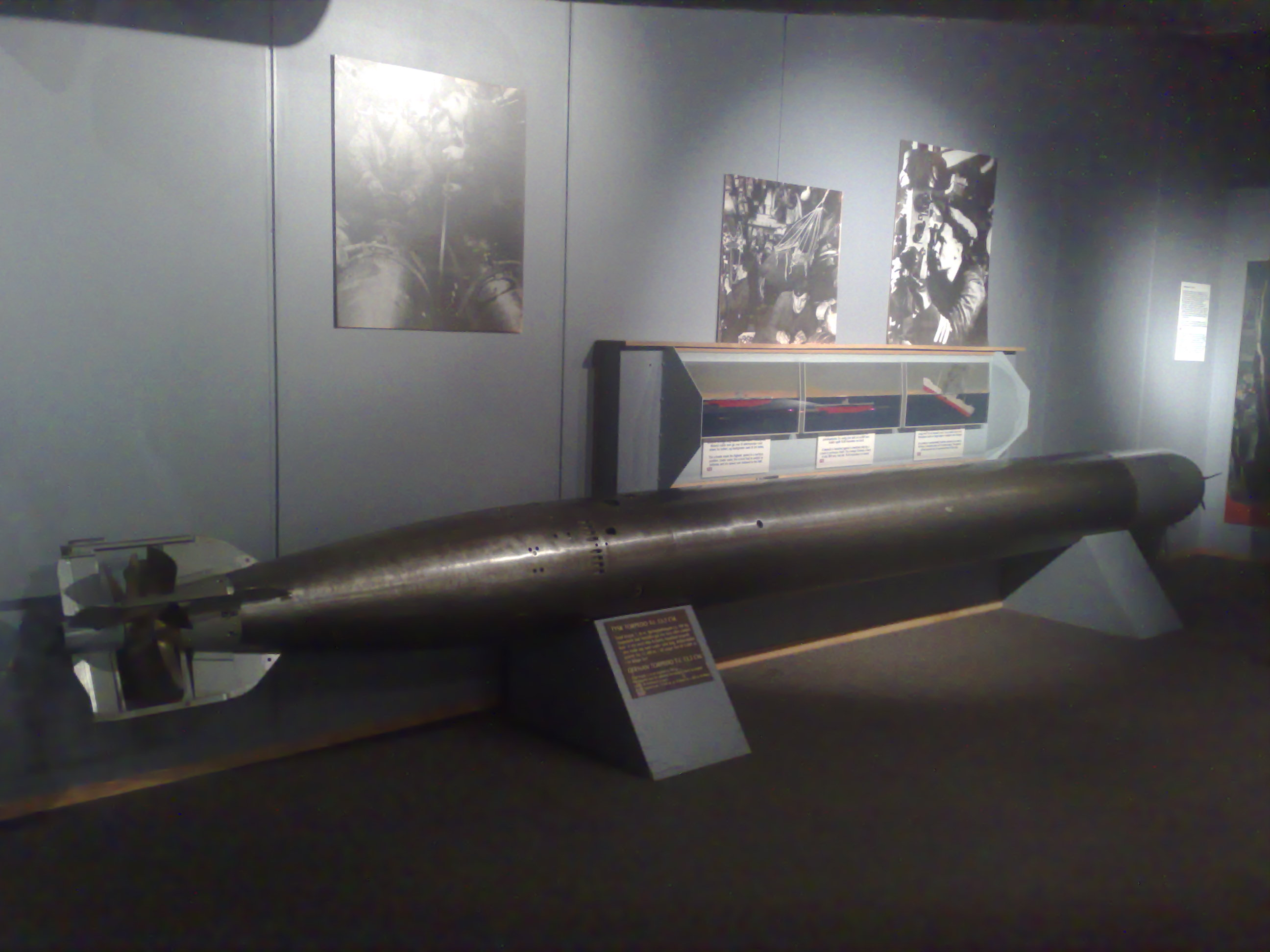
航跡を残すため夜間攻撃に使用されたドイツのG7a通常型魚雷

1940年の春には、デンマーク、ノルウェーなど北欧侵攻計画であるヴェーザー演習作戦に備えて、水上艦と大半の航洋型Uボートが引き上げた。狭いフィヨルドはUボートにほとんど行動の余地を与えなかったが、イギリス側の輸送船や補給艦の集結はUボートにいくども攻撃の機会を与えた。しかし、ノルウェー沖での作戦行動によってUボートの主要兵装である磁気魚雷の欠陥が明らかになった。魚雷が命中前に爆発したり、命中しても爆発しなかったり、標的の下を通過してしまうなど、Uボートは無傷で走り去る船を追跡することが繰り返しあった。あるイギリスの水上艦はUボートの襲撃を20回以上も受けて沈まないことすらあった。これらの知らせはドイツ海軍の潜水艦艦隊に広まり、士気の低下をまねいた。魚雷開発を担当する監督はそれが乗組員に過失があったと主張した。この問題の完全な解決は1942年前期までされることはなかった。デーニッツはイギリス海軍の潜水艦シールで鹵獲した魚雷の起爆方法を採用することにした。
イギリスの数多くの艦船はドイツが敷設した機雷を掃海した港から出航し、上手く大西洋を横断して苦難を切り抜けたが、この時、代替する艦船が失われていた。チャーチルは新型の機雷を無傷で回収するように優先事項として命じた。幸運にも1939年11月23日にドイツの航空機が投下した機雷がシューバリネスの海岸に落ち、イギリス海軍はこれを回収することができた。
イギリス海軍は対抗策として、大部分の艦隊に一時的に磁気機雷の感応を無効にする消磁処理を施した。消磁処理には2通りの方法があり、電線で囲った船渠に入れて船体の磁場をなくす、あるいは、船体に廃磁用の電線を設けて水深が浅くなった場所で作動させるというものだった。これらは1939年の後期に始められ、小型の軍艦と商船には1940年から始められた。大方の機雷の掃海が終了するまで、数か月に1回の割合で処理が施された。ダンケルクの戦いでは機雷を無効化した艦船のおかげで、多くの将兵の脱出を成功させた。

## 群狼作戦の開始

### フランス降伏の影響

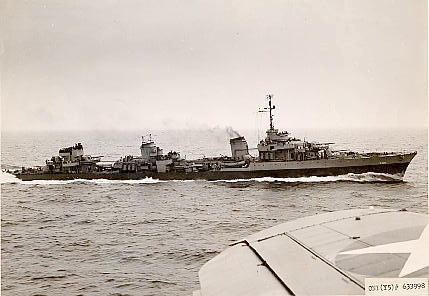
フランス海軍の駆逐艦ル・ファンタスク

1940年6月以降、大西洋含む海洋で戦争の流れが大きく変わった。ドイツ軍はノルウェーの占領後、1940年5月から低地地方（ベネルクス）とフランスへの電撃的な侵攻（フランス侵攻）を始めた。1940年の時点でフランスは世界4位の海軍国であり、フランスの降伏（休戦）によってイギリスは最大の同盟国を失うこととなった。フランス海軍の艦隊は任務から離れたが、少数の艦船は自由フランス軍に加わってドイツとの戦いを続けた。後に自由フランス軍には、少数のイギリス製コルベットが加わり、規模こそ小さかったが大西洋の戦いでは重要な役割を担った。
フランスの降伏に伴い、Uボートは大西洋からわざわざドイツの基地まで戻る必要がなくなった。7月の初期から大西洋で哨戒を終えたUボートは新しいフランスの基地に戻れるようになった。フランスのブレスト、ロリアン、ラ・パリス、ラ・ロシェルなどの港湾は、北海に面するドイツの基地よりも大西洋に約720km（450海里）近く、通商破壊戦に効率の良い地点へ向かうのに、イギリス諸島を迂回する必要もなくなったからである。また、大西洋におけるUボートの進出距離も広げ、以前よりも西に位置していた輸送船団への襲撃ができるようにもなり、より長く哨戒に時間を費やせるようになった。これらはUボート部隊の実兵力を二倍にさせた。
1940年の夏季頃にイギリス海軍は深刻な脅威に直面した。4月と5月のノルウェーでの作戦行動を支援するため、通商航路から旧式の駆逐艦を引き抜き、それらをフランスから撤退する連合国の支援のためイギリス海峡へと送られた。駆逐艦は侵攻してくるドイツ海軍の艦隊を迎え撃つ位置で待機したが、駆逐艦の対空兵装が不十分であったため、ドイツ空軍の攻撃で大きな損害を被った。ノルウェーでの戦いで7隻、ダンケルク撤退で6隻、さらにイギリス海峡と北海で10隻を失い、他にも多数の駆逐艦が損傷した。
6月には枢軸国としてイタリアが参戦し、イギリス海軍は地中海艦隊を強化する必要が出てきたため、フランス海軍の役目を継ぐことも併せ、イギリス海軍はジブラルタルで新しくH部隊を編成した。イギリスはドイツがデンマークを占領し、デンマーク領であったアイスランドとフェロー諸島がドイツの手に落ちることを防ぐため、アイスランドとフェロー諸島を占領した。
これらの状況下で1940年5月10日に首相となったチャーチルは、アメリカ大統領であるフランクリン・ルーズベルト宛に最初の手紙を書き、旧式駆逐艦の貸与を要請した。それは特定のニューファンドランド島、バミューダ諸島、西インド諸島にあるイギリス軍の基地を99年間の賃貸を引き替えに、駆逐艦・基地協定を結び、50隻の旧式駆逐艦が貸与され、アメリカのイギリスとその連邦国への最初の加担となり、レンドリース法へとつながっていった。貸与された駆逐艦は9月にイギリスとカナダへ引き取られたが、全ての駆逐艦の武装を改善してアズディックを装備させる必要があり、旧式駆逐艦が大西洋で活躍する前に多くの月日がかかった。

### イタリアの介入

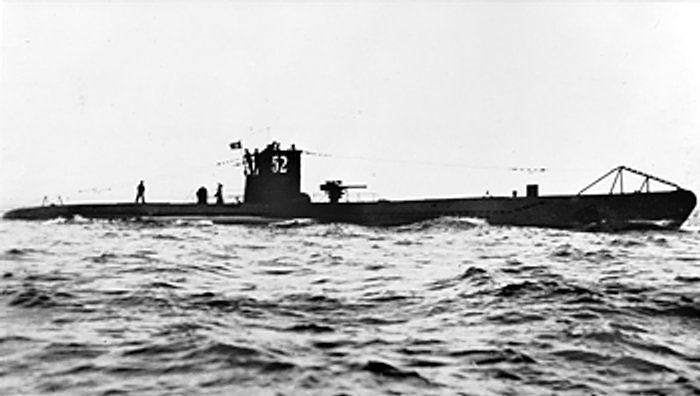
U-99やU-100と同型（VIIB型）で、1941年まで第一線で活動していたU-52

ドイツを支援するためイタリア海軍の潜水艦は、1940年8月からボルドーを基地に大西洋の通商破壊を始めた。1941年2月から5月にかけてドイツとイタリアの潜水艦隊は初めて共同作戦を実施したが、イタリア潜水艦からの無線連絡は遅く、ドイツのUボートからの連絡を受けても攻撃に間に合わなかった。デーニッツによると北大西洋における護衛船団に対する攻撃ではUボートに対して酷く劣り、これらは運用思想に違いからくるもので、単独で特定航路に配備され、潜水した上で雷撃による攻撃を行うという訓練を受けていたことに起因するものだった。護衛艦に囲まれてジグザグ航法を取る船団を発見されないように何日もかけて機動し、しぶとく追跡しながら無線連絡を行い、味方が揃った時期になって攻撃に打って出るというドイツ側が戦前から実施していた訓練とはかけ離れていた。一方で、中部大西洋や南大西洋におけるイタリア潜水艦の各個攻撃による活躍は目覚ましいものがあった。イタリア潜水艦は地中海での作戦行動を想定して設計されていたものの、艦隊型潜水艦であったため小型のUボートよりも大西洋での活動に向いていて、イタリアの潜水艦32隻は数年間で109隻を沈めた。
1940年7月から10月までに連合国の艦船220隻以上が沈み、オットー・クレッチマー指揮するU-99、ヨアヒム・シェプケ指揮するU-100、そしてギュンター・プリーンなどのようなUボートのエースが成果をあげ、フランスを基地としたUボートの活動は劇的な成功をおさめていた。Uボートの乗組員はドイツの家庭で英雄視された。

### 連絡と連携

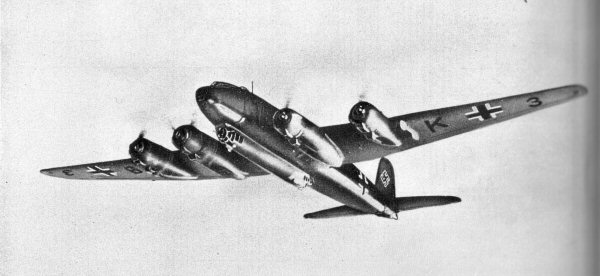
フォッケウルフ Fw 200 コンドル

ドイツは暗号解読に努め、イギリス全商船の暗号表を解読することに成功したため、ドイツは輸送船団がいつ、どこに現れるのか予想できるようになった。ノルウェーでの作戦期間中、カール・デーニッツは大西洋での作戦中止に限らず、魚雷の問題に頭を痛めていた。ギュンター・プリーンはノルウェーにおいて巡洋艦1隻に14発、駆逐艦1隻に10発、輸送船に10発を発射して、たった1隻の輸送船を沈めただけだった。魚雷が発射できなかったり、爆発時間を狂わせたり、爆発しないようにしたりしていた。原因は磁気起爆装置であることが発覚したが、目標物に命中してから起爆する撃発起爆に切り替えるのに最低でも2ヶ月が必要だった。
Uボートの大きな課題は広大な海上で輸送船団を捜索することであった。第40爆撃航空団のフォッケウルフ Fw 200 コンドルがフランスのボルドーとノルウェーのスタバンゲルから偵察に使われたが、主な情報源はUボートであった。ノルウェーでの作戦が終わり、カール・デーニッツは手元にある航洋型Uボートの数が49隻と心許無い状況ではあったが、群狼作戦が開始できると考えた。
Uボートは輸送船団の航路を二分するように3種の哨戒線を張って散開した。最初の哨戒線は一列に横陣で行きつ戻りつ、Uボートがソナーを使ってスクリューの音を拾うか、水平線に輸送船団が出す煙を双眼鏡で探した。2つ目は46km（25海里）の間隔を開けて停止哨戒線を形成し、最後に正方形の陣形であった。ひとたびUボートが輸送船団を発見すれば、攻撃せずにロリアンのケルネヴァルに新設されたUボート艦隊司令部に連絡して他のUボートを待ってから攻撃した。攻撃は主に夜間を狙った。輸送船団の護衛は1つの襲撃に直面する度に、1群あたり約半ダースのUボートを相手にしなければならなかった。

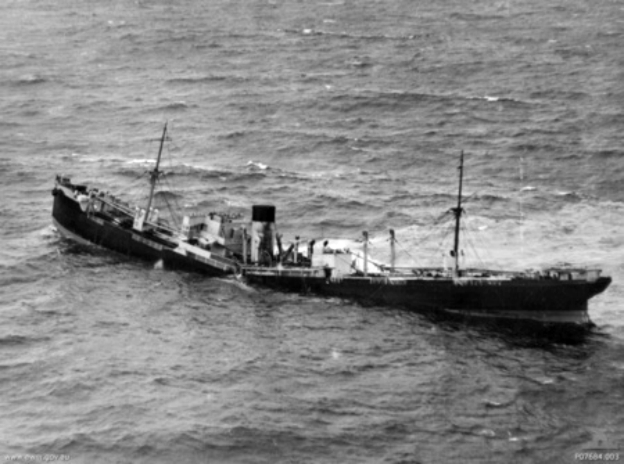
UボートU-52に攻撃されたジェラルディン・メアリー号（1940年）

1940年9月21日、カナダのハリファックスを出発した商船42隻のHX72船団が夜間に4隻のUボートに攻撃され、11隻が沈み、2隻が損害を負った。10月にスループ2隻とコルベット2隻に護衛されたSC7船団が襲撃に合い、35隻のうち20隻（59パーセント）の商船が失われた。オットー・クレッチマーのような大胆な指揮官は10月17日の攻撃で前衛の護衛に潜り込むだけでなく、輸送船団の隊列内から攻撃を仕掛け、1隻に1本の魚雷で十分であることを示そうとした。攻撃に参加したUボート7隻は魚雷を使い果たしたが、損失はなかった。
翌18日に攻撃されたHX79船団はSC7船団よりも悲惨だった。SC7船団よりも商船の速度は早く、駆逐艦2隻、コルベット4隻、トロール船3隻と掃海艇に護衛された49隻の船団にも関わらず、SC7船団に間に合わなかったハインリヒ・リーベやギュンター・プリーンらが攻撃に加わり、ドイツ側は損失なしで4分の1にあたる12隻が沈んだ。この9月と10月の一連の輸送船団に対する集団戦術の成功（幸せな時代）を受け、カール・デーニッツは群狼作戦を標準の戦術にするよう促進し、Uボートの戦力強化の約束を取り付けた。
11月は55から60ノット（約90-110km）の強風、雨、高波という悪天候が続き、イギリス側の輸送船団は安全に大西洋を渡ることが出来た。修理などの必要があることからUボートの活動は縮小したが、11月から4月にかけて北大西洋の気候は世界で最も悪いと言われ、戦後ドイツもイギリスも北大西洋の冬季における天候の酷さについてそれぞれ語っている。

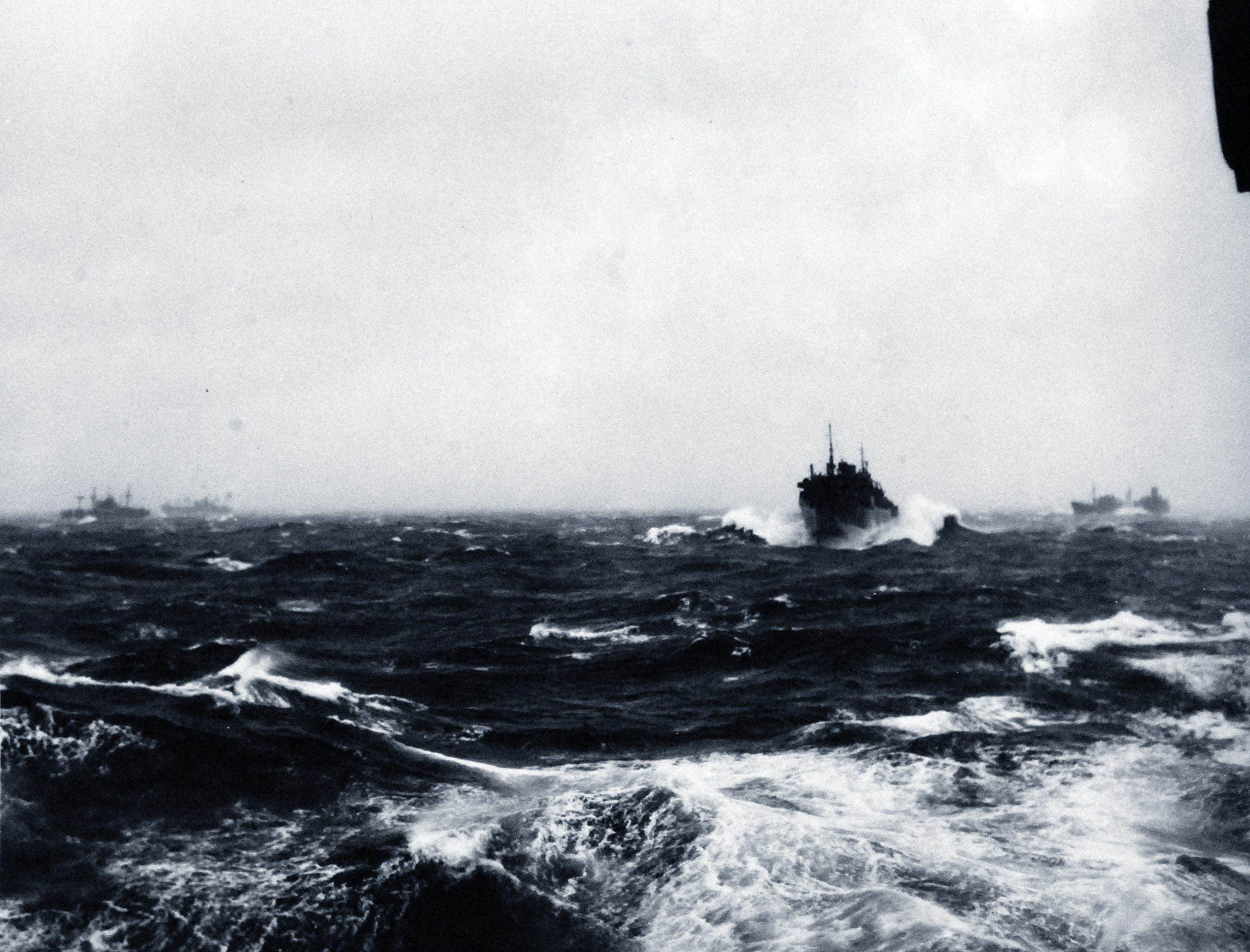
悪天候のなか北大西洋を渡る船団（1942年11月）

12月1日にはドイツのUボート7隻とイタリアの潜水艦3隻がHX90船団を捕捉し、10隻を沈めて3隻を損傷させた。Uボートだけが船団の脅威ではなかった。ノルウェーでの戦闘において、早い段階で海戦を支援することを経験したドイツ空軍は、1940年から少数の航空機を大西洋の戦闘に提供した。提供された航空機は主に長距離偵察機であった。最初はフォッケウルフ Fw 200が中心だったが、後に海上哨戒機としてユンカース Ju 290が提供された。初期のフォッケウルフ Fw 200は偵察だけでなく、爆弾を搭載して輸送船を攻撃することもあった。
フォッケウルフ Fw 200 コンドルによって1940年で58万トンの商船が撃沈され、翌年には150万トン以上が航空攻撃によって撃沈された。これだけでもイギリスの造船能力を超える勢いだった。1940年に撃沈された商船の60パーセントは護衛をともなっておらず、イギリスは保有する商船4分の1に相当する992隻、総トン数340万トンの損失をだした。

## 水上艦の活動

### レーダー元帥の戦略

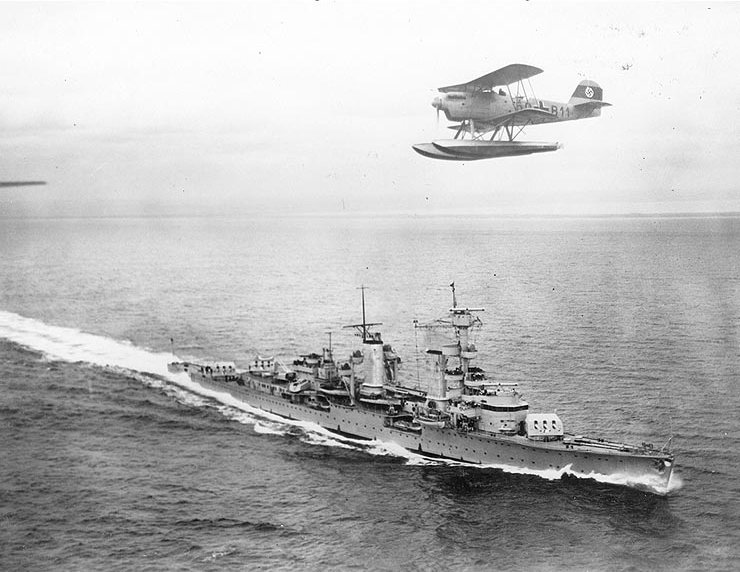
通商破壊にも従事したドイツ海軍の軽巡洋艦ケルン

緒戦の大成功にも関わらず、Uボートは通商破壊戦の主力と評価されるには至らなかった。デーニッツを除けば、両陣営におけるほとんどの海軍将校は最終的な通商破壊の艦種は水上艦だと考えていた。エーリッヒ・レーダー元帥はイギリス海軍に対して数において劣ることを承知し、自軍の艦隊が遠く広くに展開すれば捕らえにくく、しかも危険な襲撃者であるドイツ艦の捜索にイギリス海軍は忙殺されると考えた。また、在来の水上艦と潜水艦を補うため、第一次世界大戦でごく一部の活躍をみせた武装商船（仮装巡洋艦）を復活させる計画を立てたが、最初の改装案は却下された。海軍に在籍していたチャーチルと違って、アドルフ・ヒトラーの念頭にあったのは地上戦のことばかりだったが、レーダー元帥の説得を受けてヒトラーは耳を傾けた。
1940年の前期にUボートがノルウェーでの作戦行動から開放されて通商破壊戦に復帰し、1940年の夏季から巡洋艦や装甲艦（ポケット戦艦）などの水上艦が順を追ってドイツから出航した。ノルウェーでブリュッヒャー、ライプツィヒ、カールスルーエを失い、シャルンホルスト、グナイゼナウ、リュッツオウも損傷から作戦から外され、連合国の海上輸送に打撃を与えるほどUボートの数は揃っていなかった。レーダー元帥は通商破壊戦を仕掛けるにはもう一手が必要と訴え、1939年からハンブルクとバルト海沿岸で見分けやすい特徴のない6隻の古い貨物船が武装商船へと改装された。1940年にはそのような船が9隻になった。

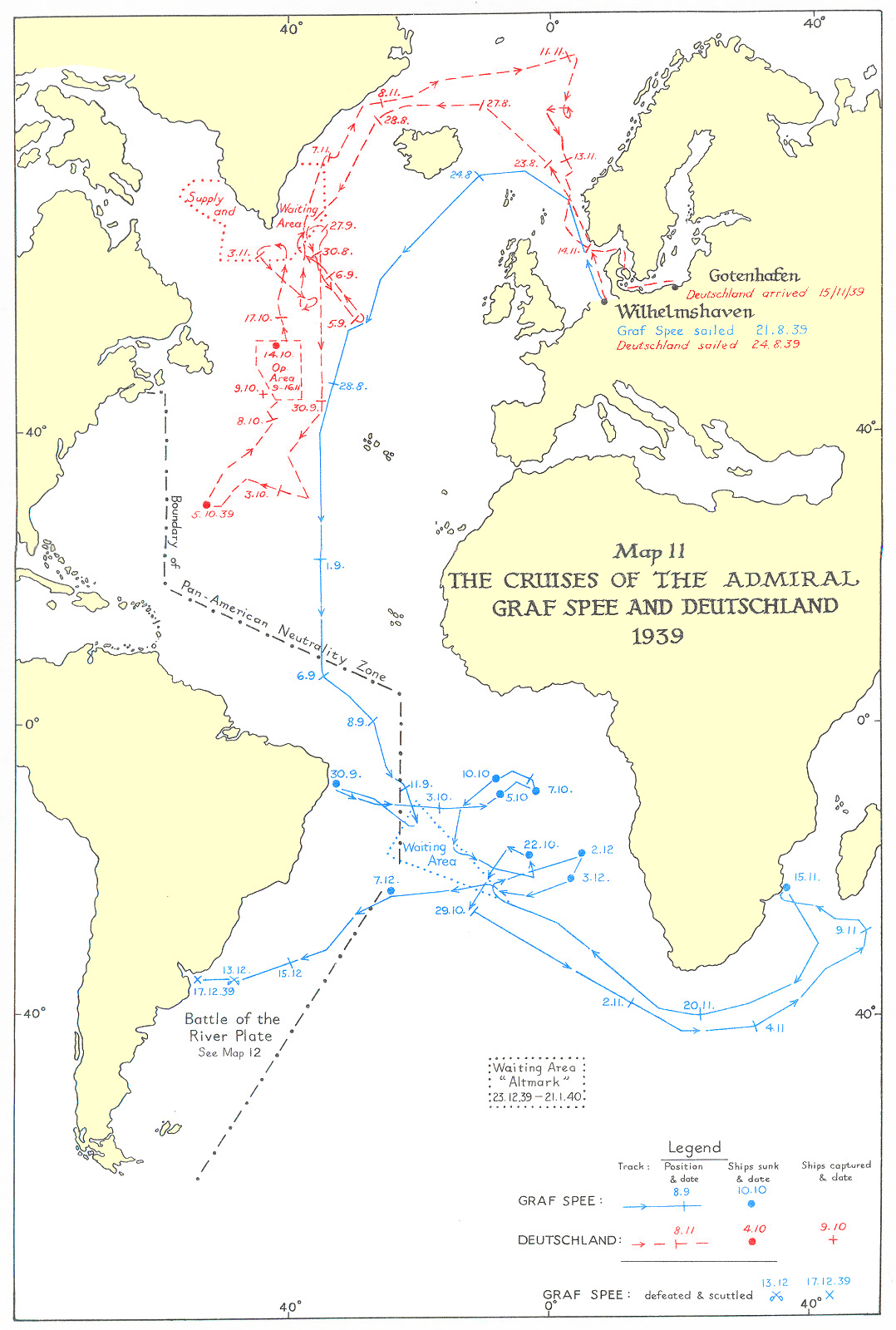
装甲艦（ポケット戦艦）アドミラル・グラーフ・シュペーとドイッチュラントの航跡

ドイツ戦艦の威力は、1940年11月5日の装甲艦アドミラル・シェーアによるHX84船団の被害によって証明された。武装商船ジャーヴィス・ベイの抵抗によって船団の船が散開して逃走することを許したが、アドミラル・シェーアは素早く5隻を沈めて、数隻を損傷させた。シェーアを要撃するためイギリス海軍は本国艦隊を派遣し、北大西洋における船団の航行を停止した。シェーアは南大西洋方面に逃走したため、捜索は失敗し、翌月にはインド洋に姿を現した。
他のドイツ艦船も存在感を示すように活動を始めた。重巡洋艦アドミラル・ヒッパーが1940年のクリスマスにWS5A船団を攻撃したが、護衛していた巡洋艦ベリックに撃退された。しかし2か月後の1941年2月12日にSLS64船団（19隻）を襲撃し、そのうちの7隻を沈めることに成功した。1941年1月からは巡洋戦艦シャルンホルスト、グナイゼナウの2隻が、ドイツを出航して大西洋に進出し、協同で襲撃を行うベルリン作戦 (Unternehmen Berlin) が実施された。この2隻は追跡できる連合国の艦船よりも強力であったため、イギリス海軍はできるだけ多くの船団に戦艦を護衛として随伴させなければならなかった。HX106船団は旧式戦艦ラミリーズの存在で、1か月後のSL67船団も戦艦マレーヤの存在によって攻撃を免れ、2度の襲撃から輸送船団を救うことができた。
武装商船アトランティスは1940年3月31日にキールから出撃した。この種の武装商船第1号であり、後に最も成功した襲撃艦として名をあげた。もともとはハンザ海運の貨物船でゴールデンフェルズという名であった。当時の中立国ソ連の補助艦に見えるよう偽装され、搭載する水上偵察機もソ連のマークが描かれており、乗組員もソ連海軍に似たものを着用させた。ケープタウン（南アフリカ）とフリータウン（シエラレオネ）の航路を狙うため、4月25日、赤道の跨いで南へと向かったが、そのような場所にソ連の船はいないため、今度は日本の貨客船香椎丸へと偽装した。外観を変えるだけでなく、髪が黒く背の低い乗組員以外は下甲板から出ないなど念の入った偽装を行い、20ヶ月に及び189,000km（10万2,000海里）の作戦行動を行い、22隻を沈めるか鹵獲したが、1941年11月にアセンション島沖で重巡洋艦デヴォンシャーに撃沈された。

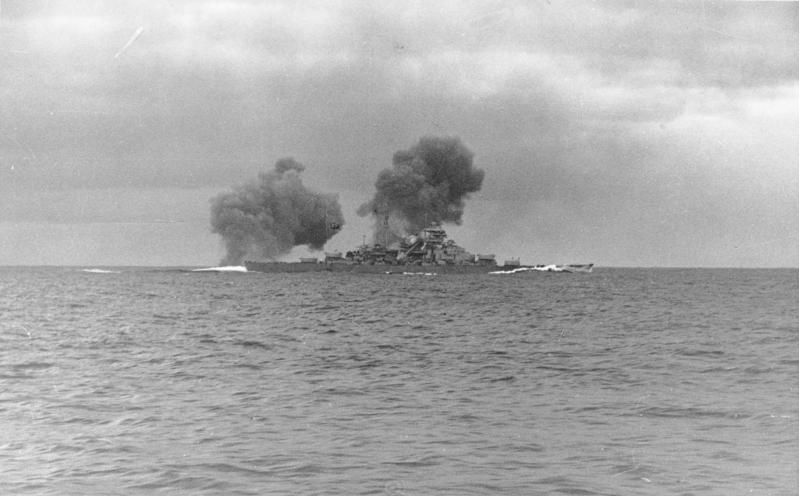
戦艦プリンス・オブ・ウェールズを砲撃するドイツの戦艦ビスマルク

ドイツは大胆な襲撃を計画し、5月に新型の戦艦ビスマルクと巡洋艦プリンツ・オイゲンの2隻を投入するライン演習作戦が開始された。イギリス海軍は情報部から予め報告を受けていたため、アイスランド沖で要撃した。イギリスはデンマーク海峡で生起した海戦で巡洋戦艦フッドを失ったが、H部隊の空母から発進した雷撃機の魚雷が舵に命中したおかげで本国艦隊が追いつき、戦闘の末ビスマルクは自沈した。この作戦を最後に大西洋における戦艦の襲撃は終わりを遂げた。アドルフ・ヒトラーはビスマルクの損失とノルウェーへの反攻の脅威により撤退を促され、1942年2月にシャルンホルスト、グナイゼナウ、プリンツ・オイゲンがドイツ本国へ帰還するイギリス海峡突破作戦（ツェルベルス作戦）が行われ、大西洋からは強力な艦艇がいなくなった。
あまりに早い開戦で、ドイツ海軍の拡張計画（Z計画）は未完成のまま中止された。輸送船団を護衛ごと一掃する強力な戦艦の計画概要には、戦艦に付随できる護衛艦船が欠かせなかったが、それらは建造されず、計画は達成されなかった。機雷、Uボート、航空機などの攻撃による損失と比較すると水上艦の襲撃による被害は比較的少なかったが、捜索と護衛のために多くの艦艇を必要とし、そのために多くの燃料を消費し、輸送船団の航行を停止させるなど連合国の輸送船団システムに大混乱を起こさせ、イギリスの輸入量を大きく減じる結果となったのである。
また、空からの攻撃にブレスト海軍基地の防備が脆弱だったとはいえ、シャルンホルスト、グナイゼナウ、プリンツ・オイゲンらをドイツ本国へ帰還させたことは戦略的に失敗だった。1942年に戦艦ティルピッツがノルウェーから出撃する情報を得たイギリス海軍はフランス沿岸へ進出されることを警戒し、大西洋でティルピッツの整備を受けることが出来る唯一のドックが所在するサン・ナゼールを攻撃する計画を立て、イギリスは少なくない犠牲を払った。
Uボートは1941年から大西洋に面するフランスの基地に、Uボート・ペンとして知られるコンクリートで強化された巨大なブンカー（防空壕）を建設し、大戦を通じていかなる爆撃にも効果を発揮した。ドイツ本土に先立ち、同年9月にロリアン潜水艦基地のブンカーが完成した。

### イギリス側の不備

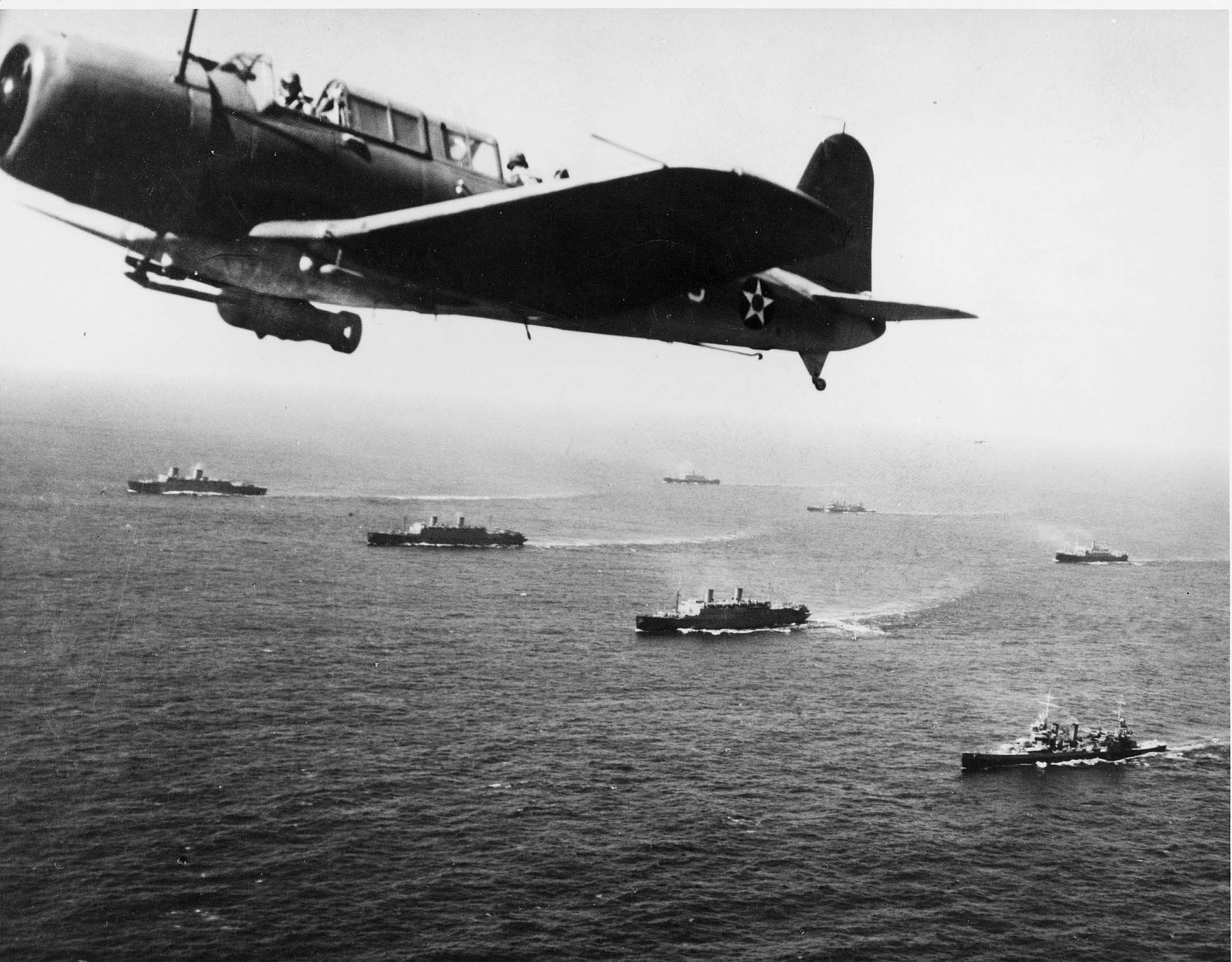
喜望峰を回る連合国の輸送船団（1941年）

大西洋で船団襲撃が増加し始めた時、連合国側の輸送船団の護衛に使用できる護衛艦は大きく減っていた。フランス沿岸の基地がドイツの占領下に置かれたため、イギリス海峡側のサウサンプトン、プリマス、ポーツマスの港湾対する備えに艦隊の一部を使っていた上に輸送船団は北アイルランドを迂回してノース海峡に入り、リヴァプールやグラスゴーなどに入港しなければならなかった。イギリスにとって唯一の利点は、オランダなど占領された国々の大型の商船を使用できるようになったことであった。
護衛船団方式に疑問を持つ者も少なからずいたが、他に対策があるわけではなかった。東航ならばカナダのハリファックスか同ノバスコシア州シドニーの港外、西航ならばリヴァプールかグラスゴーの港外にランデブー（集合）したが、ランデブーした瞬間から難しい問題が起きていた。大体の場合、1隻か2隻の大型客船が混じり、新旧のタンカー、時には戦車、トラック、揚陸艇など積み込む重量物運搬船も加わった。こうして船団を組もうにも商船の大きさ、エンジンの状態、舵の特性などはバラバラであった。船団では英語が共通語になっていたが、スコットランド人がイングランド南部から来た乗組員の言葉を理解できないという問題が時折発生した。
護衛艦艇のアズディックは、水中の目標に対して役割を果たしたが、ただ1隻で夜間に浮上して攻撃してくる潜水艦に対抗する術はなかった。護衛艦はこれら商船の針路を統制、船団の前方で潜航したUボートを捜索するためアズディックを積んだ艦が船団の先頭に立ち、浮上して追尾してくるUボートに対する備えで後方にも護衛艦を残さなければならなかった。開戦から3年ほどは前後360から550mほど、左右900m間隔の8列から12列の横に長い陣形を作り、30から45隻の商船が横幅7.4km（4海里）、縦幅3.7km（2海里）の面積に広がった。この寄せ集めの船団に対するイギリス海軍が割ける護衛艦は4隻か5隻であった。

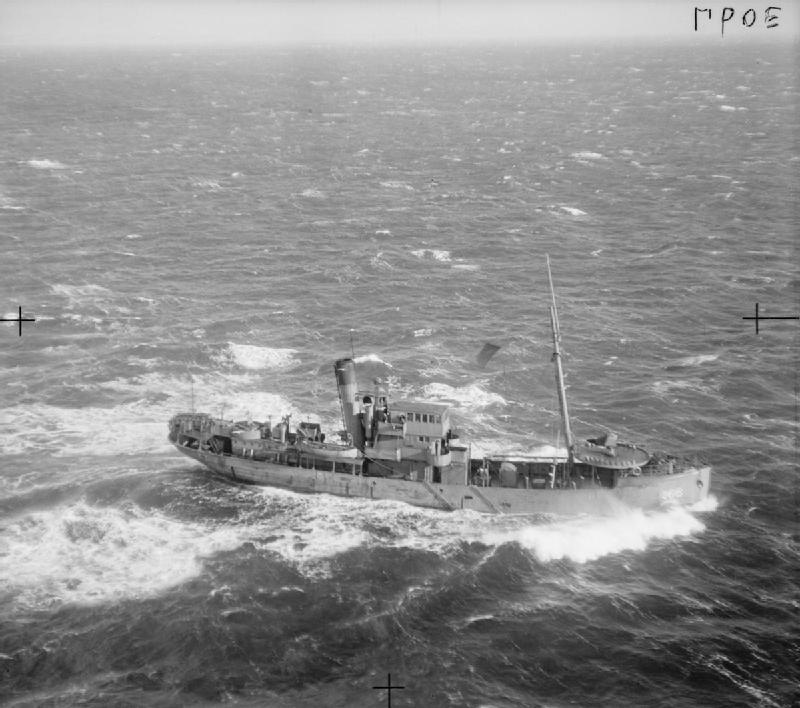
軍用トロール船ブレトワルダのような小型艦はアズディックを持ち旋回性能は良いが、速度が遅く、航続距離が短かった

その数少ない護衛艦は針路が乱れがちな船団を追い立てる猟犬のように走り回る必要があった。そして、護衛艦自体も司令官の乗艦する船として旧式のV/W級駆逐艦のような平甲板型駆逐艦であれば速度は出たが、第一次世界大戦の主戦場が北海を想定していた軍艦なので燃料は多く積めなかった。旧式のコルベットも捕鯨船を元に作られ、海軍向けトロール船もイギリス近海で操業されることを前提にしていた船であるため、燃料を多くは搭載できず、それらは浮上したUボートを追跡できないほど低速だった。戦前から建造が始まったばかりのスループは航続距離の心配こそなかったが、地中海や極東で砲艦としての運用を想定していたため、乗組員らは北大西洋で恐ろしいほど寒い思いをした。また、平甲板型駆逐艦は船体が細長く、コルベット、スループ、トロールなどはそもそも小型であったため、冬の北大西洋の中ではなにかにつかまっていないとベットで横になれないほど揺さぶられた。
そういった護衛艦の大半が完全に大西洋を横断することができず、新型の護衛艦が登場するまで航続距離の問題が付きまとった。これは荒れた北大西洋における海上での給油が難しいという点もあったが、護衛艦の数が足りないために次の護衛任務が控えているなか限界まで付いて行ったが、その先はどうしようもなかった。そのイギリス海軍本部が定めた限界は1940年7月までアイルランドから西へ約370km（200海里）、西経15度までとされた。最も危険なウェスタン・アプローチで護衛が必要とされたことから、本部は単純に必要とされる海域での設定を行ったに過ぎなかった。しかし、Uボートが大胆になるにつれ、その限界は10月には西経17度線、1941年には西経19度線まで伸びてゆき、以後35度線という大西洋横断航路の半分以上まで護衛させることになってしまった。西行きの船団は限界点で解散し、カナダから出迎えにきた護衛艦がいる場合を除いて単独で目的地まで向かった。船団の護衛から一旦外れた護衛艦はそこから東行きの船団とランデブーを目指すが、これが天候不順、Uボートの攻撃、エンジン不調など様々な理由でランデブーには困難が付きまとった。
船団の隊列を維持するにも、Uボートを発見した時でも、ランデブーのためにも連絡方法が問題だった。無線封鎖を守っていたため旗旒信号、信号灯、電気拡声器に頼るしかなかった。また、護衛船団の指揮官、つまり任務と責任の所在も曖昧だった。護衛部隊の指揮官はイギリス海軍かカナダ海軍の少佐、中佐であり、商船の船団長はイギリス海軍の予備役海軍少将か中将であったため、護衛部隊司令は船団長より遥に若輩であった。これらは互いに機転や礼儀作法などがあれば良いという訳ではなかったため、摩擦こそ生じたものの、やがて北大西洋での困難に直面する事態が協力の必要性を強くし、双方とも理解するに時間はかからなかった。

## レーダーの配備

### イギリス海軍の組織再編

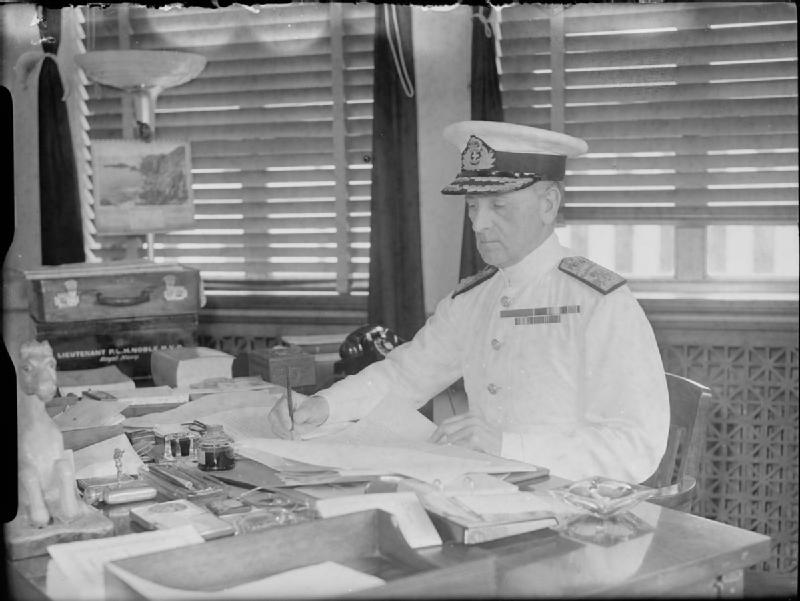
イギリス海軍パーシー・ノーブル大将

緒戦の損害に大きさからイギリス政府も認識を改める動きがあった。1938年時のイギリスの貿易は6,800万トンの輸入があったのに対し、1941年時にはそれが2,600万トンへ衰えていた。1941年3月6日、チャーチルは「大西洋の戦い」が今まさに進行中であると発表し、自身も「戦争の重要局面」であると正しく理解した。1940年7月に新しい訓練基地がヘブリディーズ諸島のマル島に設けられ、退役海軍中将ギルバート・スティーブンソンのもとで護衛部隊は厳しい訓練を受けるようになった。
1941年2月にはイギリスの海軍本部がウェスタンアプローチ管区の司令部をドイツ空軍の攻撃に晒されるプリマスからリヴァプールに移動させた。ウェスタンアプローチ管区の新しい司令官パーシー・ノーブルは政府と交渉し、護衛艦、対潜装備、支援の航空機を最優先で供給するよう説得した。パーシー大将は時間を無駄にしなかったとされる。就任から一月と経たないタイミングで、自らウォルター・カウチマンが指揮する駆逐艦ベテランに乗り込み、輸送船団の護衛に何が問題なのかを実態調査した。海軍本部や自らの指揮下にあるウェスタン・アプローチの司令部からの命令で護衛艦は船団を離れることが珍しくなく、その時は駆逐艦ベテランしか護衛に残らなかった。このことから、パーシー大将は陸上から護衛艦にあれこれ指示を出さないよう徹底させた。

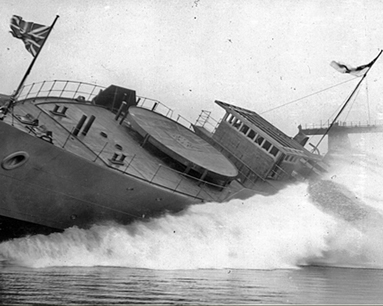
1940年11月20日、カナダで進水したHMCS カムサック

1940年10月に船団が被った壊滅的損失を受け、海軍本部と訓練基地の双方で戦術の研究がなされた。特筆すべきは常に同行する護衛部隊の編成であった。護衛部隊の編成はイギリスとカナダで新造されたフラワー級コルベットとアメリカから貸与された旧式駆逐艦の投入など、段階的に増加しつつあった護衛艦によって助けられた。これらの護衛艦のほとんどがカナダ海軍に編入された。他にも少数ではあったが、新造の護衛艦に自由フランス軍のフランス人、ノルウェー人、オランダ人などの乗組員が配置され、イギリス海軍の指揮下に入った。新しい護衛部隊は2隻か3隻の駆逐艦と6隻のコルベット、軍用トロール船で構成されたが、そのうちの何隻かは荒天や戦闘による損傷でドックに入って修理していたため、大体6隻で出港することが多かった。また、これらの護衛部隊の編成にあたり、マル島の訓練が実戦の経験を通して捗るようになった。4月には沿岸軍団の航空機も海軍本部が引き継いで空からの支援を受けやすくさせ、1941年3月に新型の271型レーダーを使って浮上したUボートを見つけることが出来るようになり、捜索に打って付けである小型艦船や航空機への装備が1941年中に行われた。

### 護衛側の反撃
これらのイギリス海軍の戦術変更は、1941年の春季から船団の防衛において効果を感じ取れた。3月にハリファックスに向かうOB-293船団は駆逐艦4隻、コルベット2隻の護衛を受けていたが、海軍本部からUボートが付近に集結中との警報を受けた。3月6日、ギュンター・プリーンのU-47に誘導されたUボート4隻がこれを襲撃し、商船2隻が沈み、2隻が損傷した。しかし、W級駆逐艦ウルヴァリンの爆雷で旧式のUAが損傷し、コルベットのカメリア、アーバタスに執拗な追跡を受けたU-70は浮上の後、自沈した。オットー・クレッチマーのU-99は半分の魚雷も発射できず、撃退された。危険をおかして船団を追跡したU-47は3月8日にウルヴァリンの爆雷で撃沈された。

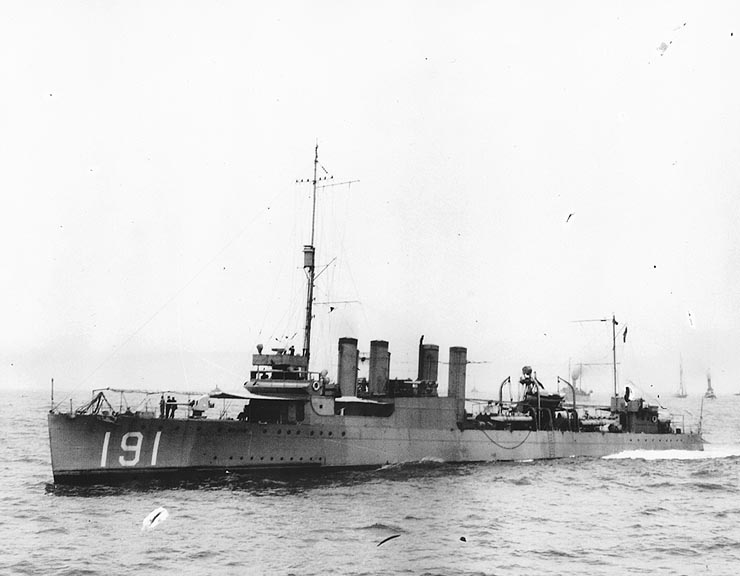
特徴的な4本煙突を持つ元アメリカ海軍駆逐艦メイソン (USS Mason)。イギリス海軍にブロードウォーター (HMS Broadwater) と命名される

同月16日、イギリスに向かうHX-112船団の新編成護衛隊はUボートの群狼部隊を寄せ付けなかった。ヨアヒム・シェプケのU-100は駆逐艦ヴァノックの体当たりを受けて沈没し、駆逐艦ウォーカーの爆雷でクレッチマーのU-99は大破されたため投降した。この短期間でデーニッツの潜水艦艦隊はクレッチマー、プリーン、シェプケといった主要なエースを失う痛手を被り、イギリス側にとっても大きなニュースだったが、それ以上に意義のある進展があった。シェプケのU-100が新しいレーダーによって捕捉され、人間の目視以外の手段で初めて発見されたことであった。それまで浮上した状態のUボートは北大西洋の荒波に隠れ、目視で見つけるのは困難だったが、レーダーがあれば昼夜問わず探し出すことができることになった。
5月9日にイギリス海軍の駆逐艦ブルドッグがU-110を捕獲し、完全に無傷なエニグマを回収した。これは連合国にとって暗号解読に必要不可欠な躍進であった。機材はバッキンガムシャー州のブレッチリー・パークの政府暗号学校に運ばれ、そこでドイツの暗号解読に使用された。結果、その他の戦いでもドイツ海軍の動向を事前に察知できるようになり、世界で最初のコンピュータであるコロッサスの開発にも繋がった。

### 航空援護の強化策

1941年における船団のルート

航空機の飛べる距離は長大であったが、大西洋を完全にカバーするには到底及ばなかった。イギリス空軍の沿岸軍団は1939年の開戦時170機の双発機と水上機しかなく、1940年になっても50機しか増えていなかった。なぜなら、航空機の生産と人員のほとんどがバトル・オブ・ブリテンにおける戦闘機部隊へと注力されていたためであった。稼働できる航空機の使い方にも問題があり、対Uボート戦術は沿岸軍団のみならずイギリス海軍航空隊も持ち合わせていなかった。結果として、航空機は船団の付近を飛行するだけでも威嚇の効果があるにも関わらず、捜索と哨戒任務と称して何もいない海域へと繰り出されていた。特に致命的だったのは浮上した潜水艦を発見しても有効な攻撃手段を持っていなかった点である。1939年9月には空母アーク・ロイヤルの艦載機が浮上航行中のU-30を発見し、超低空まで降下して爆弾を投下した。しかし、爆弾は海面で跳弾し、投下した艦載機の真下で跳弾の衝撃で爆発したため、この艦載機は巻き上げられた海水に飲まれて墜落した。このような事故は航空用爆雷が開発されるまで繰り返された。
イギリス海軍本部はこうした問題にも取り組み、1941年春から沿岸軍団の指揮権を自身の指揮下へと移管し、新型機の配備をし始めた。この中にはアメリカから提供された30機のコンソリデーテッド・カタリナ飛行艇が含まれる。搭乗員は空軍の所属のままだったが、海上護衛に関する限り海軍は優先権を獲得した。そうして強化された航空部隊はアイスランドから飛び立ち、護衛船団を空から援護するようになり、航空援護できない海域を約740km（400海里）へと減らすことが出来た。

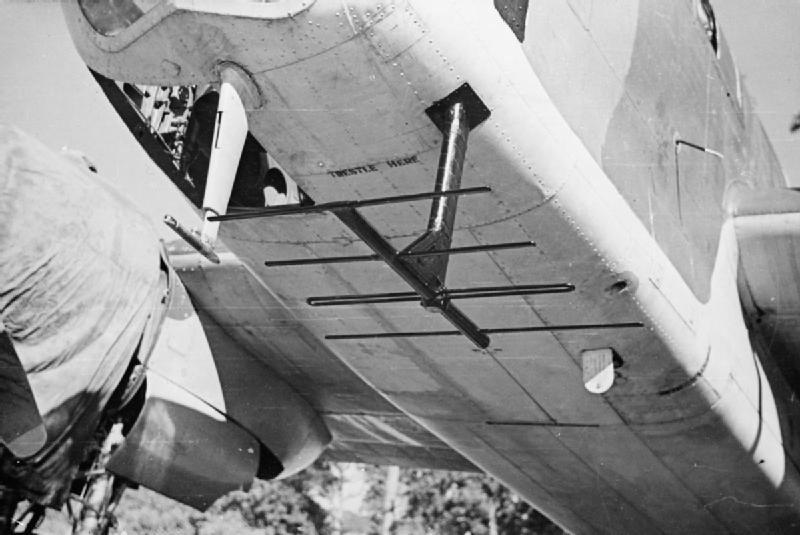
ブリストル ボーフォートの機体下面に装備されたASVレーダーの送信機

航空機搭載型の対艦レーダーは1940年初頭から配備が始まったが、これは失敗作だった。1941年に登場した改良型ASVレーダーは多くの航空機に搭載されたものの、航法士か無線士が受信機を確認せねばならず、搭乗員にとっては負担だった。また、一度探知した目標が1海里ほどの近距離になってくると接触を失ってしまう欠点を有しており、このためUボートは闇夜に隠れて逃げ切ることが可能であった。この問題は哨戒に行く航空機全てにサーチライトを搭載することで解決した。1941年3月からテストが行われ、8月にはリー・ライトとして生産が始まった。レーダーとリー・ライトの組み合わせによって航空機はUボートを探知したらエンジンを切って滑空し、サーチライトで照らし出した瞬間に航空用爆雷を投下するという奇襲が可能になった。
こうした航空支援の強化によって成果が出てきたため、支援範囲外における対策も講じられるようになった。通常の貨物船を改造し、船首に戦闘機1機を載せたカタパルトを増設したCAMシップ (Catapult Aircraft Merchantman) を登場させた。中古のハリケーン戦闘機を搭載して、敵機が寄ってきたらこれを追い払おうという算段である。1941年8月にはカタパルト船マプリンから発進したハリケーンが船団に接近するドイツ空軍の偵察機Fw 200 コンドルを撃墜するなど効果は上がったが、発進した戦闘機は着艦することができないため、陸地が近くにない限りは1回限りの使い捨てであった。敵機を追い払ったパイロットは船団の護衛艦の近くにパラシュート降下するか不時着水して回収されたが、時には命を失うこともあった。同年9月に商船改造空母オーダシティの就役などCAMシップにより早く投入されたものもあるが、戦闘機を6機しか搭載できず、12月には撃沈された。
CAMシップの後に1942年春からアメリカで建造された改造空母アヴェンジャー級が投入されることになったが、北極海や地中海など空母が必要とされる海域は多く、大西洋における船団護衛への投入は小規模に留まった。イギリス側でも商船に全通飛行甲板を設けたMACシップと呼ばれる改造空母に着手したものの登場は1943年であり、ボーグ級護衛空母など商船の構造を流用して短期間で建造でき、当初から航空機を搭載することを前提とした護衛空母がアメリカで大量に建造され、1942年秋から本格的に船団護衛へと投入された。

### ハフ・ダフの開発

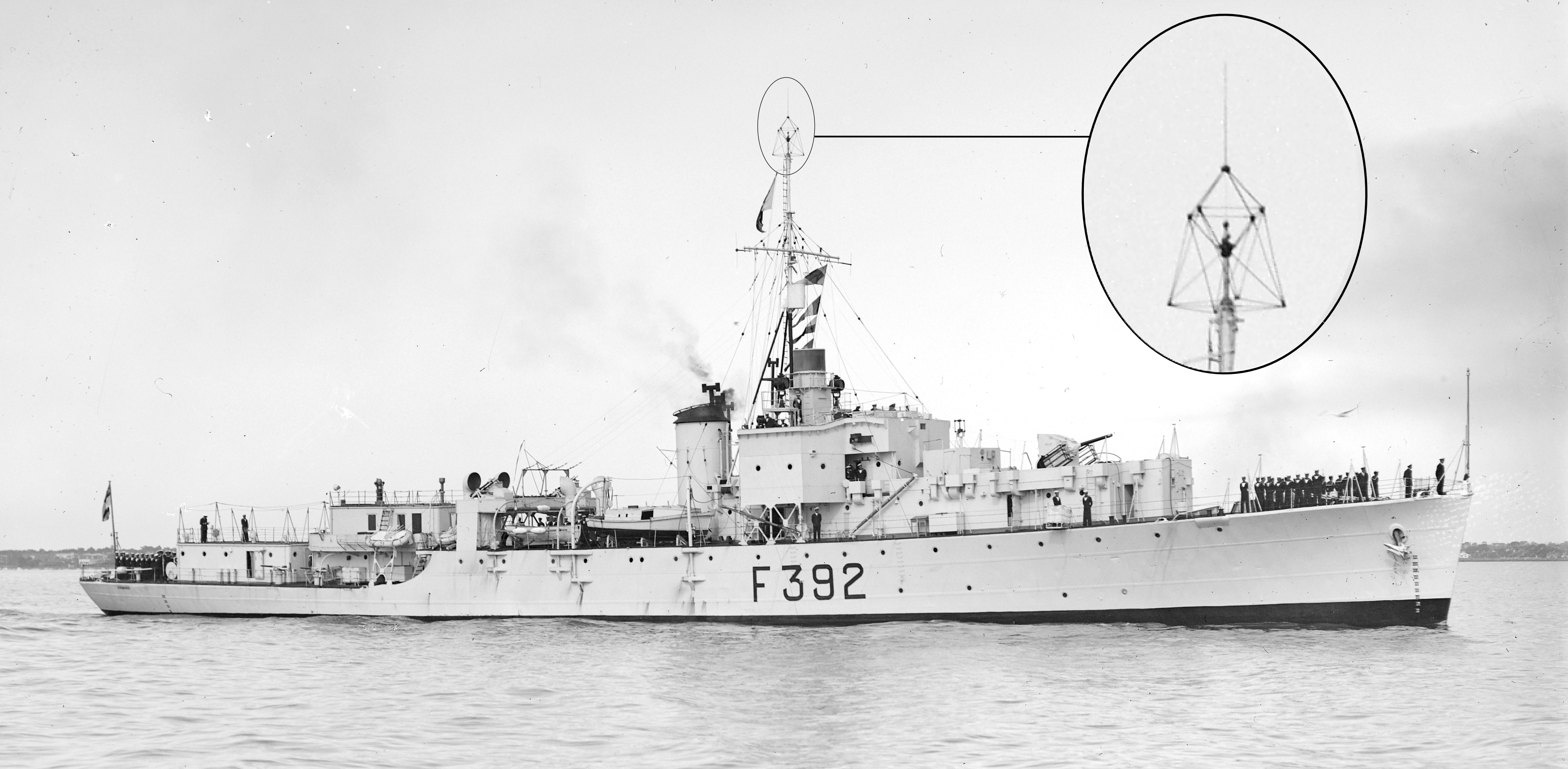
戦後に撮影されたフリゲートのシャムシールに搭載されたハフ・ダフの拡大図

通信面での大きな成果はハフ・ダフ（HF/DF) と呼ばれる短波方向探知機の開発であった。ハフ・ダフは無線士が無線内容の傍受に失敗した場合でも、無線が発せられた方向を知ることができた。群狼戦術が船団の位置情報をUボートによる確認に頼っていたため、連続する無線を傍受することで、ハフ・ダフの搭載艦は船団に方角を知らせた。そして、護衛艦が襲撃に備えることでUボートに潜航を強要し、群狼戦術による攻撃を防ぐことができるようになった。また、イギリスは大西洋の沿岸に多数のハフ・ダフ基地を開設し、周囲で待ち伏せているUボートの位置を船団に通報した。荒天や霧など視界不良の場合、従来では旗旒信号はおろか発信信号も確認できない場合、超短波を使った無線電話を使うようになった。これは近くの船同士で会話できるようになっただけでなく、味方の航空機との間でも使えるようになった。護衛艦へハフ・ダフの装備を進めたことで、船団にハフ・ダフを装備した船が2隻以上いた場合はUボートの正確な位置を測量して駆逐艦はUボートが船団に接近する以前に攻撃に向かえた。
ハフ・ダフの開発と時を同じくして、両陣営とも通信技術の研究を行ったが、無線が発せられた方向を探る手動のアンテナといった一般的技術は開戦前と変わらなかった。この難しい作業は、如何なる方角に設定するのにも多大な時間と労力を要し、この方角が正確でなければ発信源の特定は容易ではなかった。そのため、Uボートの無線士も発する通信文が短ければ短いほど安全性は大きく高まると熟考を重ねた。しかし、イギリス側がオシロスコープを元に計測機を開発しメッセージの長短に関わらず発信源が特定できるようになると、測量する必要もなくなり多くのUボートが攻撃を阻止された。護衛艦は提供された正確な位置情報から挟み撃ちした。最終的な位置特定にレーダーを使うこともでき、反撃に遭ったUボートは沈められた。そのような好例は、マイナーな技術面の大きな違いによって作られたのであった。

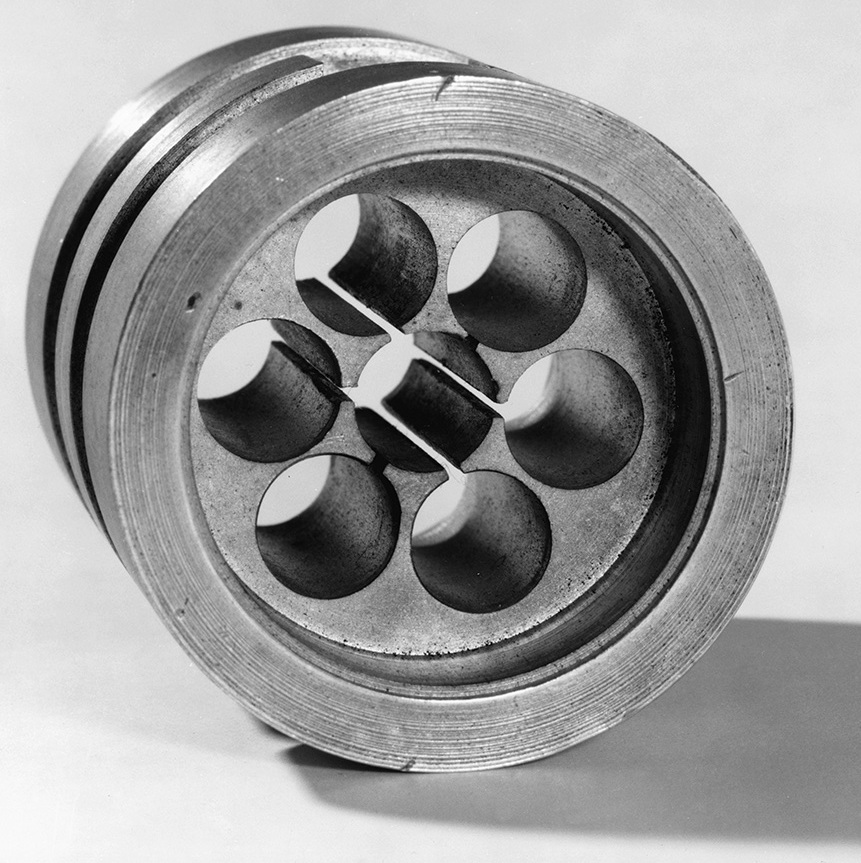
イギリスからアメリカへ提供された共振空洞マグネトロン（1940年）

全行程の護衛と並行してイギリスはドイツ潜水艦の機敏な活動について技術的な研究を行った。それらはアメリカへ提供され、名称を変えてアメリカでも製造されたこともあって、そのほとんどがアメリカで開発されたという誤解を生じることもある。1つは単に護衛艦の後部からごろごろと投下軌条で爆雷を投下する方法に代わり、船の両脇から爆雷を投げる新型爆雷投射機（Y Gun）の開発であった。これはアズディクの探知は艦船の真下で失われ、ドイツのUボートが離脱する際に逆に利用されることがあったためであった。さらに、爆雷は目標を囲むようボックス状に投下し、爆発の衝撃波でUボートを押しつぶすように破壊した。
1939年末期、バーミンガム大学のジョン・ランドール博士とハリー・ブートによって共振空洞マグネトロン（Cavity Magnetron）が開発された。思いがけず小さいこの装置は設計図や機密データと共にブラックボックスへと収められ、1940年8月にティザード使節団の手によってアメリカへと運ばれた。ティザード使節団はアメリカから科学技術の援助を見返りに、この共振空洞マグネトロンを提供する提案を行い、合意に至った。イギリスではバトル・オブ・ブリテンにおいて爆撃機の捜索、そして大西洋においてUボート捜索など様々な試行錯誤が行われたが、予算、研究施設には限界があった。試作品や設計図の提供を受けたアメリカ側は直ちにベル研究所とMIT（マサチューセッツ工科大学）に設立された放射線研究所（ラドラブ）へと持ち込まれ、研究と改良が進められた。それらマイクロ波を使ったレーダーはSGレーダーとしてアメリカで大量生産され、1943年の中期には全ての護衛艦に搭載された。終戦までにアメリカで100万以上のマグネトロンが製造され、歴史研究家で元ウィリアムズ大学学長のジェームズ・バクスター（1946年）は、「マグネトロンはアメリカ合衆国に持ち込まれた最も貴重な貨物であり、同盟国からの逆レンドリースで唯一無二の重要品目」と称した。

## 戦場の拡大

### アメリカとカナダの支援

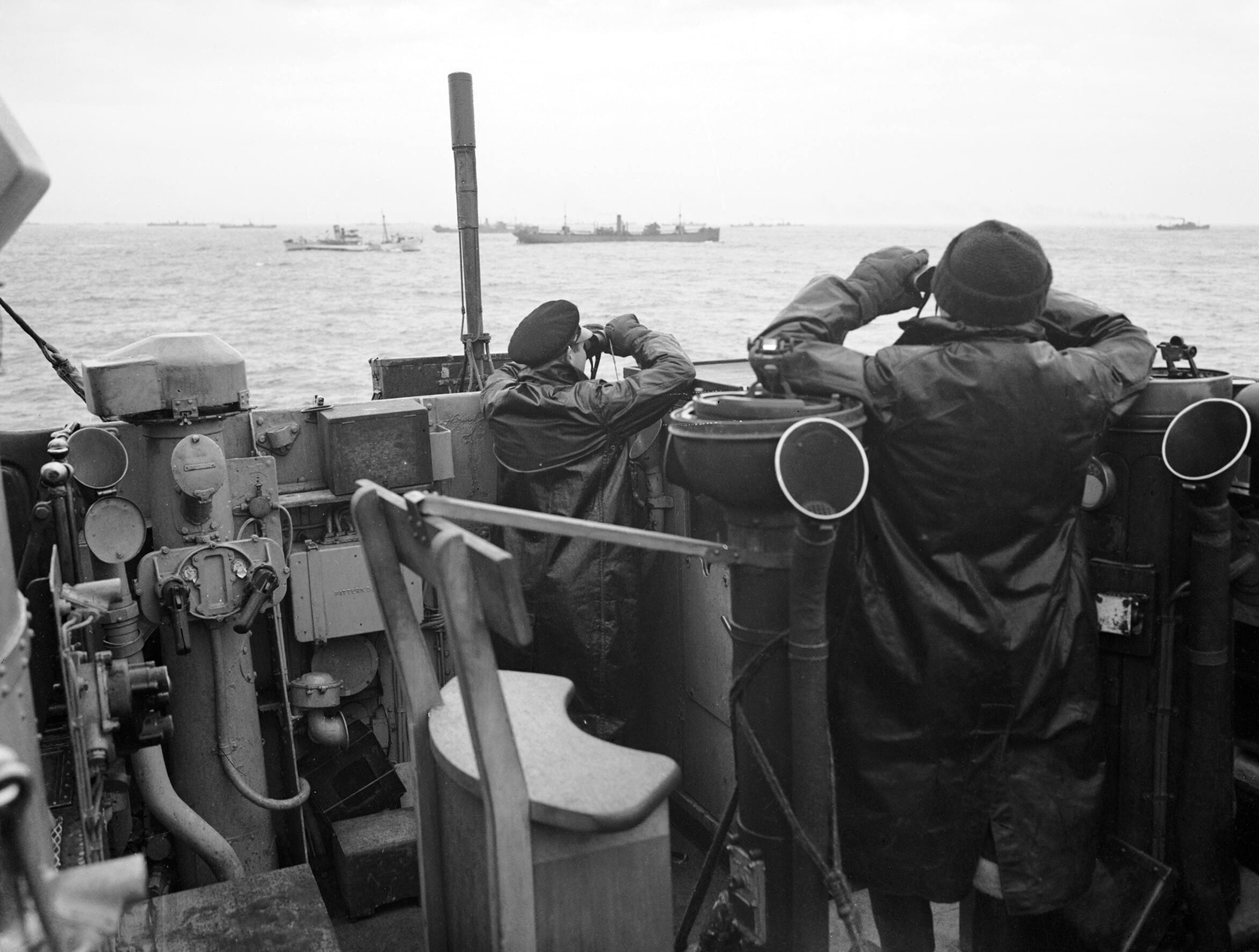
駆逐艦の艦橋から見張りをする将校（1941年10月）

アメリカは名目上は中立であったにも関わらず、中立パトロールと称して間接的に連合国の支援を行った。1940年にデンマークをドイツに占領されイギリス軍がアイスランドを占領した後、アメリカはイギリスを間接的に支援するためイギリス軍に代わってアイスランドを統治した。1940年11月のアメリカ総選挙で3選を果たしたルーズベルト大統領は1941年2月に中立パトロールは大西洋艦隊へと改称し、3月にはレンドリース法を可決させると4月には1939年のパナマ宣言の海域を汎米州安全保障ゾーンとして東へ広げ、ほぼアイスランド近くまで達した。1941年4月のザムザム号に関する報道や大西洋で沈んでいる連合国の商船の被害を受け、アメリカの世論は孤立主義の声が少数派へとなりつつあった。こうしてアメリカ海軍はアメリカとカナダ近海を含む大西洋西部を航行する連合国の船団を護衛し初めたが、ドイツの襲撃艦やUボートと遭遇しても発泡することは禁じられていた。
デーニッツは対潜水艦用の護衛がなされる前に船団を襲撃できるように、さらに西方に展開するよう潜水艦部隊に指示した。このドイツ海軍側の新しい戦略は、1941年4月にSC-26船団の船10隻を沈めるという手応えを得られた。6月にイギリスは船団がよく行き来する北大西洋の全行程における護衛の実施を決定した。このため、イギリス海軍本部はカナダ海軍に西方海域の担当とそれのための護衛部隊をニューファンドランドのセント・ジョンズに基地を設置するよう依頼した。開戦時、カナダ海軍は6隻の駆逐艦と5隻の掃海艇、水兵3,000人しかいなかった。1941年6月13日、カナダ海軍のレオナード・マーレイ准将がウェスターンアプローチ管区の指揮下となる護衛部隊司令官を引き受けた。ニューファンドランド護衛部隊はカナダ海軍の駆逐艦6隻、コルベット17隻で構成され、そこにイギリス海軍の駆逐艦7隻、スループ3隻、コルベット5隻が加わり、増強された。ニューファンドランド護衛部隊の任務は、イギリスの護衛群と会合するアイスランド南方の海上までカナダから出港した船団を護衛することであった。カナダ首相マッケンジー・キングは戦時急造計画と訓練計画に意欲的な意思を見せ、大戦終結までにカナダは400隻と9万の水兵を大西洋の戦いに送り出した。

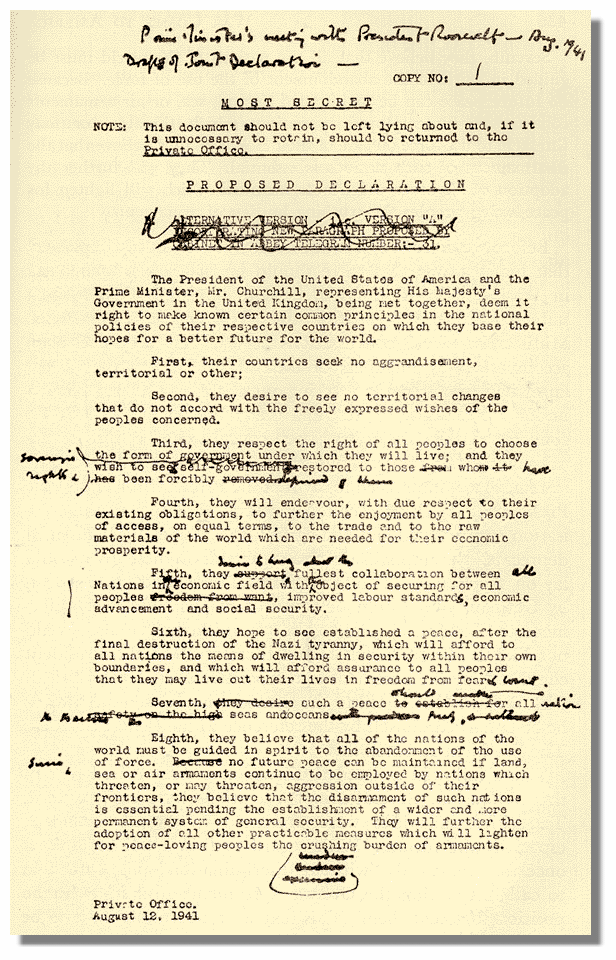
大西洋憲章のイギリス側草稿

1941年8月になると大西洋憲章の内容が新聞を通じてアメリカ国民へと公表された。ニューファンドランド沖で合意されたこの憲章はアメリカとイギリスが戦争によって領土を得ることがないこと、国民自らが政府のあり方を選ぶべきであること、世界中の人々がより良い生活を目指して通商の権利があること、そして国家間の不和解決に力の行使を放棄することが宣言されていた。ただし、より直接的なやり取りを通じて協議された内容は公表されなかった。レンドリース法の対象がイギリスのみならず、6月に侵攻を受けたソビエトが含まれ、イギリス、ソビエトの両国への輸送処置にアメリカが深く関与することになった。ルーズベルト大統領はその両国への輸送を支援するため、アイスランドまでアメリカ海軍が護衛するという大胆な保障を行っていた。
早くも9月にはアメリカ駆逐艦グレアとU-652が砲撃戦を行う事態になり、続く10月に駆逐艦カーニーがUボートの攻撃を受け、同月下旬には駆逐艦ルーベン・ジェームズが攻撃を受けて撃沈された。ルーベン・ジェームズはアメリカ海軍が大西洋で失った最初の軍艦となった。ルーズベルト大統領はこうした報道を対外政策に利用し、11月に中立法改正案を議会で可決させた。これによってアメリカの軍艦は交戦国の港への出入り、船団を護衛して交戦海域へ入ることが認められた。真珠湾攻撃まで3週間を残して、アメリカは大西洋の戦いに足を踏み入れていた。

### ジブラルタル近海への転戦
1941年秋、デーニッツには新規に建造されたUボート200隻の戦力が追加され、作戦行動できるUボートは常時80隻体制へと強化されつつあった。戦力こそ強化されたが、戦前から訓練を受けていた潜水艦乗りの不足に悩まされており、新米の乗組員がどこまでやれるか未知数という不安要素はあったが、航空支援が届かないグリーンランドの南やアイルランドの北西で船団に勝負をしかけることが可能だった。戦力の強化はイギリス海軍も同様だった。イギリスのみならず、カナダやアメリカで船台から滑り落ちてくる護衛艦の数は比ぶべきもなく、護衛艦の数も日々増えていた。
同時に政策上の変化があった。アドルフ・ヒトラーは北アフリカ戦線を支援するため、地中海へのUボート派遣をデーニッツに命じた。最初は6隻、ついで4隻、11月には稼働できるUボート全てを地中海とジブラルタル近海へ振り向けるよう命令を出した。デーニッツはヒトラーにとって優等生ではあったが、この命令には懸命に抵抗した。デーニッツは大西洋こそ戦争の行く末を決める舞台と信じていた。

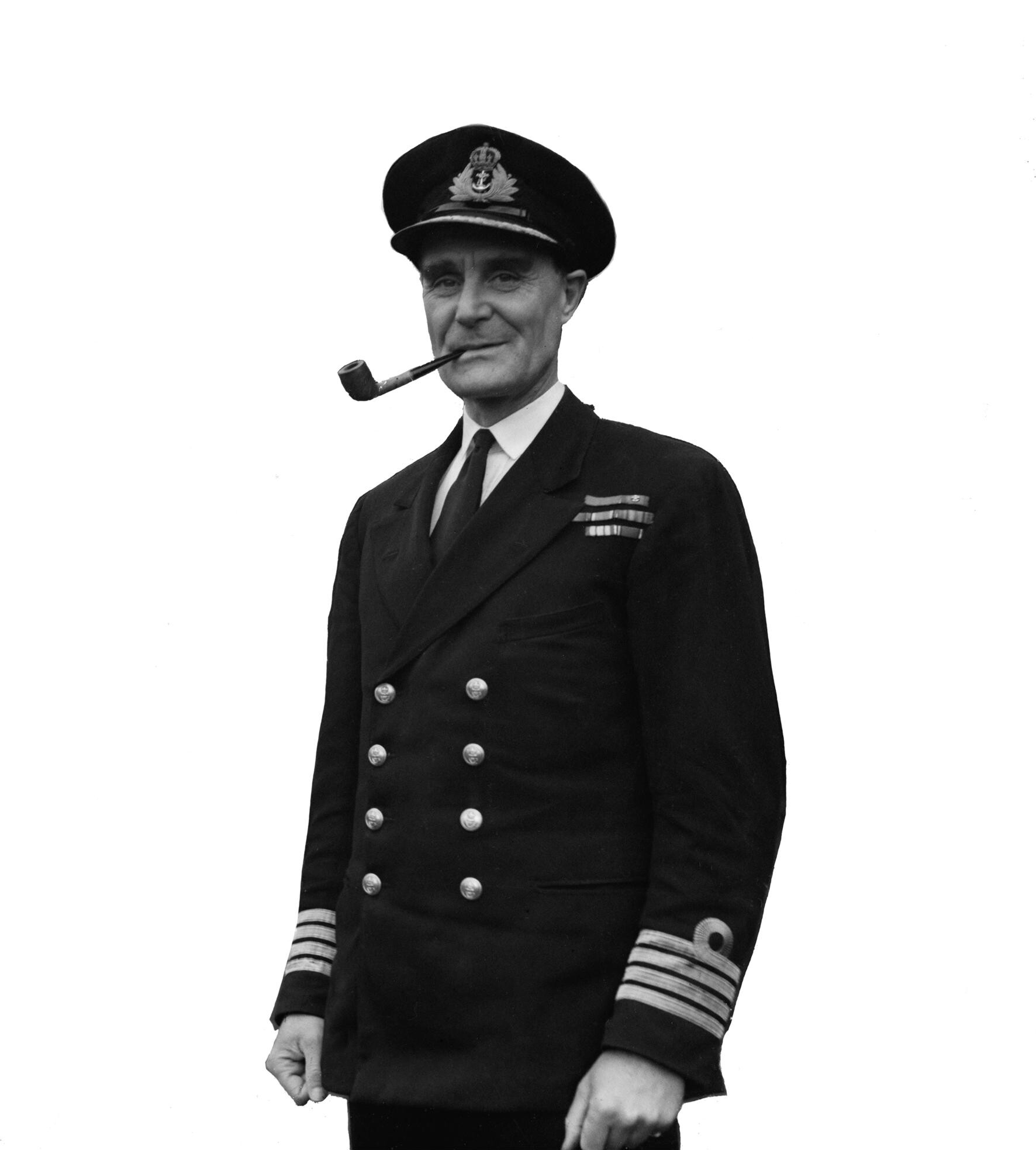
護衛部隊指揮官でありながら護衛しない側の指揮官フレデリック・ジョン・ウォーカー中佐（1944年7月海軍病院にて48歳で死去）

12月14日からイギリスとジブラルタルを往復するHG76船団を巡る戦闘は熾烈を極めた。まず、2隻のUボートとフォッケウルフ Fw 200 コンドルから船団の位置が確認されると合計10隻のUボートが襲撃に向かった。しかし、スループ2隻、コルベット7隻からなるウォーカー中佐率いる護衛部隊に加え、ジブラルタル基地所属の護衛空母オーダシティ、駆逐艦3隻、スループ2隻、コルベット3隻によって船団の守りは増強された。オーダシティとタウン級駆逐艦1隻、輸送船2隻が撃沈されたが、22日の朝にイギリスから1,482km（800海里）の距離を飛んできたコンソリデーテッド・リベレーターが航空支援に来たため、Uボートの攻撃は中止され、Uボートは1隻が損傷し、4隻が撃沈された。1941年を通してイギリスは1,299隻の船が失われ、乗組員の半分が失われた。
また、地中海戦線に投入された62隻のUボートは空母アーク・ロイヤルと戦艦バーラムを撃沈し、間違いなく連合軍の商船に打撃を与えたが、1隻も大西洋の戦いに戻ることはなかった。1942年1月2日、ドイツ最高司令部は地中海への増援を正式に中止する命令を出した。空母アーク・ロイヤル撃沈以降、ジブラルタル近海の防備は強力される一方であり、威力偵察のためにジブラルタル東西にそれぞれ2、2隻を配備すること、すでに地中海で展開済みのUボート23隻は一部を除いて地中海東部へ集中することが決定された。

## アメリカの参戦

### アメリカ東海岸

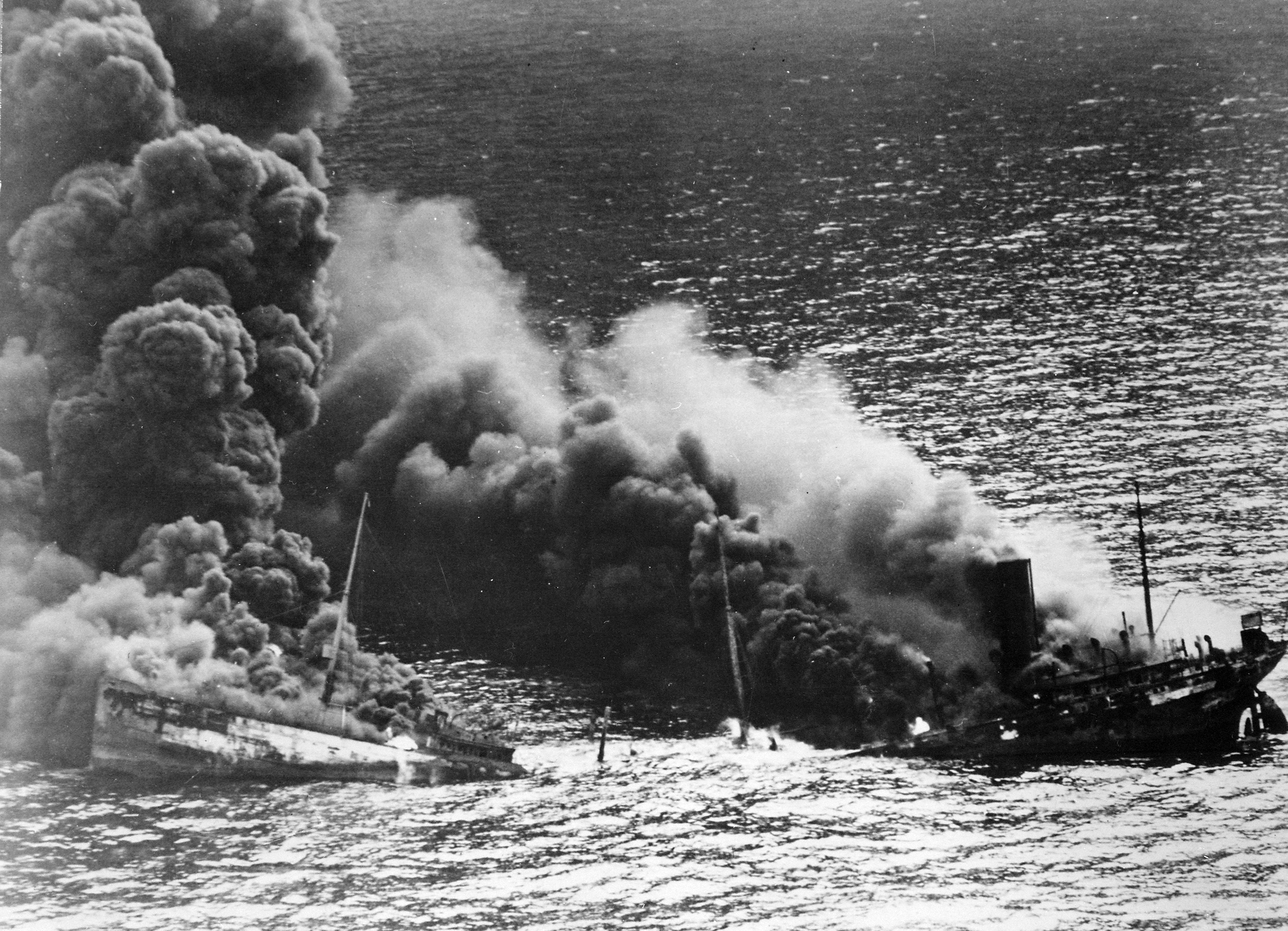
U-71による魚雷攻撃で撃沈されるディキシー・アロー（1942年3月26日）

1941年12月に太平洋戦争の勃発によって日本とアメリカが参戦したが、アメリカ側の商船に対する防護が脆弱であることが目立った。カール・デーニッツはアメリカの参戦に伴い、即座にアメリカ東海岸への潜水艦派遣を決定し、ドラムビート作戦（セカンドハッピータイム）と呼ばれるドイツ潜水艦の独壇場になった。驚くべきことに投入されたUボートは恐ろしく少なかった。当時、ドイツのUボートは91隻であったが、ヒトラーの命令により23隻は地中海にあり、もう3隻が地中海に向かっている最中だった。他に6隻がジブラルタル西方に展開され、4隻がノルウェー沖の北極海航路で行動していたため、デーニッツの指揮下に残ったUボート55隻しかおらず、60パーセントは修理中だった。作戦行動中のUボートは22隻で、このうち半分は往路か復路で直ちに作戦行動可能なのは12隻のみだった。
デーニッツは直ちにこの12隻をもって攻撃を開始すべきと主張したが、最高司令部から許可が出なかった。その後、海軍軍令部のクルト・フリッケとの交渉で船体が大型でVII型より探知されやすく、燃料搭載量が多いが地中海やジブラルタル近海では意味がないとして6隻のIXC型引き抜きを要求した。1941年1月25日までの時点でこのうち5隻の準備が出来たため、デーニッツはドラムビート作戦の第一撃はこの5隻で開始することにした。北はニューファンドランドから南のフロリダまでアメリカ東海岸に展開出来たのは数少ないUボートだったが、アメリカ海軍は東海岸沿岸の航路に対して船団も組ませておらず、護衛艦もいなかった。アメリカ沿岸でも灯火管制に対する抵抗は強かった。マイアミではネオンを消すと観光客が怯えて逃げてしまうと考えられ、観光客は浜辺で水平線のかなたで燃える商船を見物した。1942年1月から5月まで連合国は441隻の商船が撃沈されたが、87隻はアメリカ近海での被害であり、その半分は戦争に不可欠な燃料を搭載するタンカーであった。

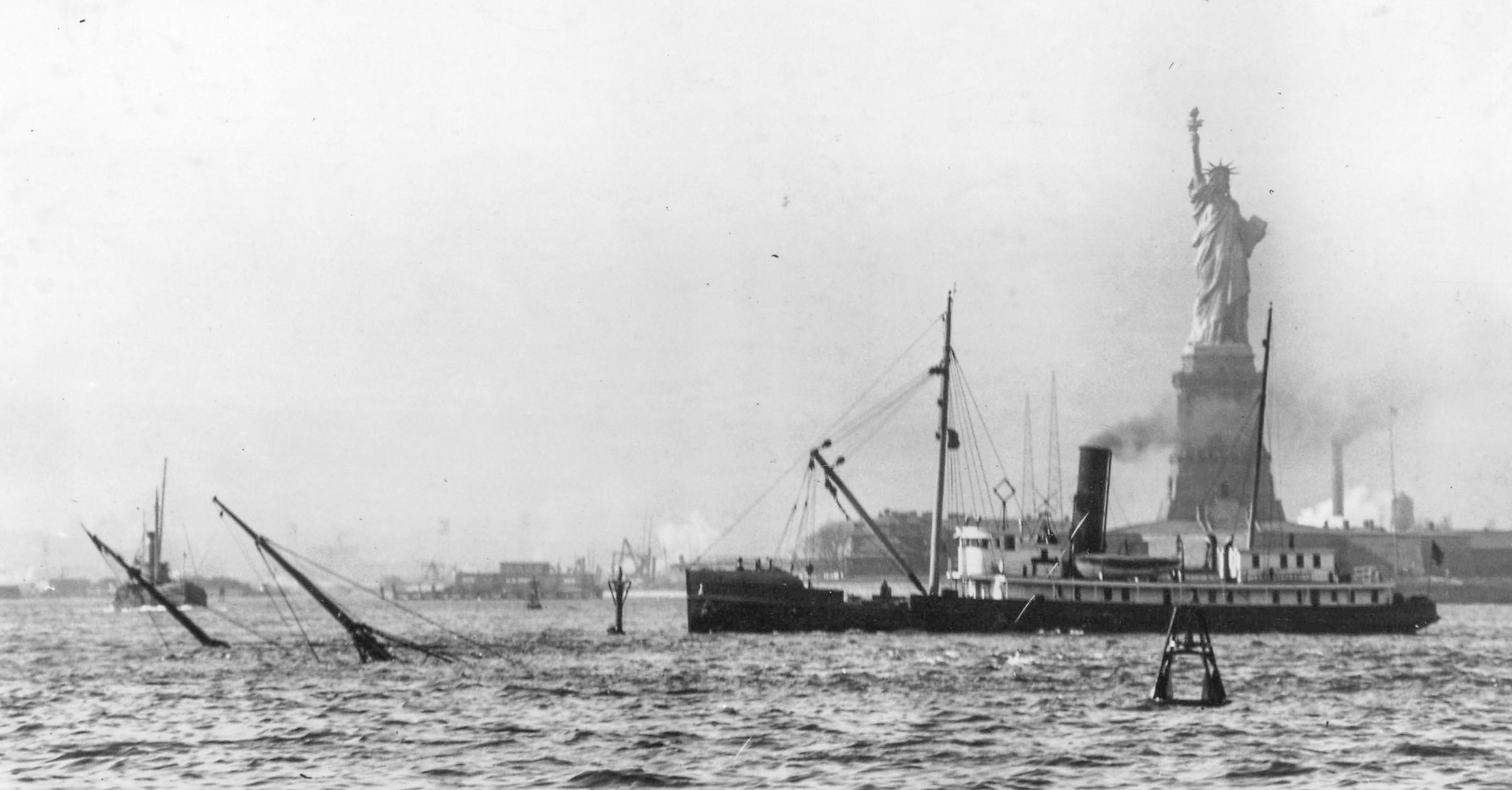
ニューヨーク港沖で沈没した船の注意を促すために設置されるブイ

アメリカ海軍はハリファックスとアイスランド間で物資、航空機、戦車、トラック、兵員など重要な貨物を輸送するために護衛を割いており、他にもフィリピンを経て東南アジア（南方作戦）に進出する日本から防衛するために戦力を派遣させていた。最後に残った2ダースばかりの部隊はニューヨーク、ボストン、チャールストンなど大規模な港を無防備にすることはできないと考え、船団護衛に回されなかった。また、イギリス海軍から護衛船団の導入を要望されても必要な戦力がないとして、数少ない護衛に守られた船団より単独航行の方が安全だと思われた。しかし、開戦から3ヶ月で被害が減ることはなく、哨戒任務に護衛艦を派遣するなどイギリス海軍が開戦直後に失敗したやり方を試行錯誤で試された。1942年3月にはQシップを導入しても逆にUボートに攻撃されるか逃げられてしまい効果はなく、全ての漁船に無線を装備させて不審な船を見かけたら通報するよう協力を求めても駆けつける頃には現場からUボートは去っていた。こうしたアメリカ海軍のやり方に不満を持ったイギリス海軍はコルベット10隻と軍用トロール船20隻の派遣を打診したが、アメリカ海軍は船だけ受け取ることは了承しつつも乗組員を含めた派遣は断った。
アメリカ海軍は艦隊型の大型艦建造に注力しており、コルベットやスループのような護衛専用の軍艦を整備しておらず、そのイギリスから逆レンドリースされた護衛艦を船団護衛ではなく、沿岸哨戒任務に当てていた。また、イギリス海軍も護衛空母が整備されるまで、航続距離の長い潜水艦を攻撃できる航空機を保有しておらず、激しい議論となった。4月、アメリカ海軍はバケツリレーと呼ばれるリレー方式による護衛船団システムを導入した。最初にジャクソビルからチャールストンまでの222km（120海里）を護衛しながら航行し、夜間は安全な場所で投錨させた。このリレー方式の航路を少しずつ広げていったため、4月には23隻だった被害が5月には5隻に減り、7月にはゼロになった。Uボートはアメリカ沿岸において6ヶ月に及ぶ作戦で50万トンの商船を撃沈し、アメリカ参戦からアメリカ沿岸とバーミューダ海域における戦果は総じて137隻、82万8,000トンであった。

### メキシコ湾・カリブ海

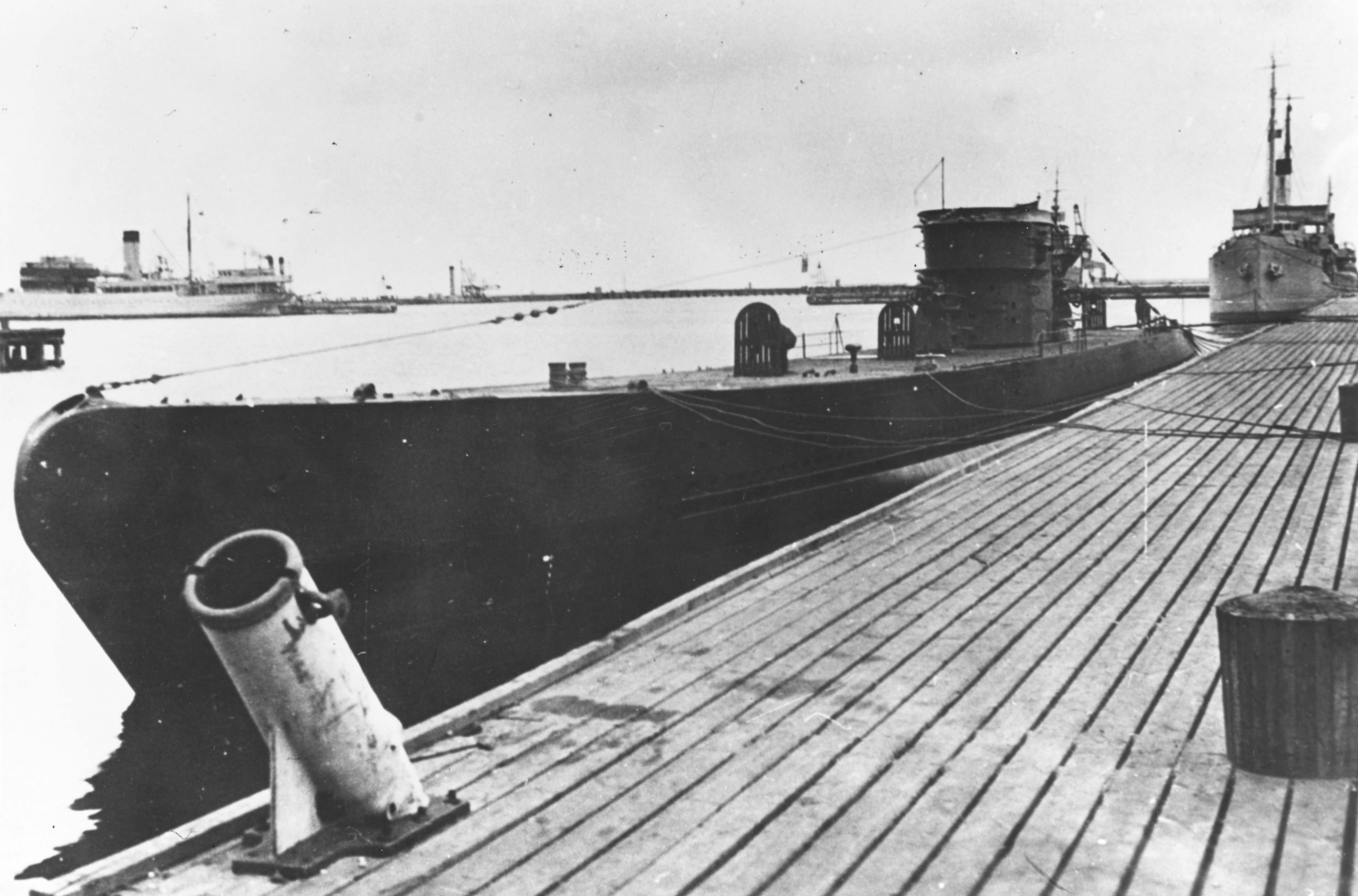
帰港した補給型UボートXIV型U-464（1942年）

1942年2月、ノイラント作戦を始めとするタンカーやボーキサイト運搬船への潜水艦による雷撃と燃料タンク（貯蔵タンク）への艦砲射撃などカリブ海の戦いが行われ、戦略資源を巡って激しい攻防戦となった。カリブ海のみならずメキシコ湾までエリアを広げた。南米ベネズエラから錫、オランダ領ギアナ（現スリナム）からボーキサイト、さらにはキューバの砂糖、コロンビアのコーヒーなどアメリカの経済活動において必要な物資も含まれた。しかし、デーニッツが重要な攻撃目標として指示を出したのはアルバ島の製油所から運び出される高オクタン価の航空機用ガソリンだった。4月になるとミルヒ・クーと呼ばれる補給型UボートXIV型のU-459が前線配備され、カリブ海であれば中型Uボート12隻が活動可能になり、喜望峰であれば大型Uボート5隻が出撃できるようになった。総司令官エーリヒ・レーダーによる艦砲射撃の再攻撃命令で製油所や石油タンクなど地上設備の破壊命令を無視し、デーニッツは大西洋のどの海域でもトン数戦争においてタンカーなど船に対する攻撃を続けることが勝利への鍵だと信じており、3ヶ月でカリブ海とメキシコ湾で75万トンを撃沈する戦果をあげていたが、その間、北大西洋からイギリスへの軍需物資が抵抗もなく運び込まれており、7月にアメリカ海軍がリレー方式をトリニダードまで広げることでカリブ海の戦いは終結した。
時を同じくして7月にデーニッツもU-701とU-215を失い、U-402とU-576が損傷したことからアメリカ沿岸では戦果が乏しいとし、Uボートの撤退を命じた。しかし、カナダ沿岸とセントローレンス川の河口は防備が薄いと考え、アメリカ沿岸に向かっていた2隻に対してセントローレンス湾へ向かうよう指示した。

### ノルウェーへの拘束

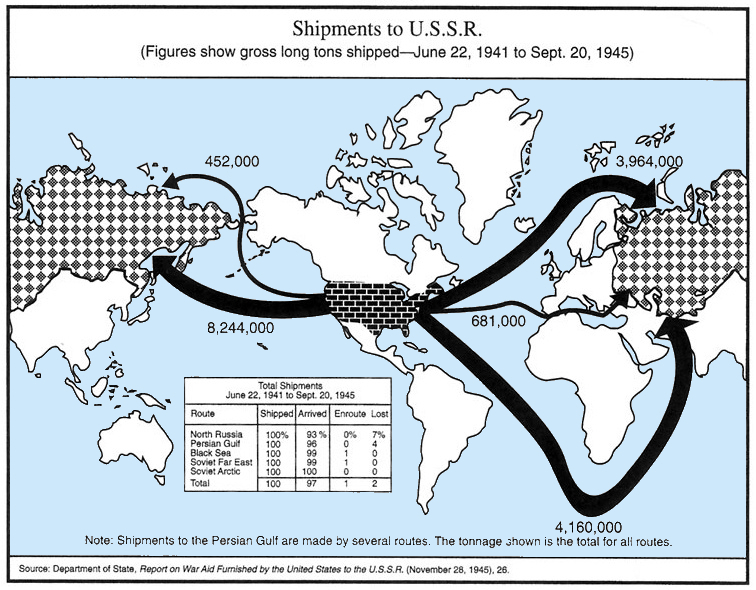
第二次世界大戦中のアメリカ合衆国からソビエト連邦へレンドリースの各輸送ルート

カリブ海やメキシコ湾での被害に対してアメリカ海軍が後塵を拝することになったのは理由があった。1942年初頭、ドイツ海軍の戦艦ティルピッツの動向についてイギリス海軍は警戒を強めており、北極海の白夜が終わるまで航路を一時停止することをイギリス海軍本部は要請していたが、政治的な判断によってソビエトへの援助を止めることは出来なかった。アメリカ海軍も戦艦を含む艦隊をスカパ・フローに派遣するなど北大西洋からアイスランド沖を経て、ノルウェー沖まで進出させていた。
特に1942年6月27日にアイスランドのファクサ峡湾から出発したPQ17船団は戦後にウィンストン・チャーチルが、「最も憂鬱なエピソードの1つ」と呼ぶような敗北であった。
しかし、これはドイツ海軍も同様だった。1942年1月22日、ヒトラーがノルウェーへの攻撃が懸念事項にあると見解を表明し、最高司令部は水上艦、潜水艦を防衛のためにノルウェー近海のドイツ海軍を強化することを決定した。総統指令に基づき、北極海航路のUボートを4隻から6隻に増やし、ナルヴィク、トロムソ、ベルゲン、トロンヘイムのそれぞれに2隻を待機させておく命令が出された。また、大型、中型Uボートを各2隻補給型に改造し、必要に応じてノルウェー方面への潜水艦輸送を可能にするよう指示があり、追加のUボート増援も指示された。デーニッツは連合軍によるノルウェーへの侵攻作戦に懐疑的であったため、大西洋での戦いがノルウェーへの侵攻阻止に繋がると上申した。これは連合国が必要とあらば民間からの徴用によって上陸部隊とその補給分の船舶を用立てることは可能であるとして却下されたが、引き続きアメリカ沿岸での作戦（ノイラント作戦）に向けて6隻のUボートをフランス沿岸から出撃させた。

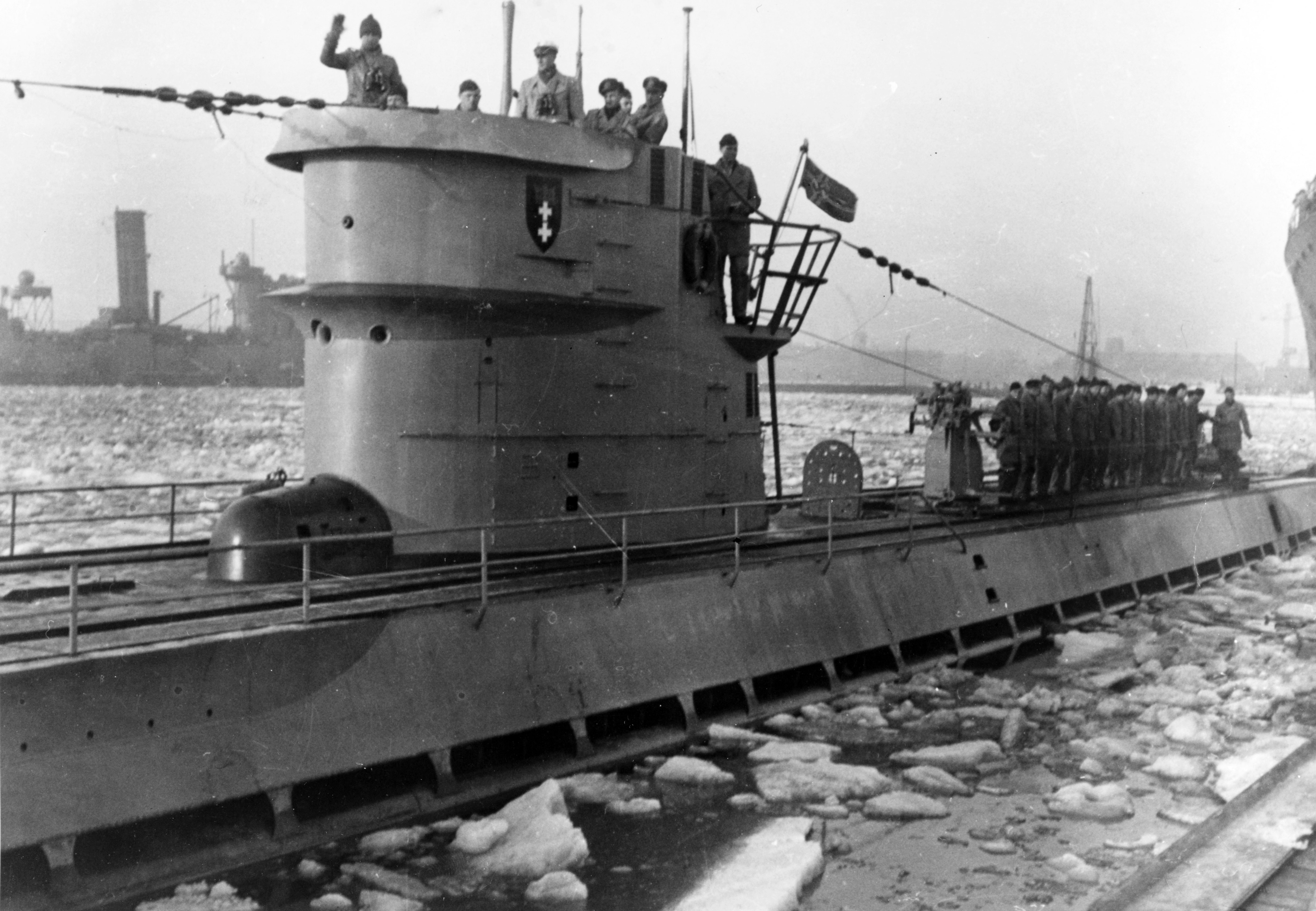
トロムソで合流するU-108とU-864

デーニッツにとって時期が悪いことにバルト海が氷結していたため、ドイツで新たに建造されたUボートをノルウェーに振り向けることができず、フランス沿岸基地に配備されていた6隻のUボートがノルウェー近海へ割かれた。3月に入るとノルウェーへの侵攻に対する危機感が薄れ、3月12日にノルウェー防衛からムルマンスクやアルハンゲリスクに至る補給路遮断へと任務が変更された。20隻近いUボートが展開したが、春の訪れとともに北極海では夜が短くなりつつあり、Uボートによる攻撃は3月で1万4,400トン、4月で2万6,000トンと大した成果は出なかった。

## 北大西洋での再攻勢

### 1942年北大西洋
一方でアメリカ沿岸防衛のためにイギリス海軍の護衛艦が少なからず供与されることを察知し、デーニッツは数少ないUボートを使って北大西洋での攻撃を再開した。1月31日に高速船を捕捉したが、イギリスの護衛艦ベルモント撃沈するだけに終わった。2月21日に西に向かうON-67船団をU-155が発見した。他の潜水艦5隻は370～555km（200～300海里）も離れていたが、U-155が接触を続けることが出来たため、8隻を撃沈し、そのうち6隻はタンカーだった。5月11日、U-569は西に向かうCU船団を発見し、他の5隻と攻撃した。一夜で7隻を撃沈する戦果をあげたが、悪天候から視界不良も重なって追撃に失敗した。6月1日にはONS-61船団を発見したが、激しい暴風雨のため攻撃に失敗し、ONS-100船団への攻撃ではコルベットのミモザと商船1万9,500トンの撃沈の終わった。

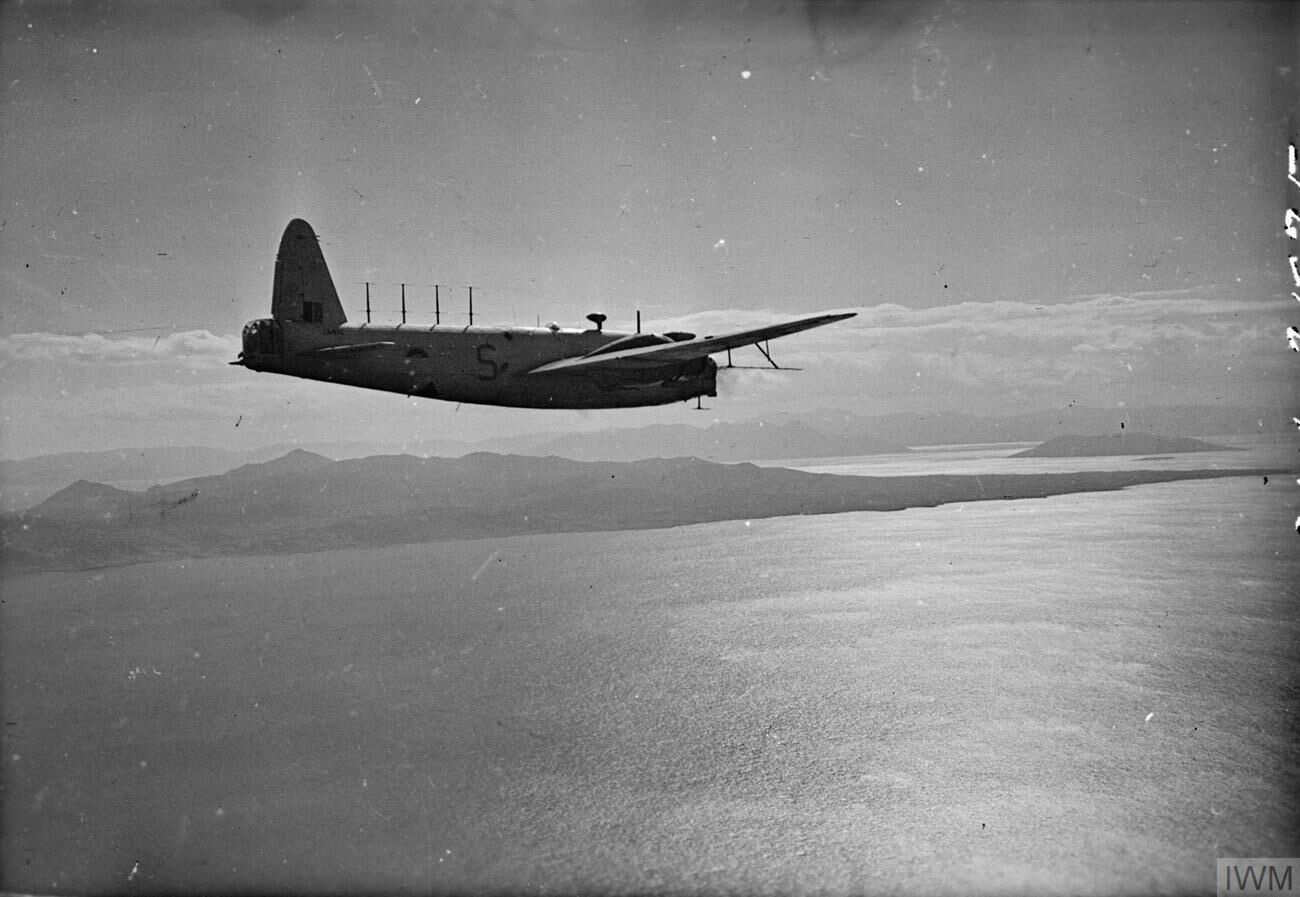
1942年6月から沿岸軍団に配備されたASVレーダー装備のビッカース ウェリントン

ON-67船団の攻撃成功に知らせとは逆にUボート艦隊司令部を狼狽させる事件が起きた。2月初頭に帰投中のU-82がビスケー湾西方で小規模な船団の発見報告を知らせた後に消息が途絶え、3月末にはU-587が船団発見の後に消息が途絶えた。ついに4月15日、U-252も同じ海域で船団発見を知らせがあったため、デーニッツは慌てて有利なチャンスのある場合に限り攻撃せよと命令を発した。しかし、これも消息を絶ち、撃沈判定となった。Uボート艦隊司令部はそれらが囮船団、あるいは、新型兵器の使用によるものと判断し、西経10から25度、北緯43から50度のBE海域（主にビスケー湾）における攻撃禁止が命じられた。また、7月には北大西洋でもU-202とU-564の報告から陸上の基地から1,482km（6,800海里）以上も離れた場所で数機の4発機（エンジン4機の航空機）を目撃したと報告され、Uボート艦隊司令部も連合国の航空援護が強化されていることを悟った。
暴風雨のため中断した北大西洋での作戦は1942年9月から再開した。西航していたON-127船団を捕捉し、4日間に渡る攻撃で駆逐艦オタワと商船7隻（5万2,050トン）を撃沈し、それ以外の商船7隻を損傷させた。Uボート側に被害はなかった。9月中旬、北大西洋に展開するUボートは初めて20隻を超えた。9月18日にSC-100船団を発見するとUボート戦力から司令部は戦果に期待したが、西からの強い風雨に阻まれ、お互いが視認できる状況でありながら最適な針路と速度で大波を乗り切ることしかできず、攻撃に転ずることができなかった。

### 南米東海岸

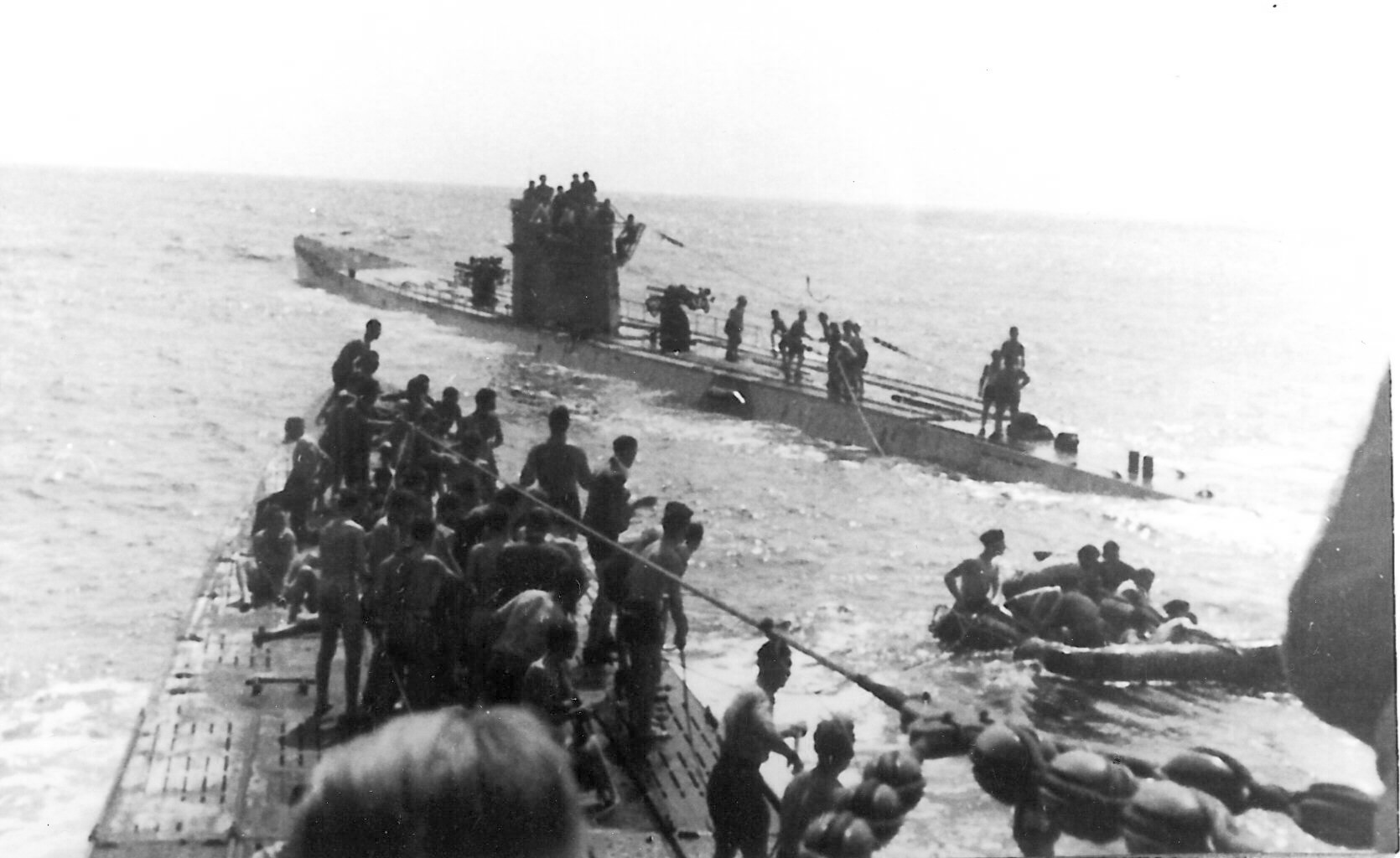
ラコニア号事件の乗客を救助中のU-156とU-506

ヴァルガス政権下のブラジルは戦前ドイツやイタリアに対して好意的であったが、第二次世界大戦の開戦後はドイツとの国交断絶を行った。当初ヒトラーもブラジルの扱いには慎重で、日米開戦に伴って保障海域にUボートが立ち入るようになった後も、中立船として扱われたブラジル船に対する攻撃は許可しなかった。しかし、1942年から灯火管制、ジグザグ航法、武装、灰色塗装、国旗や中立標識を掲げないなど国際法違反が目立つようになったため、宣戦布告なしの介入とみて警告の後に撃沈した。結論からいえば無防備な商船を撃沈できたが、戦略的、外交的な意味合いでは失敗だった。バイア沖で5隻のブラジル貨物船が撃沈されたという報道がブラジル国内に流れると暴動が起こるまでに至り、1942年8月22日にブラジルは連合国として参戦した。
デーニッツはカリブ海とメキシコ湾での作戦行動で戦果が乏しくなると他の海域への展開を命じた。Uボート艦隊司令部が考える有望な箇所として望めたのはフリータウンとケープタウンであったが、これは10月になって完成する長大な航続距離を持つIXD2型Uボートの完成を待たねばならなかった。1942年5月16日、中立を維持するアルゼンチンとチリ以外の武装が認められる船に対する無警告攻撃が許可され、7月4日は全てのブラジル船に対する攻撃が許可された。デーニッツはイギリスに牛肉を供給する主要港があるラプラタ川河口での作戦に許可を求めたが、外務省がアルゼンチン感情を考慮したため却下された。8月にはIXC型と補給型Uボートをフリータウン航路へ向けて出撃させたが、このうちの1隻はブラジル沖へ派遣された。

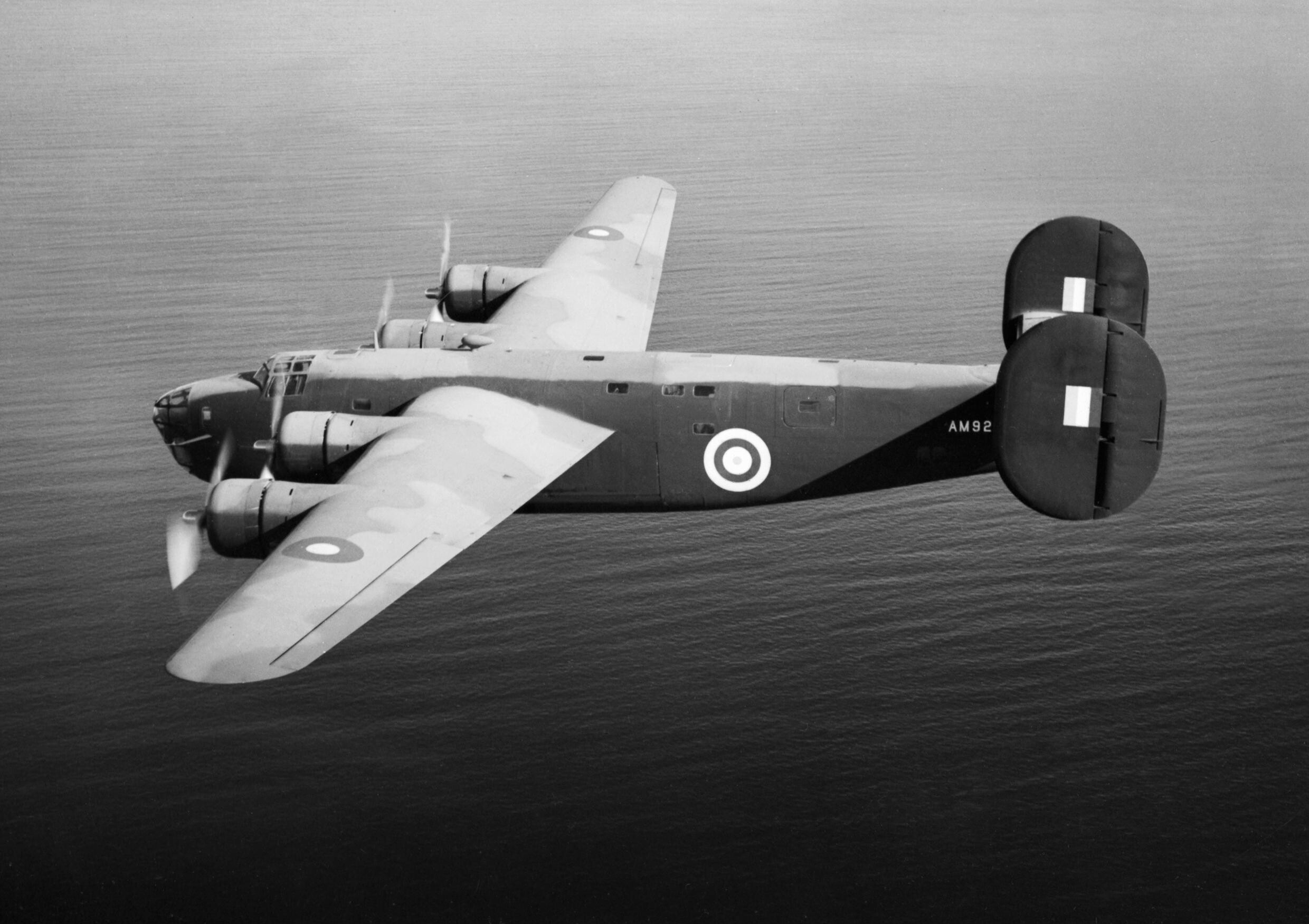
大西洋を横断するイギリス空軍コンソリデーテッド リベレーター

イギリス空軍のアーサー・ハリスは長距離爆撃機を爆撃機軍団に優先して配備し、ドイツ本土空襲を推進していた。また、イギリス空軍自体も長距離機や水上機の開発に消極的で、沿岸軍団の主力偵察機は依然として元爆撃機ロッキード ハドソンと飛行艇ショート サンダーランドであり、洋上航法技術も乏しかったことから偵察に出た機が味方船団を見つけることが出来ないことも珍しくなかった。アメリカからレンドリースされていた爆撃機コンソリデーテッド リベレーターも保有していたが、イギリス航空省はこれらを長距離偵察機として使用出来ると考えず、多くは空輸軍団に配備されていた。1942年11月に首相ウィンストン・チャーチルの主導でこれらが長距離偵察機として沿岸軍団に配備されることになった。

### 中部大西洋
キューバ、ドミニカ、ハイチ、パナマ、ブラジルへの飛行場建設の他、アメリカ沿岸やカリブ海における港湾に沿岸砲が配置されて防護が固められたことから、中部大西洋ギャップと呼ばれる基地から飛び立つ航空機が届かない範囲での活動が主体となった。まだ空母はこの海域で活動していなかった。デーニッツはこのギャップの両縁に哨戒線を作り、東西両方から入ってくる商船をいつでも撃沈できるようにし、11月末までにUボートは63万7,000トンの戦果をあげた。その後は冬の訪れに伴う大西洋の天候悪化により活動は縮小したが、3月には天候が回復してきたため連合国の損失は3月末までに56万7,000トンとなった。
中部大西洋ギャップでの活動だけではなかった。1942年11月に北アフリカへの上陸作戦（トーチ作戦）が始まるとデーニッツはジブラルタル沖での攻撃も再開したが、これは連合国の艦隊が守りを固めていたため、駆逐艦1隻と補給艦1隻を撃沈しただけだった。また、1943年1月にカサブランカ会談が開かれ、Uボート対策を最優先課題として対応すること、アメリカとイギリスは新たな攻勢計画を完成させ1943年中に始まることを宣言された。デーニッツはこれらの宣言の言外の意味までくみとれたが、大して驚かなかった。1942年末までに空襲を受けるロリアンからパリへと司令部を移したドイツの潜水艦隊は月産17隻を超えるペースで増強されており、Uボートの総数は393隻になっていた。整備、訓練中、艤装待ちを除いても212隻があった。

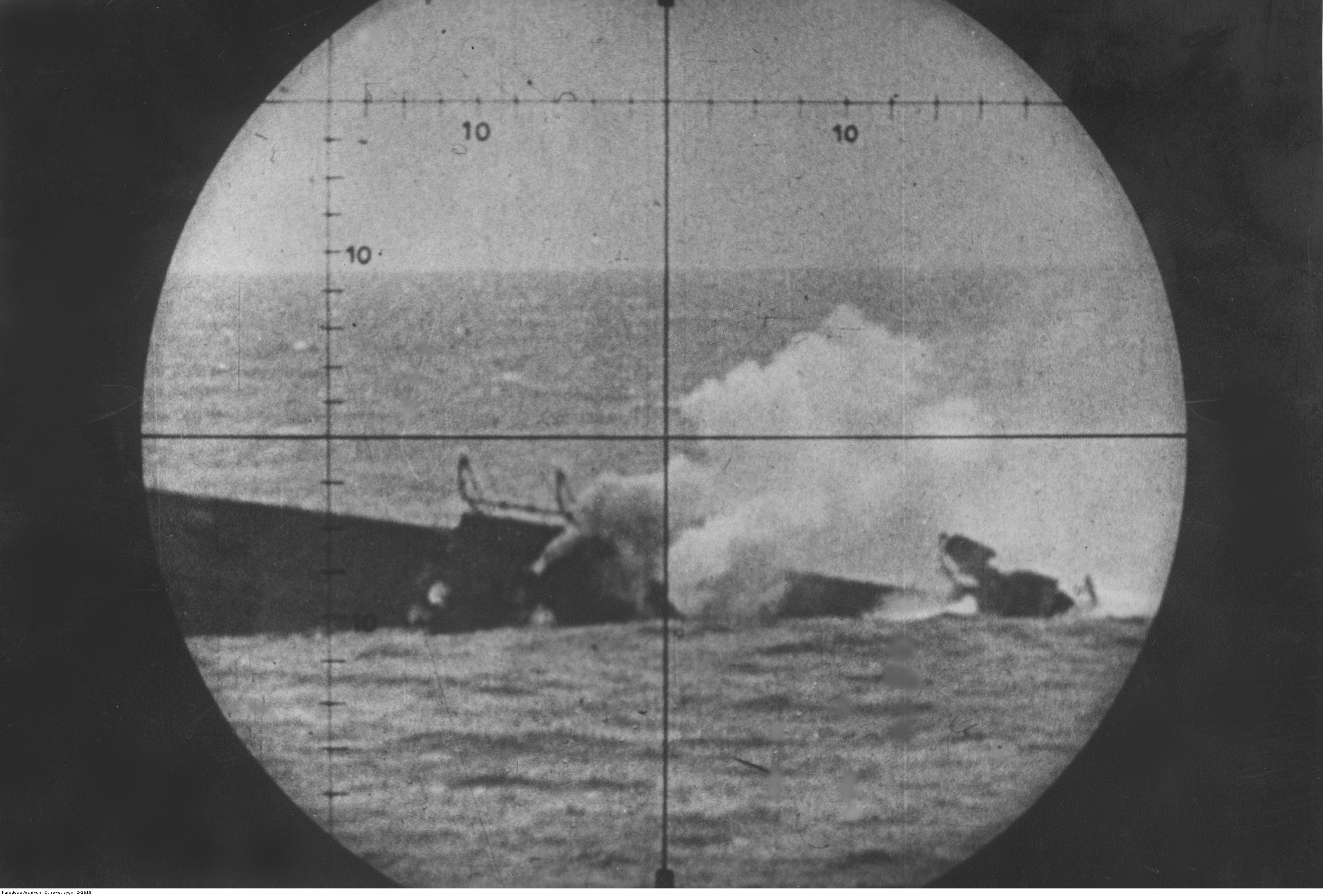
戦時下のポーランドに所蔵（NAC）されていた潜望鏡から沈没しつつある輸送船を撮影したもの（時期不明）

1943月初頭は北アフリカへの連合国上陸作戦に護衛艦を含めた海軍の戦力を捻出せざる終えなかったため、北大西洋船団は必要最小限に留め、ジブラルタル船団、シエラレオネ船団、北極海船団は完全に休止した。1月3日、トリニダード近海で行動中のU-514が北東に向かうタンカーの高速船団を発見したが見失った。デーニッツはアルバ、キュラソーの両島から北アフリカ戦線へ連合軍の燃料を運ぶ船団がいることを察知し、それらの船団が最短コースで進むと仮定し、ニューヨークとカナリア諸島の航路に配備されていたUボート隊（ドルフィン部隊）に南東に向かって待ち伏せを指示した。同日、ケープタウン航路へ向かう途上だったU-182が船団を発見し、5日になると今度はUボート隊が西に向かう船団を発見したが、デーニッツは距離からいって高速船団であれ低速船団であれ、西進しているということは積荷がない可能性が高いと判断した。最初にU-514が発見した船団を狙うようカナリア諸島西方で哨戒線を作り、取り逃がすことがないよう夜間は針路を反転して哨戒するよう命じた。8日、お目当てのTM-1船団を哨戒線の中央で捉えることに成功し、Uボートの損害なしでタンカー9隻のうち7隻を撃沈した。
1942年を通して連合国は商船780万トンを失い、このうち、Uボートによる被害は630万トンであった。数にすると1,662隻となり、イギリスの輸入量は3分の1まで落ち込んだ。ドイツのUボートは87隻が撃沈され、イタリアの潜水艦も22隻が失われた。アメリカの造船所では商船700万トン相当の大量生産が始まっていたが、損失分を補う数には至らず、差し引きマイナスであった。

### 1943年北大西洋
1943年、北大西洋ではU-456が悪天候を押してHX-224船団を追跡し、周囲にいた5隻も追跡に加わったが、3日間かけてほとんどが接触できず、2月3日に商船3隻、2万4,823トンの戦果で終わった。また、暗号解読によってHX-224船団の後を2日遅れてムルマンスク行きのSC-118船団が同じ航路を通る予定であることが判明していたが、先の船団が引き付けたため航路を変えずとも安全と考えるか、Uボートを避けるため迂回するかわからなかった。デーニッツはイギリスの護衛部隊が2日後Uボート隊はいなくなっていると考えると予想し、北大西洋で活動中の全Uボートを集結させ、18隻からなるUボート隊（アロー部隊）を編成した。2月4日、U-632から撃沈したタンカーの乗組員からも別の船団が同じ航路を通ると報告があったため、Uボート艦隊司令部は戦果に期待した。同日昼、船団は哨戒線の中央で捉えられた。

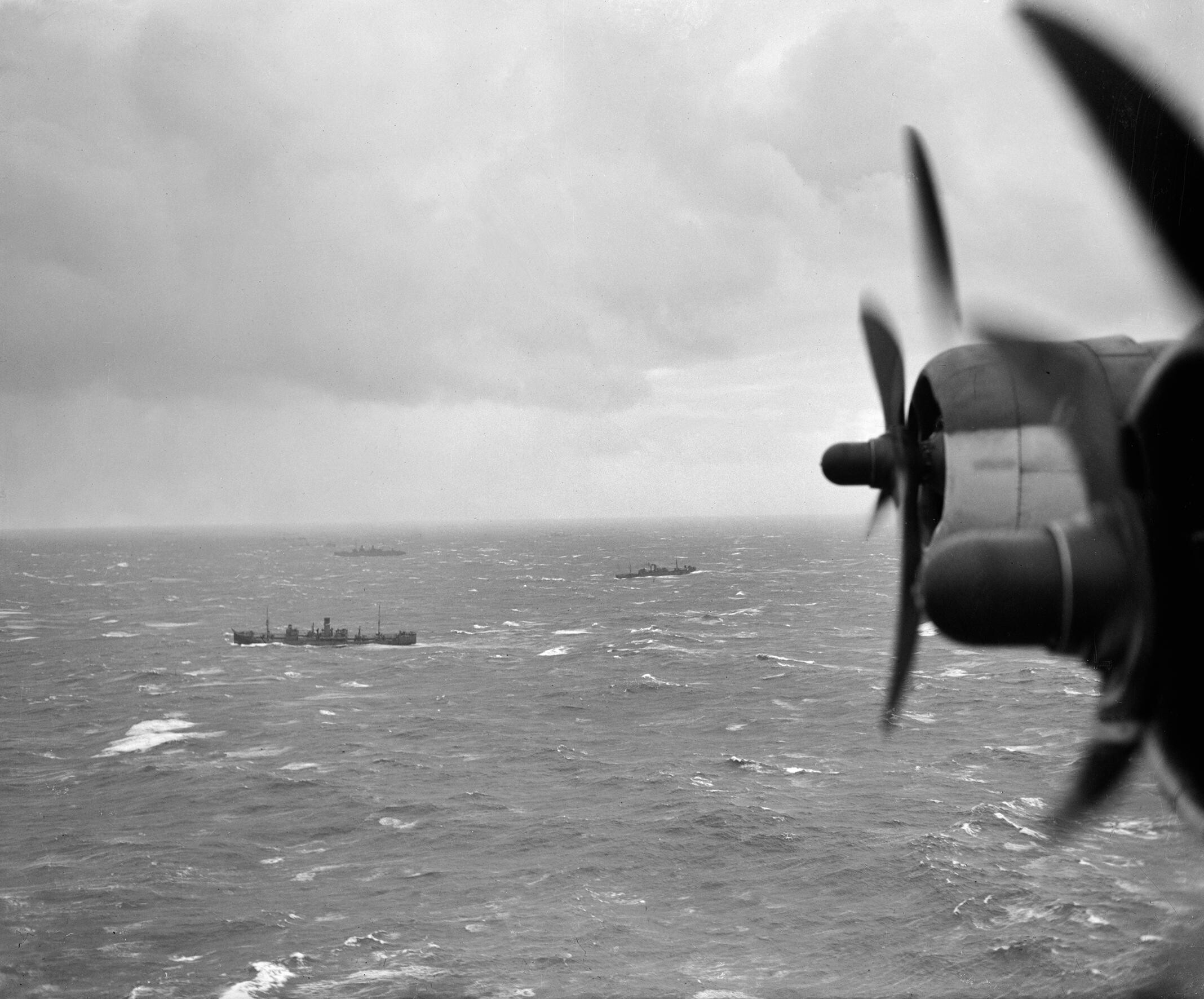
アントリムのアルダーグローブ基地から発進し、船団護衛に付く第120飛行隊のリベレーター

重要な荷に相応しいとばかりにSC-118船団は護衛艦と航空機によって強力に防備が固められていた。四昼夜に渡る激戦で、U-187、U-609、U-624が撃沈された他、Uボート4隻が損傷しつつも、13隻（5万9,765トン）を撃沈した。イギリス側はこの船団が攻撃を受ける際、アイスランドからアメリカ海軍の増援があったため、護衛部隊は通常の倍にあたる戦力で戦闘に望んだが、不本意な結果だった。しかし、この戦闘を経て2つの教訓を得た。「航続距離の長い航空機で昼間に船団を継続的援護を行っても、幾隻かの潜水艦が接近し、冬の長い夜を徹して行われる攻撃を防げない。我々にはフォートレスとリベレーターに一刻も早くリー・ライトを装備しなければならない」、2つ目は、「あまりにも長時間に渡る戦闘では多くの爆雷を必要とし、護衛を受ける商船に予備の爆雷を積んでおかなければならない」。
1943年2月はHX-227船団の商船2隻（1万4,352トン）を撃沈したが、荒天、雪、霧に阻まれ、それ以上の攻撃に失敗した。また、哨戒線からもれたSC-121船団を取り逃がしそうになったものの、デーニッツは追跡を命じ、船団も荒天で隊形が乱れたことが功を奏し、3月8日から9日にかけてUボートは損失なしで商船13隻、6万2,198トンを撃沈した他、1隻を損傷させた。同9日、HX-228船団の正確な位置が暗号解読で明らかになったが、デーニッツは航路を読み違え、誤った哨戒線を指示してしまった。10日の攻撃でHX-228船団の商船4隻、2万4,175トンを撃沈したが、駆逐艦ハーヴェスターの衝角攻撃でU-444が撃沈された。しかし、駆逐艦ハーヴェスターもまた損傷し、U-432の攻撃で撃沈され、U-432はコルベットのアコニに撃沈された。U-221も雷撃した商船が爆発した際の破片を浴び、潜望鏡が損傷したため帰投した。

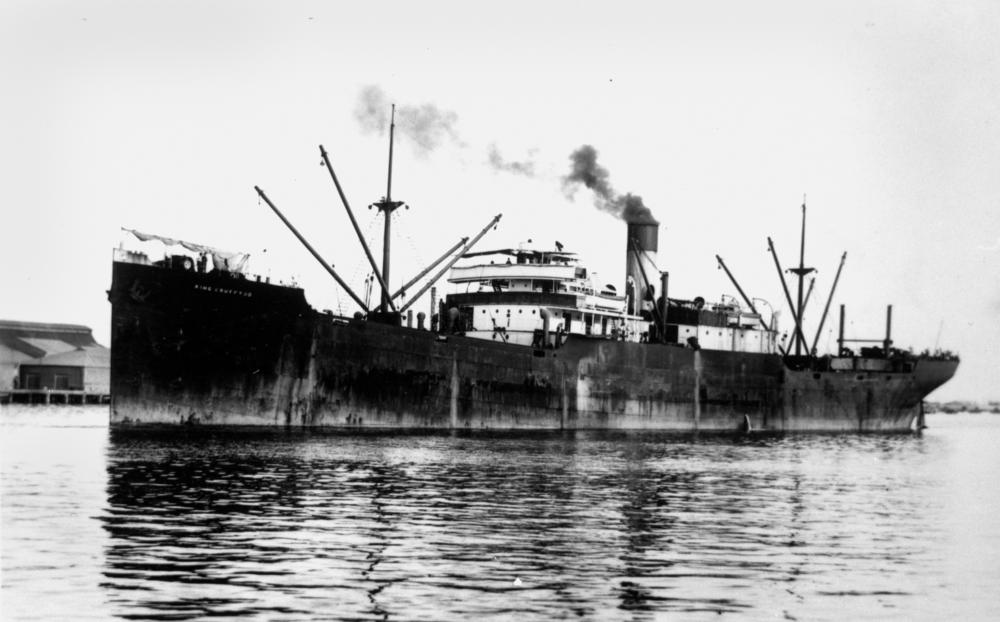
U-338に撃沈されたSC-122船団の貨物船キング・グリフィズ

HX-228船団への攻撃後、東航してくるであろうHX-229船団を待ち伏せるため、Uボート隊は再編された。しかし、3月14日に暗号解読からSC-122船団へ針路67度（東北東）へ変針命令があった知らせを受けた。同日、SC-122船団の護衛艦を発見したと報告があったが、船団を捜索しても発見できなかった。16日、北上するHX-229船団が発見され、SC-122船団にHX-229船団が追いつき、ニューファンドランド島東の沖合で1つの大きな船団になろうとしていた。デーニッツは直ちに38隻からなる3つのUボート隊に対し、攻撃を命じた。16日は連合国の航空援護がなかったとはいえ満月が迫っていたため浮上攻撃には心配があったものの、一晩で商船19隻、9万トンを撃沈した。翌17日から間断なく航空援護が付き、護衛艦も増援を受け、船団の護衛は強化される中、昼夜問わずUボート隊の攻撃が行われた。16日から19日の戦闘で、HX-229/SC-122船団は商船21隻、14万1,000トンと護衛艦1隻を失ったが、ほとんどのUボートに反撃を加え、航空攻撃でU-384を撃沈、5隻が損傷、護衛艦の爆雷攻撃でUボート2隻を損傷させた。イギリス海軍も受けた被害の大きさに北大西洋航路が危険になりつつあると考えた。
しかし、この1943年3月16日から19日の戦果がドイツのUボートによる完全勝利といえる最後のものとなった。こういった完全勝利は情報戦の勝利でもあった。大西洋の戦いは一貫して、ヒューミントに比べシギントからもたらされる情報が勝っていた。1942年から1943年初頭までドイツのB機関（ドイツ海軍暗号解読機関）は時には船団が出港する前からデーニッツに情報を伝えていたのに対し、イギリス・ブレッチリー・パークの政府通信本部は暗号を傍受しても何日も解読に苦戦しており、1942年3月の段階ではドイツが情報戦・暗号戦において優位に立っていた。
3月26日、西航する輸送船団を発見したが、護衛空母を伴っていたため、Uボートは接近しようとすると艦載機に妨害された。28日にはその南で西航するハリファックスからの船団を発見したが、暴風雨に近い悪天候に妨げられ、商船1隻、7176トンの撃沈で終わった。また、そのような悪天候下でも連合国の航空援護は続けられた。作戦の失敗が続き、燃料補給のためにUボート隊の多くが帰投したが、作戦続行可能な1隊が残され、ハリファックス船団の攻撃に振り向けられたが、これも護衛空母の艦載機によって船団正面への展開に失敗し、撃沈4隻、4万1,947トンの戦果をあげただけだった。この3月はHX-230船団とSC-123船団は1隻のみの被害で終わり、4月上旬のHX-233船団、ONS3船団、ONS4船団も同様に被害がないまま大西洋を渡った。戦闘らしき戦闘になったのは、HX-231船団だったが、6隻の商船が被害を受けたものの、Uボート隊の攻撃は2隻を失って撃退された。このHX-231船団には67隻のうち22隻ものタンカーが同行しており、この船団によってイギリスにもたらされた物資、車両、特に燃料が後のDデイ（反攻作戦）に向けた準備に大いに役立った。

## 護衛艦と哨戒機の増強

### ワシントン会談

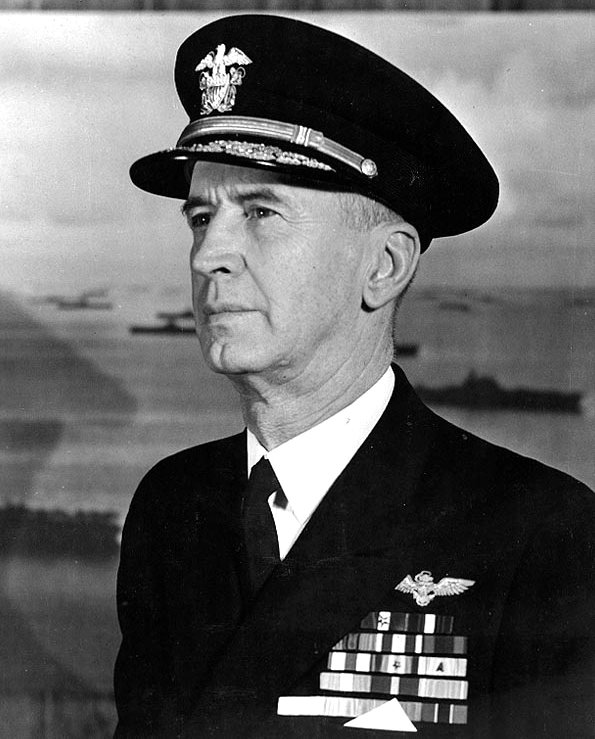
アメリカ海軍総司令アーネスト・キング（1945年撮影）

カサブランカ会談での合意に基づき、1943年3月にワシントンにおいてアメリカ、イギリス、カナダの調整会議（ワシントン会談）が開かれた。アメリカ海軍の総司令官アーネスト・キング大将は一時的ではない統合された海軍組織の編成に対し明らかに反対の立場であり、カナダ海軍のようにイギリス海軍の指揮下に組み込まれることに警戒した。また、連合国の対潜水艦司令部の設立は却下されたものの、各国が沿岸軍団と同格の組織を編成することにし、北大西洋の船団護衛の責任をイギリスとカナダで西経47度の分割線（チョップ・ライン）を作ることであった。アメリカはニューヨークからハリファックスへの北上するライン、カリブ海からイギリスへ向かうライン、アメリカ東海岸からジブラルタルや北アフリカへ向かうラインなどの責任を負うことになった。この提案者であるキング大将はアメリカ陸軍航空軍傘下陸軍航空軍対潜水艦軍団の再編について提案しつつ、自身の管轄下では第10艦隊を設立した。この第10艦隊は軍艦を持たない艦隊で、陸上勤務の士官と水兵で構成され、司令官はキング大将自ら務めた。第10艦隊は対Uボート戦闘方法、船団の航路、護衛艦の配置などを研究し、その決定権を持っていた。
1942年の大半の期間、イギリスはドイツの暗号改定によって潜水艦の位置を特定できない場合、ハフ・ダフの情報をもとにして「追跡室」がその情報収集を行い、海軍の部隊に連絡した。「追跡室」は後方勤務の海軍軍人ではなく、大学教授、経済学者、弁護士など民間人によって構成され、責任者は法廷弁護士のロジャー・ウィンだった。アメリカ近海に危機が迫っていることはイギリスから警告された。アメリカ側もそのことに気づいて第10艦隊の元にイギリスと同様の「追跡室」を設置、イギリスと情報共有を行った。こうした連携によって1942年5月から1943年5月にかけて、大西洋を横断した172の船団のうち、105の船団が潜水艦の妨害を何一つ受けずして航行した。接触をうけた67船団のうち23船団が軽微の損害で済み、甚大な被害を受けたのは残りの10パーセントだった。

### イギリスの司令官交代
イギリスでもパーシー大将に変わってマックス・ホートン大将が1942年11月19日にウェスタン・アプローチ司令官へと就いた。マックス・ホートンは元潜水艦艦長の軍歴を持ち、好戦的で仕事熱心なことから、作戦に新しい風を呼び込むために選ばれた。尊敬されてはいたが、部下からは非情で利己的だと好かれる人物ではなかった。1943年1月の連合参謀本部においてUボート対策を最優先事項にする指令を受け、真っ先に「大西洋の空白」を埋める長距離航空機を求め、夜間の哨戒機にはリー・ライトとセンチ波レーダーを装備させる必要があることを訴えた。また、ホートン大将はハント級、リバー級、フラワー級といったアメリカ、イギリス、カナダで建造された十分な護衛艦の増強を受け、支援グループと護衛グループに分けた運用方法を作り出した。護衛グループは船団に貼り付き、支援グループはUボートを探し求めて自由に動くことが許された。支援グループには護衛空母、航続距離の長い駆逐艦やスループが割り当てられ、護衛グループに応援が必要な時は駆けつけることが求められた。このアイディアはアメリカでも取り入れられ、ハンター・キラー・グループと呼ばれた。イギリス海軍本部のパトリック・ブラケットは開戦から実施されていたSC船団（低速船団）とHX船団（高速船団）を廃し、60ないし80隻の大船団を提唱した。護衛艦の数に限りがあるならば、Uボートに襲撃される日数と時間は限られており、30隻程度の船団よりずっと効率がいいと力説した。
この中で、ホートン大将の施策が優れていたことは1943年5月のONS5船団を巡る激戦において証明された。地中海戦線でイタリア潜水艦に体当たりによって撃破した功績から勲章を授与されたことがあるグレットン中佐はHX-231船団の護衛を終えて、すぐONS5船団の護衛に就いた。護衛部隊B7は駆逐艦2隻、フリゲート2隻、スループ4隻で構成され、キンタイア沖でアメリカに向かう船団43隻と合流、4月21日に出発した。悪天候の中、イギリスで積荷を下ろした船団の行足は不安定であったため、護衛艦は燃料を多く費やさねばならず、ハリファックスまでたどり着けそうになかった。ホートン大将はすぐさま支援グループを急行させ、天候に阻まれながらもアイスランドから4月26日には第3支援グループが到着した。5月4日に駆逐艦ビデッテの新型対潜兵器ヘッジホッグがU-192を撃沈する戦果をあげ、翌5日に船団が霧に包まれると護衛艦のASVレーダーが有利に働き、船団がニューファンドランドの航空援護圏内への接近したことからドイツ海軍のUボートは撤退した。商船12隻（6万3,000トン）が失われたものの、護衛艦は探知にしたUボートを牽制しつつ、執拗に爆雷攻撃を浴びせた。ONS5船団の攻撃に加わったUボートはフィンク隊とシュペヒト隊の39隻で、7隻が撃沈された他、衝突2隻、大破5隻だった。ヘッジホッグは導入してすぐの頃は故障で動作しないことも稀ではなかったが、改良によって1隻の戦果として結実した。ヘッジホッグが一度も動作しなかったコルベットのピンクは帰港時に18トンしか燃料を残しておらず、U-531に体当たりして船首が潰れた駆逐艦オリビは船団から遅れて帰港した。

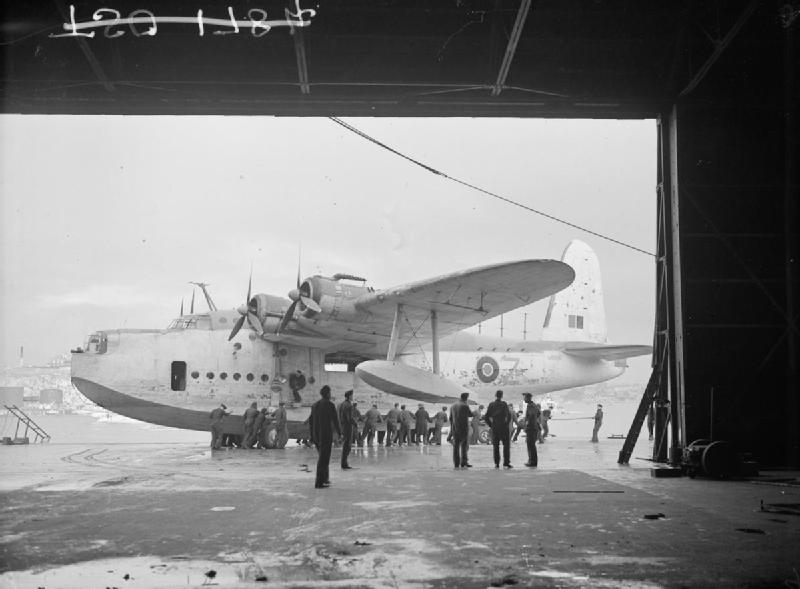
沿岸軍団第10飛行隊のショート サンダーランド Mk III。強力な防御砲火を持つことから別名「空飛ぶヤマアラシ」と呼ばれるが、この機は1943年5月17日にビスケー湾上空にて撃墜された。

こういった変化の兆候をUボートの艦長らも認識していた。改良されたFH4型ハフ・ダフは小型艦を含めて全ての護衛艦に搭載されるに始まり、マグネトロン開発によるセンチ波レーダーの配備、夜間に浮上航行するとリー・ライトで照らされ、航空爆雷、空中投射ホーミング魚雷（Mk24機雷）で攻撃されるなどそれぞれまったく別々に開発された新兵器は1機の航空機をプラットホームとして一括して装備できた。そうしたイギリスとカナダの航空機による上空援護は天候に阻まれたものの、1943年中期から急増した。アメリカはグリーンランド進駐によって中部大西洋ギャップを狭め、カナダにおいて本来であれば爆弾を積み込む爆弾倉に予備燃料タンクを取り付けることで中部大西洋ギャップを埋められるよう改造されたリベレーターが試作され、その超長距離型（VLR）リベレーターは1943年3月にイギリスのウェスタン・アプローチ司令部の催促を受け実戦投入された。
上空掩護用の機体は1942年1月の時点で127機、そのうち長距離爆撃機を改造したのは10機だったが、1943年5月には371機に増強された。このうち、18時間以上の航続距離をもつ超長距離型リベレーターは37機しかなかったが、中部大西洋ギャップは実質的に封鎖された。1942年6月、3隻のUボートが航空機による奇襲攻撃により基地への帰投を余儀なくされたことを皮切りにイギリスからほど近いビスケー湾はUボートにとって危険な海域となっていた。ビスケー湾を通過しなければUボートは航空援護のない海域へ出ることができないため、デーニッツは1943年秋に政府首脳陣を説得し、ドイツ空軍のビスケー湾での航空援護が大幅に強化された。

### センチ波レーダーの普及

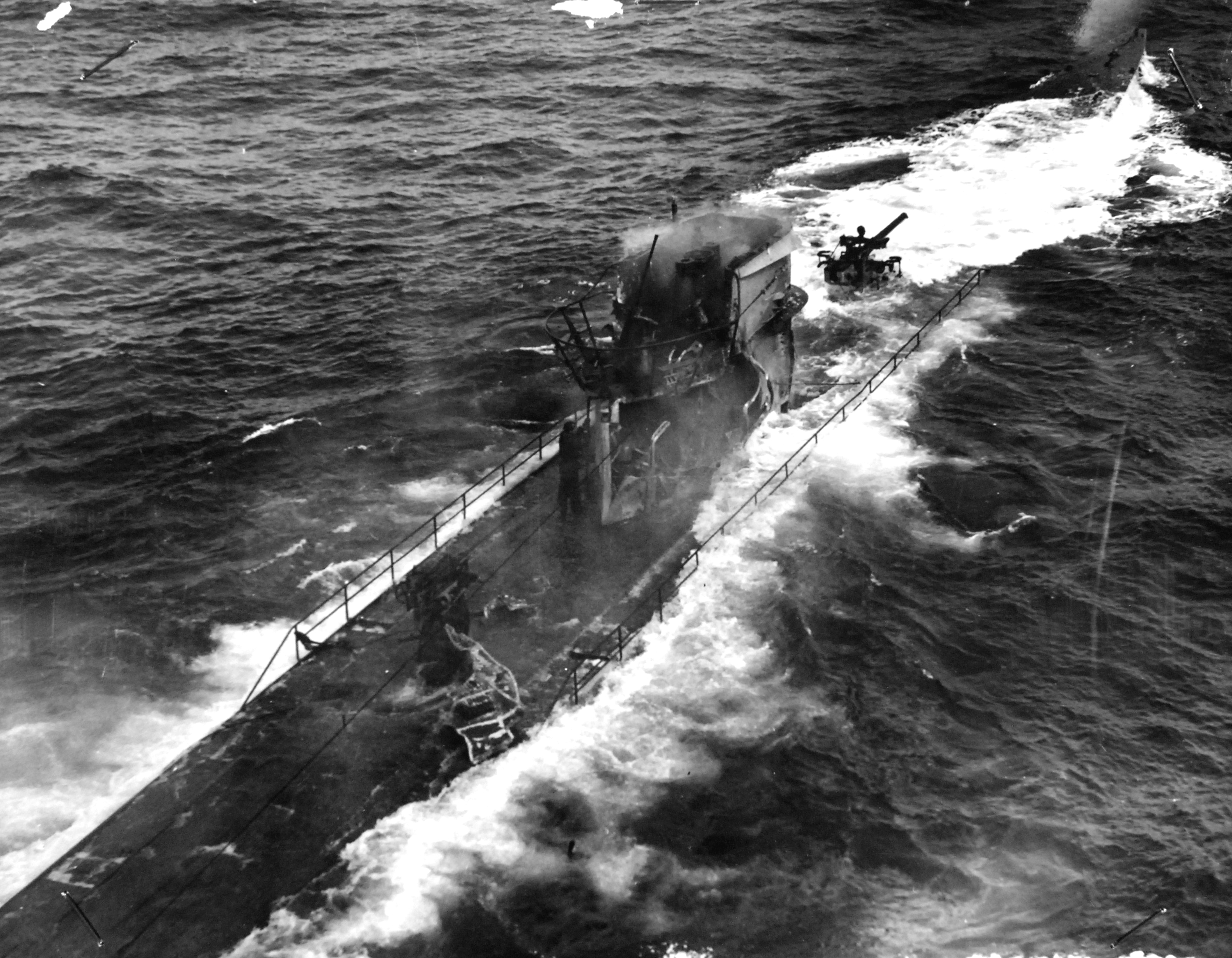
アメリカ沿岸警備隊所属カッタースペンサーの爆雷を受け、浮上後に沈没するIXC型のU-175（1943年4月）

センチ波レーダーの存在も船団に対する接敵を難しくさせた。1943年3月12日にアゾレス諸島南西約926km（500海里）で北アフリカのチュニスに向かう船団を阻止すべく、Uボート隊が差し向けられた。同日、U-130が船団発見の報告をしたものの、翌13日にU-130の連絡が途絶えたことから撃沈と判断された。この部隊はまだ9隻のUボートが残っていたが、航空援護がなかったにも関わらず船団への接敵が出来なかった。センチ波レーダーは18～28kmの距離でUボートを見つけ、護衛艦が急行すると爆雷攻撃を続けたのだった。Uボート艦隊司令部は3月16日に船団の煙突から出る煙が見える距離、逆探装置で護衛艦のレーダーが察知できる距離で、護衛艦の探知範囲外において船団の推定航路に到達したら、水中攻撃のための潜航せよと命じた。こうした対処方法では船団がジグザグに蛇行航法を取ったり、急な変針を行ったりすれば攻撃の機会を失うリスクがあった。結果的に商船4隻、2万8018トンを撃沈し、他にも何隻かを損傷させたが、無風など海面が穏やかな海域ではレーダーに捕捉されやすいことが判明した。また、翌日以降はジブラルタルからの航空援護が加わり、19日に作戦中止になった。アゾレス諸島に展開したUボート隊は3月末にもカナリア諸島とアフリカ西岸の航路で商船3隻を撃沈したが、この船団は絶えず航空援護を受け続けたため、4日間の追跡で再度接敵することは叶わず、逆に全てのUボートが航空機から攻撃を受け、そのうち3隻が大破した。
1943年4月に補給や整備を終えたUボート隊が再び展開を始めた。北大西洋よりだいぶ南寄りのアゾレス諸島北740km（400海里）でハリファックスから東に向かうHX-233船団を発見した。ここでも波静かな天候で、全てのUボートはセンチ波レーダーに探知され、間断なく爆雷攻撃を受けた。4月17日、商船1隻、7487トンを撃沈したが、U-175を喪失した。翌18日にも同じ南方迂回コースをとっている船団を発見したが、凪いだ海域での攻撃は危険と判断し、デーニッツは攻撃中止を命じた。しかし、その船団は南方迂回コースから途中で北へ変針したため、これに向けてUボート隊が攻撃に向かった。霧と吹雪で船団の捜索は難しかったものの、4月23日にU-306がHX-234船団を発見。追跡を行い商船2隻、1万7,374トンを撃沈したが、リベレーターの航空爆雷でU-189を、駆逐艦ヘスペラスのヘッジホッグでU-191を失った。
一方でアフリカ西岸のフリータウン沖ではU-515が活躍した。4月30日にフリータウン港沖で独航船5隻を撃沈し、同日夜に発見した船団を追跡し、5月1日に8隻、4万9,196トンを撃沈した。5月1日から3日にかけてONS5船団を巡る激戦に続いて、5月9日から13日までのHX-237船団とSC-129船団に対する攻撃でも同じような結果になった。特にこの両船団は護衛空母バイターの援護を受けていた。5月24日、デーニッツは喪失率の急上昇と戦果の少なさなどから敗北を認め、北大西洋に展開しているUボートをアゾレス諸島西方へと移動するよう命じた。護衛空母が船団に1隻付いたところで戦術的帰趨は覆らなかったが、1943年末に向けてタコマ造船所から10隻ほどの護衛空母が就役し、大西洋へ急行しつつあった。
1943年6月、アゾレス諸島西方で補給型Uボートから給油を終えたUボートはアメリカのフロリダ近海からブラジルのリオデジャネイロ、アフリカ沿岸のダカールからギニア湾へと分散させた。しかし、すぐに連合国が4発長距離機、空母艦載機による空中監視を強化し、また補給もままならなかったため帰投を余儀なくされた。遠方における損失もドイツ側が知りうる限り航空機による攻撃だった。Uボートの損失は6月の20パーセントから7月には30パーセントに上昇し、ビスケー湾で航空機に撃沈されたUボートに至っては大西洋の損失と同数であった。8月2日にデーニッツは出港禁止命令を出し、この措置は新型の逆探ハーゲヌクの効果が確認されるまで続いた。

### 連合国の航空優勢
アメリカ陸軍航空軍も爆撃機として使っていたリベレーターをPB4Y-1 リベレーターとしてイギリス同様に対潜哨戒機に採用し、後に陸軍航空軍対潜水艦軍団は第8空軍へと機材と任務を移管した。連合国はアイルランド、アイスランド、グリーンランド、ニューファンドランドにおいて爆撃機フライングフォートレスの偵察型、飛行艇PBY カタリナ、そして新型のリベレーターと長距離型哨戒機の配備を月ごとに強化した。こうした航空機の物量に押されていた上、ASVマークIIIレーダーが開発され、1942年末に沿岸軍団への配備が始まった。これによりUボートは潜望鏡すら探知されるようになった。1943年5月はこの月だけでUボート43隻を失ったことからブラック・メイとも呼ばれ、デーニッツは英米空軍のエアカバーが及びにくい海域への移動を命じたが、1943年10月にポルトガルへの外交圧力によってアゾレス諸島のテルセイラ島とサンタ・マリア島に飛行場が建設され、護衛空母の船団護衛も始まると中部大西洋ギャップは消滅した。

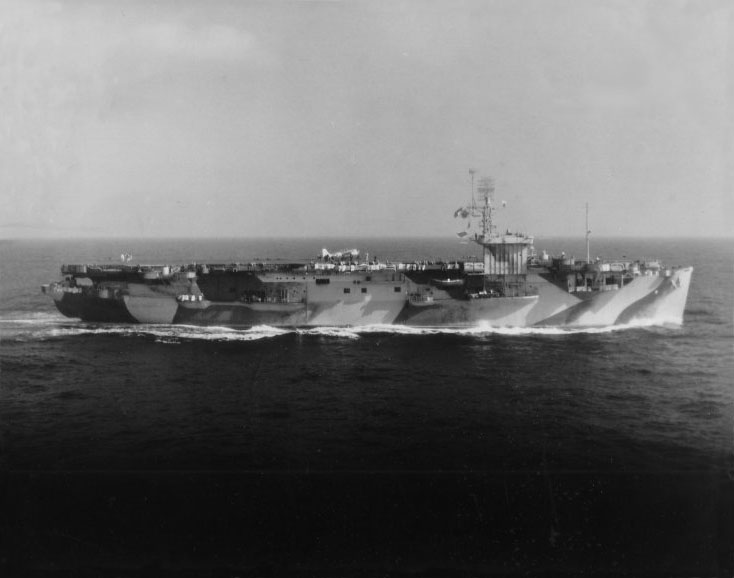
ダズル迷彩MS-32/4Aを施された護衛空母ボーグ（1944年）

大西洋の戦いが始まってすぐの頃、陸上の基地から発進した航空機がUボートを撃沈することなどなかった。しかし、1943年にはUボート199隻の年間損失のうち140隻が航空機による攻撃によるものとなっていた。ドイツ空軍のシャトーベルナール空軍基地やメリニャック空軍基地に配備された第40爆撃航空団では損耗した長距離偵察機Fw 200に代わって、戦闘爆撃機型ユンカース Ju 88C型や戦闘機フォッケウルフ Fw 190らが増強されたが、それに対抗してセント・エヴァル空軍基地やセント・モーガン空軍基地には多数の重戦闘機ブリストル ボーファイターや夜間戦闘機デ・ハビランド モスキートが配備され、1943年12月のストーンウォール作戦でドイツ空軍は明らかに劣勢だった。
情報戦においても1943年の後半にはイギリスのブレッチリー・パークがドイツ海軍の暗号を解読する速度が上がり、ドイツ側のB機関が連合国の改定された暗号を解くより早かった。しかしながら、情報戦の技術的な高度なレベルに達していることが勝敗に直結している訳でもなかった。例えば、1943年5月13日にニューヨークから出発して、ハリファックスで再編の後に北大西洋を渡ったHX-239は出発前からB機関に船団と位置と針路を察知された。それに応じてイギリスもデーニッツが待ち伏せ攻撃を命じるシャーク指令を解読し、ウェスタン・アプローチ司令部は針路変更を指示した。さらにB機関が針路変更を解読し、Uボート隊に新たな攻撃位置への指令を出していた。結果的には、護衛空母ボーグがU-569、アーチャーがU-752を撃沈したため、HX-239船団は故障以外の被害を出さずに28日にイギリスへと辿り着いた。暗号解読が役に立つこと自体は間違いないが、巧みに解読できた側ではなく、強力な武器を新たに手に入れたものが勝利していたと言える。

### 白兵戦

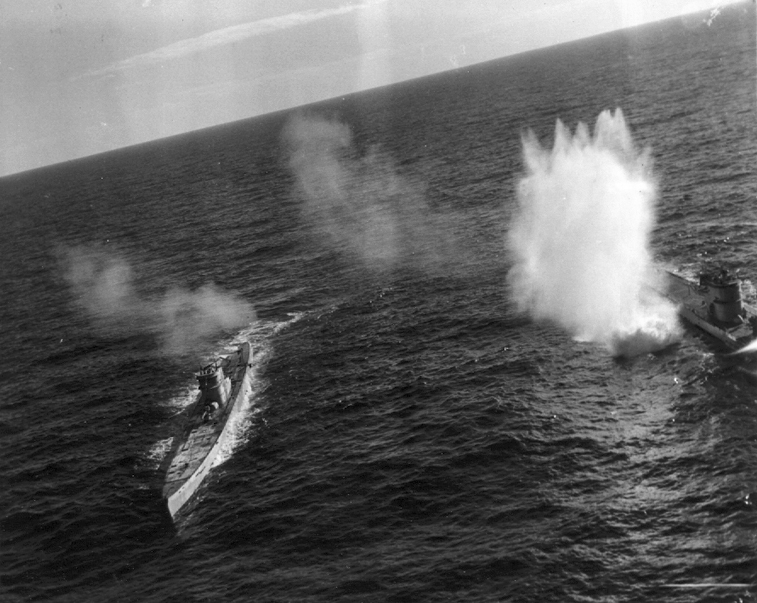
補給中に護衛空母カードの艦載機から攻撃を受けるU-66とU-177（1943年8月7日）

航空機や電子機器が大幅に発達した時代においても、古代や中世のような帆前船の海戦さながらの戦いが大西洋において2つあった。
ハンター・キラーとして護衛空母カード中心の第21任務部隊（タスクフォース）第14任務群は暗号解読によって得られた情報から、補給任務に就いているU-91を捜索していた。1943年10月30日、浮上して燃料補給を行っていたU-91とU-584を艦載機グラマン アヴェンジャーが発見し、両Uボートは機関銃で応戦したものの、250kg爆弾の命中を受けたU-584が撃沈された。
第14任務群が狙っていたU-91を取り逃がしたため、駆逐艦ボリーは追跡のために部隊を離れた。翌11月1日に駆逐艦ボリーはフローレス島から北に800キロの地点において浮上航行していたUボートをレーダーで捉えたが、このUボートはすぐさま潜航したため、1900メートルまで接近してソナーで再び捉えた。駆逐艦ボリーは立て続けに爆雷攻撃を行い、逃走が難しいと判断したU-405は浮上し、駆逐艦に対し機関銃で反撃を行った。ボリーもまたサーチライトでU-405を照らし、50口径4インチ（102 mm）砲2門と機関銃2門で攻撃しながら衝角攻撃（体当たり）を狙ったが、これがU-405に乗り上がる形となりボリーの足が止まった。両艦は互いに損傷し組み合ったままライフルや信号弾で撃ち合い、果てはナイフなど手近なものを投擲し合った。ボリーから離脱したU-405は機動性を強みにして逃れようとしたが艦橋に4インチ砲が命中して撃沈され、ボリーもまた艦首の損傷から翌2日に沈没した。
体当たりでUボートを撃沈できない場合、こういった混戦となることがあったが、護衛艦の艦長たちには好まれた。Uボートを損傷させるか沈めることが出来る上、自身の乗艦が修理のために母港に戻って3週間の休暇がとれた。

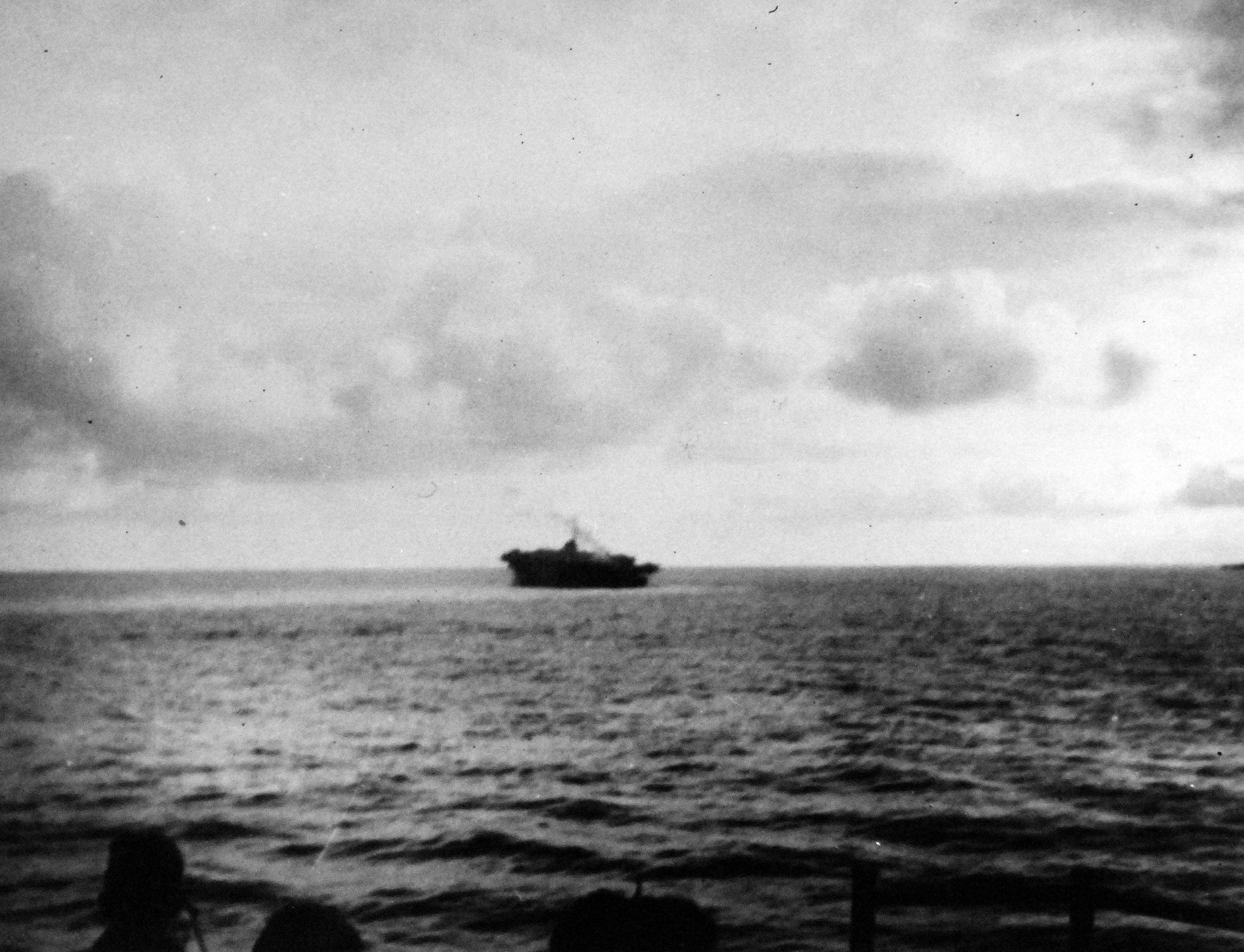
U-549による雷撃で傾いた護衛空母ブロック・アイランド (CVE-21)。ドイツ海軍による攻撃で唯一損失したアメリカ空母となった。（1944年5月29日）

ボリーとU-405の相討ちから7ヶ月後、U-66は9回目の作戦を終え、補給役のU-188を捜索した。中部太平洋は連合国の偵察機が飛び交う海域となり、合流を目指すのは難しく、バッテリーも残り少ない状況であった。1944年5月5日の夜間にU-66が浮上したところ、第21任務部隊第11任務群の護衛空母ブロック・アイランドがわずか450メートルの距離にいた。護衛駆逐艦アーレンズとユージン・E・エルモアがUボート追跡のために部隊から離れており、ブロック・アイランドと護衛のバールはUボートに気づいて逃走を図った。一方で、U-66の艦長はU-188との合流を急ぐあまり焦って照明弾を発射した。これを護衛駆逐艦バックレイがMk 22 3インチ砲をレーダー射撃で攻撃した。U-66は初弾から命中弾を艦橋に受け、艦載砲と機関銃で反撃したが、狙いが甘くまったく有効打にならなかった。
バックレイはU-66に体当たりを行い、U-66の左舷後方から乗り上げた。U-66では総員退艦のブザーが鳴らされ、Uボートの乗組員はU-66からバックレイによじ登って、アメリカの乗組員との間で殴り合い、コーヒーカップまで投げる白兵戦となった。基本的にアメリカの船にはライフルなど小火器が備えてあったが、咄嗟の事態に双方の乗組員は混乱していた。バックレイはターボ・エレクトリック機関であったため、後進をかけて抵抗を続けるU-66から離れた。U-66は距離が近すぎて主砲を発射できないバックレイに対して体当たりしたが、返ってU-66の方が大きな損傷を負ってしまい、翌6日に沈没した。バックレイもまた艦首が損傷した他、右舷側のスクリュー軸が切断されたため、部隊を離れてバーミューダを経由してアメリカ本土へ帰投した。 
U-188はU-66の照明弾の合図に気づいたが、戦況不利を悟って撤退した。この戦いから17日後、護衛空母ブロック・アイランドはダカール沖でU-549の雷撃により撃沈された。

### 群狼戦術の中止

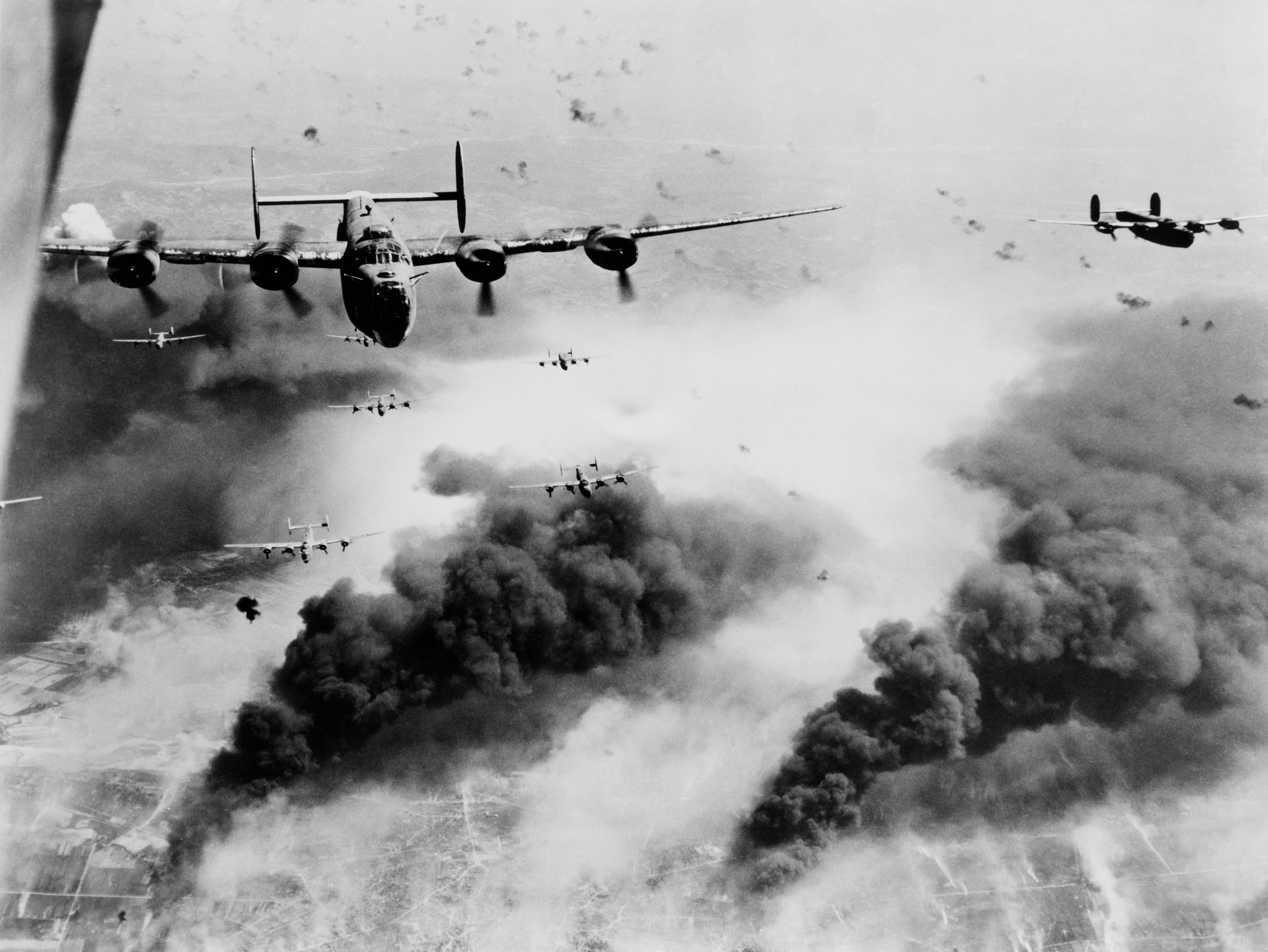
ルーマニアのプロイェシュティ製油所を爆撃するB-24 リベレーター（1944年5月）

イギリス空軍は大西洋における航空優勢の確保を受け、1943年初頭から長距離爆撃機の沿岸軍団から爆撃機軍団への配置転換を計画した。ドイツ空軍の戦闘機と高射砲のイタリア戦線転出によって生じた隙をつき1943年3月からハリス主導で始まったルール工業地帯爆撃と7月のハンブルク空襲はドイツ全土に衝撃を与え、戦争の行く末を楽観視するものはいなくなった。
ドイツ空軍の戦闘機隊指揮官アドルフ・ガーランドとヨーゼフ・カムフーバー、航空機製造監督官エアハルト・ミルヒは同年8月のシュヴァインフルト・レーゲンスブルク作戦に対する反撃を手始めに防空体制の強化を訴え、戦闘機パイロットの損耗とルーマニア本土空襲を受けて燃料の供給網が止まる1944年春までイギリス空軍とアメリカ空軍によるドイツ本土空襲に激しく抵抗してみせた。

反復パターンを描くように走るFAT魚雷

連合国の航空優勢を受け、デーニッツは改めて連合国の弱点を突く戦術に戻ることにした。連合国の防御が不明ではあったが、戦果が期待できそうな遠方にUボートを送るべきと判断し、1943年春にインド洋及び中・南大西洋へとUボートを派遣した。1943年5月31日にデーニッツはヒトラーに5月の大敗を報告したが、大西洋の戦いが終わったわけではなかった。FAT魚雷が前線配備され、LUT魚雷の試験も始まった。また、同時期に音響魚雷も配備を開始した。Uボート艦長はドイツ本国でFAT魚雷と音響魚雷の短期間講習を受け、受領資格を得た。これら新型魚雷を導入したUボートは1943年8月に北大西洋へ出撃し、輸送船団を護衛艦もろとも撃沈する戦果をあげた。
アメリカ沿岸や南大西洋で活動していたUボート部隊は1943年8月27日に補給型U-847と合流し、U-172、U-230、U-415、U-634らは補給に成功した。U-230に至っては補給型Uボートが連合国の航空機に阻まれて3度の補給に失敗し、燃料が枯渇して合流地点で漂流していた。U-847は補給成功の報告直後に航空機に撃沈され、早々に離脱して帰投中だったU-634もSL 135船団を発見報告の後、8月30日に護衛艦の爆雷で撃沈された。U-230は15トンだけの燃料を受け取り、距離は短いものの警戒の厳しいアゾレス諸島を抜けてビスケー湾に入ったが、航空機と護衛艦による厳重な対潜網によって一日2、3マイルほどしか進めず、ブレストに辿り着いたのは9月8日になってからであった。新型魚雷に少し遅れてシュノーケルの配備も始まっていたが、大掛かりな装置であるために前線配備が遅れた。
新型魚雷とシュノーケルのメリット、デメリットはその年の冬隣の頃になって確認された。1943年9月20日、Uボート部隊はONS-18/ON-202船団を発見し、翌日から4日間に渡って攻撃した。新型魚雷で駆逐艦12隻、通常魚雷で商船を9隻、4万6,000トンを撃沈し、2隻のUボートが失われたと報告があったが、天候状況の報告から2日目の攻撃では霧がかかっているので攻撃の機会は少ないはずであり、Uボート艦隊司令部も首を捻った。後の検証でドイツ側が把握できた戦果は護衛艦セント・クロア (HMCS St. Croix)、ポリアンダー、イッチン3隻の撃沈、レイガンを曳航できる程度に損傷させただけだった。
1943年10月9日にイギリスを出発したONS 20/ON 206船団に対して、デーニッツはUボート隊による攻撃を命じた。しかし船団はグレットン中佐率いる護衛部隊B7の他、沿岸軍団の第59、第86、第120のリベレーター3個飛行隊により支援され、強力に防御されていた。10月4日、船団攻撃に向けて補給型のU-460と合流したUボート計4隻は護衛空母カードの艦載機から攻撃を受け、U-264は離脱に成功したが、U-460とU-402、U-422が撃沈され、同日、近くを航行していたU-455もカード艦載機の攻撃で損傷した。被害を受けなかったUボート隊によって10月15日から行われたONS 20/ON 206船団への攻撃は悲惨であり、商船1隻を撃沈したのに対しUボート隊は5隻を失った。
デーニッツは北極海に向かうJW55B船団への攻撃を命じたが、1943年12月25日から26日かけての戦闘（北岬沖海戦）で船団への攻撃に失敗した上、戦艦シャルンホルストを失った。さらに同月28日には封鎖突破船の護衛に向かったドイツの第5駆逐隊がイギリスの巡洋艦に迎撃され、3隻を失った。ドイツ海軍は北部海軍集団と西部海軍集団の艦隊が傷つき、Uボート艦隊も1944年1月から行われた船団への攻撃で激しく損耗していた。1944年3月22日、デーニッツは新型Uボートが登場するまで攻勢を続けることは危険と考え、群狼戦術を放棄し、各々が船団を組んでいない独航船を目標とするよう命令を出した。
1944年6月1日にシュノーケルを装備してないUボートは大西洋に出撃させてはらないと決定した。Uボート艦隊司令部はシュノーケル装備のUボートを緒戦からしばらくぶりにイギリス近海へ向かわせた。U-482はアイルランド北方のノース海峡で護衛艦ハースト・キャッスル、商船4隻、3万1,610トンを撃沈する成果を上げた。また、アイリッシュ海沿岸でU-1232は10月に2つの船団を攻撃し、4隻（2万4331トン）を撃沈し、1隻を損傷させた。ジブラルタル近海でもU-870が戦果を上げ、シュノーケルが従来型のUボートでも再び戦闘力を持てることが確認できた。

## ドイツの対抗策

### 総司令官交代と方針堅持
1942年12月31日の大晦日、バレンツ海海戦における敗北を受けてヒトラーは海軍総司令官エーリヒ・レーダー元帥を罷免し、後任にカール・デーニッツを任命したことから、ドイツ海軍はUボート作戦により力をいれるようになった。1942年6月21日にヒトラーに直訴したようにデーニッツは1943年に連合国の大量建造計画がなされる前により多くの敵船舶を撃沈すべきと考えていた。
東部戦線での優勢なロシア軍に対してであれ、北アフリカのチュニス防衛戦であれ、ドイツ最高司令部も輸送力を削ぐことで前線を支援する必要があると考えていた。1942年2月までであれば、連合国の新造輸送船をUボートの撃沈数が上回っているドイツ側の想定は事実正しかった。デーニッツは仮にUボートの準備不足が原因で今後増大する連合国の造船能力に対抗できず海上輸送網を遮断できなくなろうとも、この戦略を続けるしかないと主張した。商船撃沈こそ、イギリス、アメリカへの限り少ない攻撃手段であったためである。ドイツ最高司令部は1943年6月8日の戦況分析で、「船舶撃沈戦による脅威がなくなれば、計り知れない敵戦力が他の場所に投入されるのは確かであろう。その他の戦線に対する影響だけでなく、多数の連合国快速部隊がドイツ自身の海上輸送を攻撃する結果になる。そうなった場合、沿岸において優勢になった連合国に対し、ドイツの乏しい警備部隊では対処できない」としている。

### Uボート増産の失敗

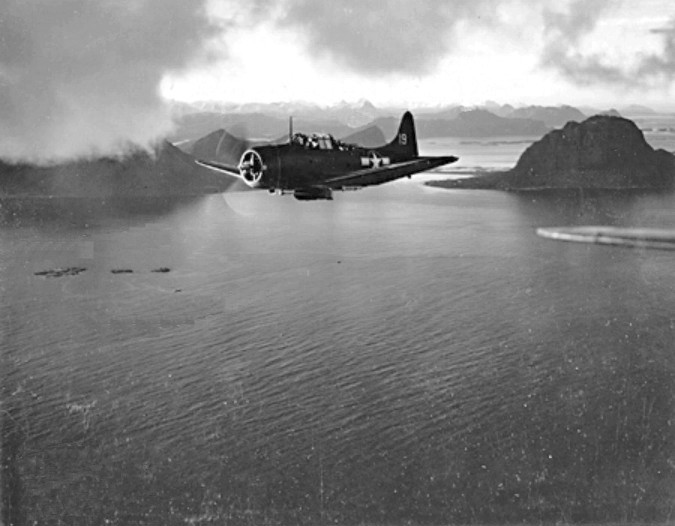
ノルウェー沿岸の船団攻撃を行うアメリカ海軍空母艦載機（リーダー作戦）

デーニッツにとって、最大の問題は鋼材だった。ドイツにとって重要な鉄鉱石など金属の輸入ルートはスカンディナヴィア半島からドイツ本国とオランダまで海路で運び、そこから水路でラインおよびヴェストファーレンの工業地帯へ運ぶというものであった。スカンディナヴィアには逆コースで、石炭とコークスが輸出されていた。スカンディナヴィアのフィンランドを除けば、ノルウェーのナルヴィク、キルケネスから鉄鉱石、フィンランドのペツァモからニッケル、銅、アルミニウムを積み込まなければならず、ノルウェーの沿岸航路で運搬船によって運ばれていた。これらは全てバルト海とは逆の北海側に面した港であり、危険度に応じて運搬船はドイツ海軍の小型艦が護衛しなければならなかった。また、Uボートも港から出る時も、戻る時も、水先案内人として小型艦の誘導、航空機に備えるならば護衛が必要であった。そういった沿岸における任務において掃海艇、哨戒艇、高速艇、駆逐艦など小型の水上戦闘艦はUボートと同等に必要不可欠な存在だった。
鋼材の割り当ては軍需大臣のアルベルト・シュペーアによって設立された中央企画委員会によって決定されるが、シュペーアが陸軍の取り分を決め、空軍関係はエアハルト・ミルヒら関与していたのに対し、海軍は割り当てを要求する際に書面で申し出るしかなかった。しかし、それらの要求が十分に満たされることなく、海軍が使用できる工場は限られ、拡張の機会が失われていた。また、そういった海軍の工場が他に振り替えられ、さらには専属の熟練工までもが陸軍に徴兵され新兵として前線に送り出されるなどした影響で、建造のみならず、整備、修理にすら悪影響が及んでいた。実際、1941年と1942年の初頭のUボートは稼働日数と入渠日数の割合が6対4であったのに対し、1942年末には4対6まで悪化した。デーニッツは海軍総司令官就任後、状況を確認し、1943年2月9日にヒトラーへの直訴によって専門工員の徴兵免除を取り付け、3月6日には鋼材の割り当て追加を引き出した。

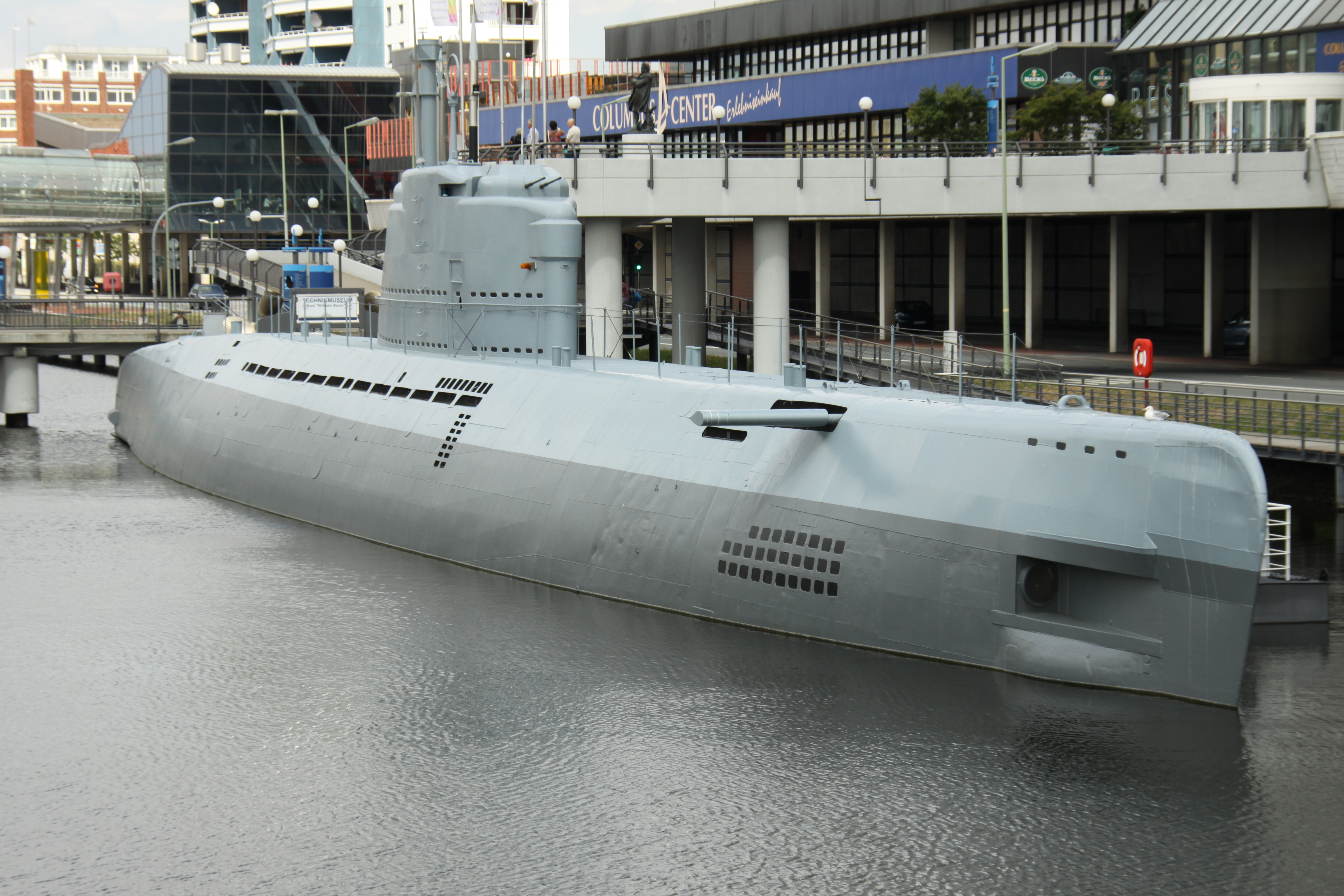
戦後に復元されたXXI型のU-2540博物館船（2010年）

しかし、ドイツの工業力の83.3パーセントをシュペーアが握り、残る16.7パーセントを空軍と海軍で分け合っている状況に変わりなく、連合国による空襲などで工場が被災すれば建造、整備、修理能力の低下に直結した。デーニッツはシュペーアに対し、深刻化しつつある海軍軍備の責任を引き受ける意思があるかを問い、シュペーアは自身の権限で回答することできないとし、ヒトラーの決裁となった。最終的に軍需省と工業界の代表からなる建艦委員会を設置し、海軍総司令官が任ずる将官を委員長とする体制が確立された。海軍の要求に対し委員会が設計や計画を立て、意見が対立した場合は海軍の将官が決裁する形となり、1943年3月31日にヒトラーはそれらを許可した。同年7月22日、艦隊建艦計画が策定された。これにはSボートやVPボートといった小型戦闘艦の他、ヴァルター潜水艦の船体設計や思想を流用し、バッテリー容量の拡張とシュノーケルを含む全水中型潜水艦1600トン級XXI型と300トン級XXIII型が含まれた。全水中型潜水艦は水中性能を重視した設計から、エレクトロ高速潜水艦とも呼ばれた。
海軍はセンチ波レーダーの脅威に対抗するため、ヘルムート・ヴァルター教授による完全なヴァルター潜水艦の完成を1日でも早く待ち望んたが、それまでの建造能力が従来型に割り振られていたため、完全に新しい機関を直ちに大量生産することは困難であった。開戦時、Uボートの生産は月産2隻だったが、シュペーアとの交渉後、Uボートの船体を工場で製造してから移送し、最終的に造船所で組み立てる方式へと変わった。また、オットー・メルケル副大臣らが工員の調整を行い、Uボートの生産は1944年にピークに達した。1943年のUボート建造数は270隻だったが、1944年には387隻となり、その中には全水中型潜水艦XXI型63隻とXXIII型31隻が含まれた。全水中型潜水艦の建造は1944年末から加速した。

### 司令部と乗組員育成
デーニッツを含めUボート艦隊司令部はUボート隊の指揮には秀でていたが、腹心のフォン・フリーデブルクは乗組員の育成、その他の数少ない参謀職もUボート隊の事務処理に忙殺されていた。
デーニッツにとって旧知の仲であるハイノ・フォン・ハイムブルクは第一次世界大戦後、1927年に所見と予見の両面において啓発的な研究を発表した。フォン・ハイムブルクの理論では射程5,000、速力40ノットで航走する長射程高速魚雷の開発によって、Uボートは安全に攻撃できるとされた。爆雷から逃れるためにより早い時間でより深く潜る潜航能力の強化、護衛艦を回避するために先進的な音響探知装置を装備、さらに無用同然の艦砲を廃し、水中での操艦性の向上、静粛性の高い推進システムの開発といった見識を示していた。他にもUボート訓練学校の設立に関わったヴェルナー・フュルブリンガーは日中の水中雷撃方法について研究しており、Uボートの防御兵器として電波誘導式、有線誘導式魚雷の開発を提案していた。
Uボート艦長らはフォン・ハイムブルクの影響を少なからず受けていたが、デーニッツは戦前からソナーやレーダーの脅威に否定的であり、科学的なアプローチ手段に訴えるようになったのは1942年8月になってからであった。ティモシー・P・マリガン（2011年発刊）によれば、デーニッツはUボートの適正を有していたわけではなく、職業軍人の家系というわけでもなかった。最初の軍歴25年間のうち、潜水艦に乗っていた期間は2年強しかなかった。デーニッツが重用されたのは、献身と熱心さ、組織管理の能力に過ぎず、戦後にデーニッツ自身が「開戦前のUボート艦隊設立に全力であたった」と語ったが、実際の再建においては何ら役割を演じなかったとしている。ただし、デーニッツの権限が強化されたのは1943年になってからのことであり、以降は海軍総司令官として海軍全般の業務に従事する必要に迫られていた。限られた時間の中で、その高い知性（ニュルンベルク裁判被告人中2番手のIQ138）を用いて常に客観的で柔軟かつ臨機応変に問題の対処にあたり、時には海軍の正規ルートから外れてヒトラーへの直訴やシュペーア、陸軍や空軍との交渉にあたったこともまた事実である。

### 人員的限界
| 戦後に修繕されたベルリンのティーアガルテンに置かれた海軍総司令部のシェル・ハウス（英語版）（2009年） |  | ロリアン基地南のKerlilon villa（フランス語版）にUボート艦隊司令部（英語版）が置かれていた（画像中央・2005年） |
| 戦後に修繕されたベルリンのティーアガルテンに置かれた海軍総司令部のシェル・ハウス（2009年）           |  | ロリアン基地南のKerlilon villaにUボート艦隊司令部が置かれていた（画像中央・2005年）                           |

サン＝ナゼール強襲や連合軍の空襲を受けてヒトラーが司令部をパリへ後送することを命じたことから、デーニッツは海軍総司令官に就くまでパリで一年間ほど過ごした。シャルロッテンブルクのホテルに居を移したが、ベルリン近郊は空襲を受けることから、ベルリン北東のコラーレ・ブンカーに落ち着いた。デーニッツはUボート艦隊司令官も兼任したが、日々の作戦指揮はエバーハルト・ゴット大佐が引き継いだ。Uボート艦隊参謀はゴット大佐の下、5人から6人の元Uボート艦長から構成され、これらは古参艦長と交代することがあった。参謀は1人から4人の機関科将校の補佐を受け、他に医療、兵站、通信などの各種専門家や5人に満たない副官、秘書を従えていた。近傍の独立通信隊には15から20人の通信兵が交代で常駐していた。
この規模の小さい司令部は出撃、帰投、配置に就いたUボート、バルト海で訓練を行っているUボートの状況、連合軍の護衛部隊に関する情報、攻撃結果やそれに付随する天候、潮汐、月齢などの報告を取りまとめた。参謀の中には帰還したUボートの艦長を出迎え、戦闘日誌を確認しながら艦長の判断と成果を評価し、これから出撃するUボートの艦長に指導と状況説明を実施した者もあった。デーニッツの親戚であるギュンター・ヘスラー中佐は1人で4500件の帰還報告を艦長から受けた。参謀らは司令部の壁にかけられたグラフ図に戦況の推移統計を記録し、戦果・被害の増減を線で追った。これとまったく同じ光景がイギリスのダービーハウス（ウェスタンアプローチ司令部）でも見られたが、こちらは全軍の代表者を含む包括的なもので、イギリスの参謀総数は1,000人を超えていた。
| ウェスタンアプローチ司令部が置かれたリバプールのダービーハウス（英語版）（2021年） |  | ペンタゴンに移るまでアメリカ海軍の第10艦隊の司令部が置かれた海軍省のメイン・ナイビー・ビル（1942年・後にナショナル・モール） |
| ウェスタンアプローチ司令部が置かれたリバプールのダービーハウス（2021年）           |  | ペンタゴンに移るまでアメリカ海軍の第10艦隊の司令部が置かれた海軍省のメイン・ナイビー・ビル（1942年・後にナショナル・モール） |

海軍総司令部の下にあったB機関からもたらされる情報を除けば、Uボート艦隊司令部の最も致命的な弱点は専門の情報担当が不在なことであった。Uボート艦隊は下部組織に情報を司る組織を持たず、作戦立案に情報を組み込む組織的な体系をついぞ持たなかった。参謀職は日々の作戦に押しつぶされ、自らの発見や推測を検査、検証する時間も手段も欠いており、補佐官や副官による会議は暗号へのアクセスが過剰にならないよう秘密保全を理由に禁止されていた。結果として相対的にUボート艦長から上がる報告と自国の科学技術を元にした希望的観測の下地が出来上がり、戦況分析を曇らせた。こういった状況に割を食ったのは前線に立つ艦長らであり、急速に向上する連合国の兵器や戦術に対処できないため、暇を見つけては情報関連の課題点に全員で取り組んだ。
イギリスとて人員的に決して余裕があるとは言い難かったが、民間人を重用し、作戦、調査、兵器の手法や有用性を科学的に分析するオペレーションズ・リサーチ（OR）を進めていた。例えばイギリスの沿岸軍団に配置されていたOR部は16人であり、これだけでUボート艦隊司令部の倍にあたる。さらにアメリカ参戦後に設立された第10艦隊の対潜OR部隊は1943年8月の時点で科学者が44人も在籍しており、ドイツの5倍であった。また、1943年8月10日に在スイスのアプヴェーアが連合国のウルトラによって暗号が破られており、ここ数ヶ月の海軍暗号、Uボート宛ての暗号命令書などが連合国に筒抜けとなっていると警告を発した。補給型Uボートが洋上給油作戦中に31回のうち、23回が連合国の攻撃を受け、1943年の8月という大西洋の戦局が極めて深刻な状況に置かれていた時期のことであった。情報漏洩や暗号流失は、デーニッツがロリアンに司令部を置いていた頃から参謀も含めて調査を行うなど危惧していた事項だった。しかし、アプヴェーアからの警告にもかかわらず、ゴット大佐と参謀は解読は不可能だという海軍通信専門家の説明を信じ、対抗策を講じなかった。
こういった事態について前線基地から離れたデーニッツは目にする機会がなかった。彼は戦後「状況を知らされて暗号の脆弱性がわかっていれば、それを周知すること、哨戒線の事前配置を変えるなど対策を取れた」と証言したが、現実問題としてはUボート艦隊の参謀はシュノーケル、魚雷、レーダー探知機、対空砲など艦長の要望にできる限り応えることで精一杯であり、明らかに疲弊していた。Uボートの集中管理運用体制は悪化し始め、破綻しつつあった。連合国でも実戦投入された対潜迫撃砲のスキッドやヘッジホッグが登場した時は現場でガッカリした印象を持たれたが、それは戦闘を通じて50隻のUボートを撃沈した。それでもUボートの総数からしてわずかであり、情報収集と新兵器の登場が劇的な変化はもたらさず、統計にも現れなかったため、手応えは得られなかった。事実として1942年8月に損失が減少に転じ、1942年後半からUボートを撃沈する数が増加した。

### 技術的対応

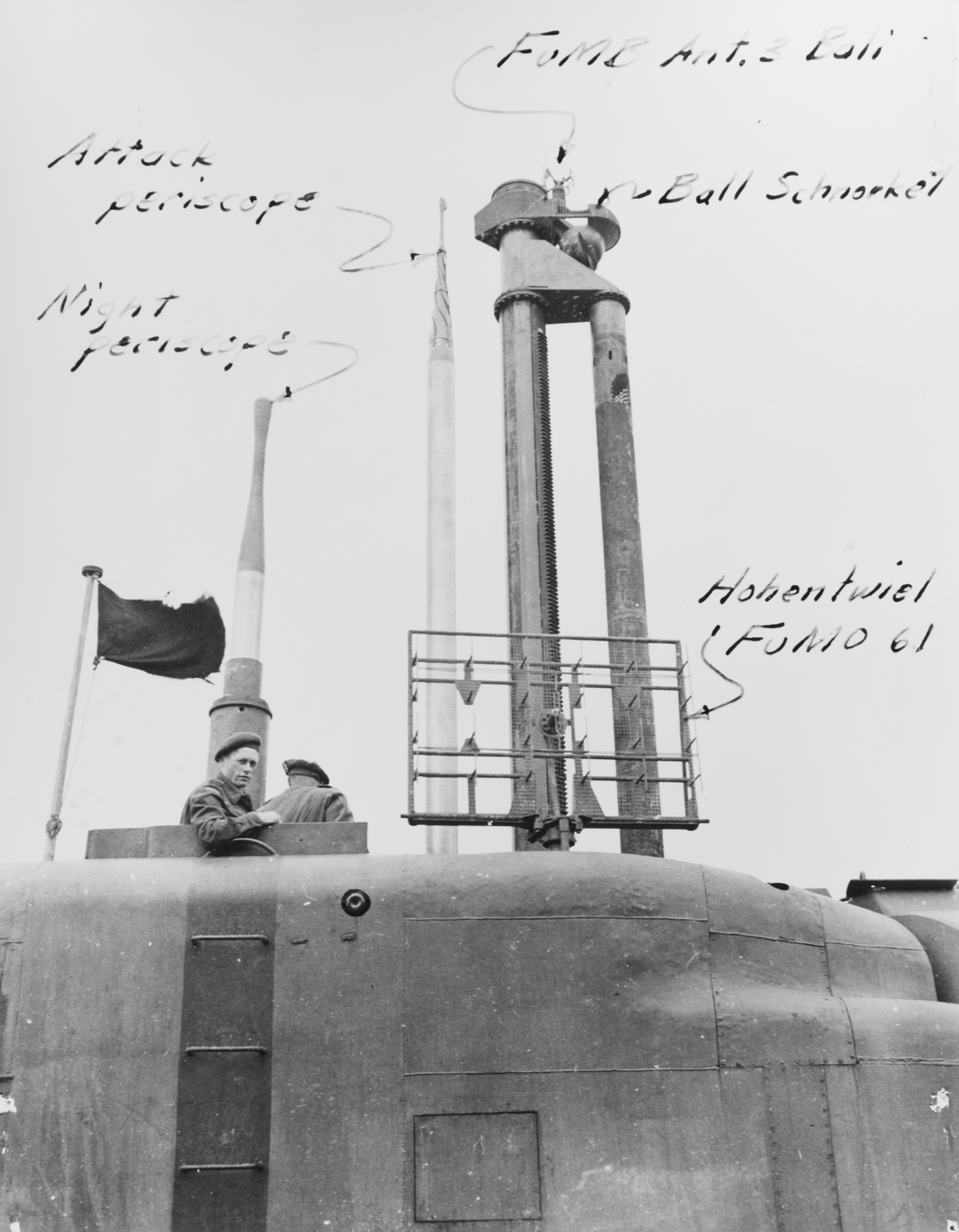
XXI型U-3008の艦橋。背の高い潜望鏡、シュノーケルの他にVHFアンテナ、メトックス、ホーエントヴィールが装備されている。

初期型のレーダーの登場に対抗して、ドイツ海軍は電波探知機メトックスを開発した。これは木枠に電線を張った十字形のアンテナで、浮上中にレーダーの電波をキャッチした場合、艦長は潜航を命ずることで航空攻撃に晒される危険を回避できた。しかし、メトックスには弱点と欠陥があった。まず弱点として、メトックスは最新のマイクロ波を使用するレーダーの電波を探知できず、これは1943年2月に撃墜したイギリスの爆撃機が搭載していたセンチ波レーダーを発見することでようやく認識された。また、メトックスは潜航前に急いで艦内へと撤去しなければならず、再浮上後に使用するためには組み立て直さなければならないという欠陥も有していた。
メトックスは1943年7月に固定式へと改められたものが配備され、加えて水中でUボート同士が連絡出来る新しい海中聴音装置が取り付けられた。また、10.5 cm C/32艦載砲や8.8 cm C/35艦載砲は撤去され、爆撃機に備えた高角砲や3.7 cm機関砲や20 mm機関砲が増備された。連合国の航空機に対抗するため、現場の提案でUボートを集団航行させ、対空砲で撃退する試行錯誤が行われたが、これは失敗だった。8月に入ると連合国の傍受を警戒して、無電とメトックスの使用を停止する命令が出た。これらは改良型のセンチ波レーダーの電波を逆探できるハーゲヌク（FuMB-9）が同時期に配備開始されることで解消した。この新型の逆探によってビスケー湾の道は再び開かれた。
Uボートにおけるシュノーケルの元祖は鹵獲したオランダO 21級潜水艦に装備されていた熱帯地方で使用する換気装置だった。ドイツ海軍は1940年5月にはその存在を把握していたが、1943年3月にヘルムート・ヴァルター教授の提言により、酸素が供給されない潜航状況下でもエンジン駆動ならびにバッテリーの充電を可能する装置として搭載するための改良が始まった。シュノーケルの搭載には艦橋を改修工事する必要があること、使用には訓練が必要であること、初期不良に見舞われたことなどから、実際にシュノーケルを積んだUボートが本格的に前線配備されたのは1944年夏だった。戦後のテストではシュノーケルを使用したUボートはレーダーによる探知確率が6％まで低下しており、シュノーケルはUボートの隠蔽性回復に貢献した。全水中型潜水艦の配備が遅れる中、1945年1月までにシュノーケルを装備した従来型Uボートの損失は1940年、1941年と同等の基準まで低下した。

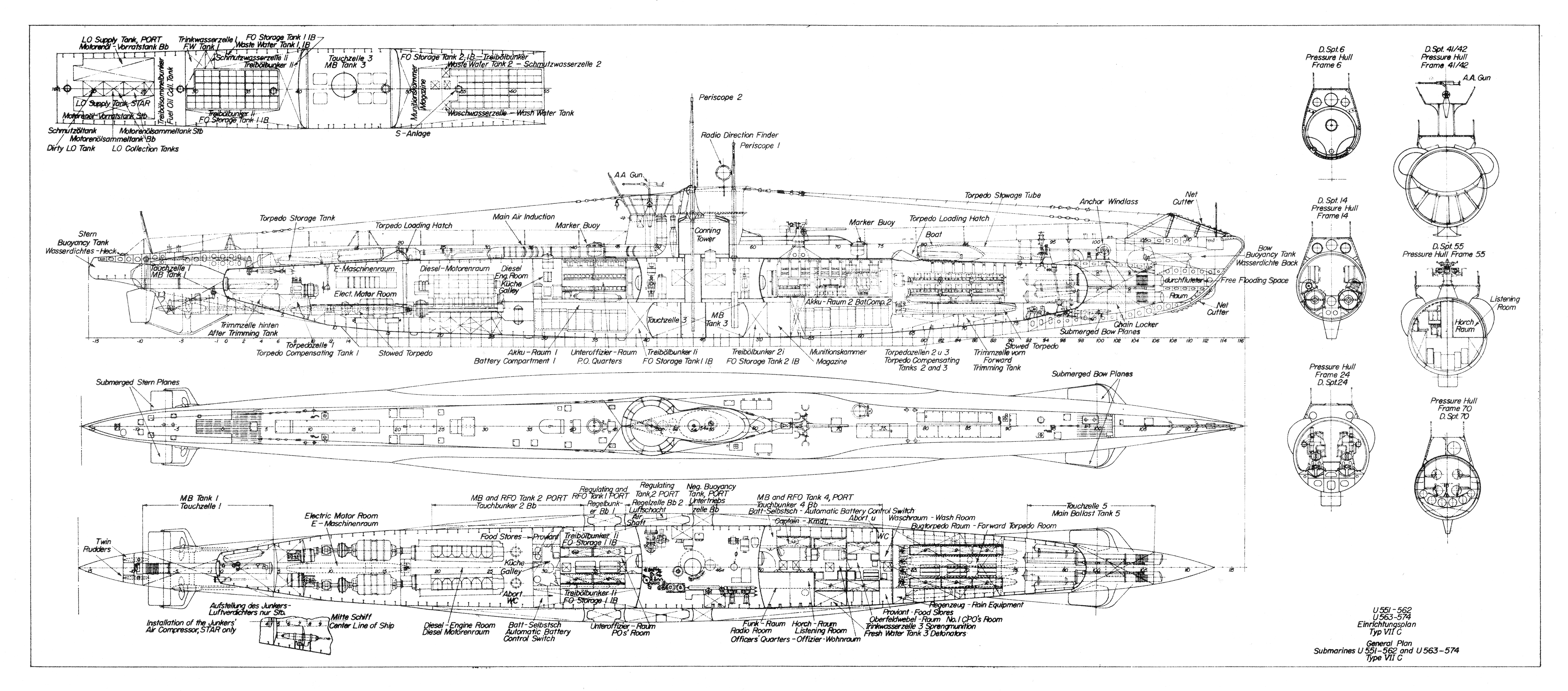
VIIC型Uボートの展開図

しかし、シュノーケルの装備を進めた結果、別の問題が浮上した。1つは従来型よりも潜航する時間が長期化するため、フランス西岸から離れたことも加味して乗組員の損耗が激しいことだった。もう1つは、単独行動で潜航している間、Uボートはその所在を隠蔽するため、無線を使えないことであった。群狼戦術を終了していたため現場の連携への影響は少ないとはいえ、司令部から無線を発信してもUボートで受信できる可能性が低いため、安否や戦果は敵側の報道によって得るか、Uボートが無事に帰還するまで確認できなかった。
ヘルベルト・ヴェルナー（1974年）によれば、1944年8月13日のブレスト空襲においてブンカー内で至近弾を受け、一見損傷がないように見えるVIIC型Uボートが致命傷を負う不具合が発見された。魚雷発射管は外部の発射ドアと内部に発射筒の発射ドアを持つが、そのUボートは至近弾の衝撃で内部のドアが脱落したのである。このことは駆逐艦から爆雷攻撃を受けた場合、潜航中に外部のドアを開いた状態で爆雷が付近で爆発すれば致命的な損傷を受けかねず、内部のドアに欠陥があるものは爆雷1発で撃沈されるということを意味していた。

## 地上侵攻とドイツ本土爆撃
| 地名       | 造船会社                                                                              | 就役数 |
| ---------- | ------------------------------------------------------------------------------------- | ------ |
| ハンブルク | ブローム・ウント・フォス、ドイツ造船 (1918)、ホヴァルツヴェルケ造船、ストラッケン造船 | 393隻  |
| ブレーメン | AGヴェーザー、ブレーマー・フルカン                                                    | 178隻  |
| キール     | クルップ・ゲルマニア造船、ドイツ造船、ホヴァルツヴェルケ造船                          | 232隻  |
| ダンツィヒ | ネプトーン造船                                                                        | 136隻  |

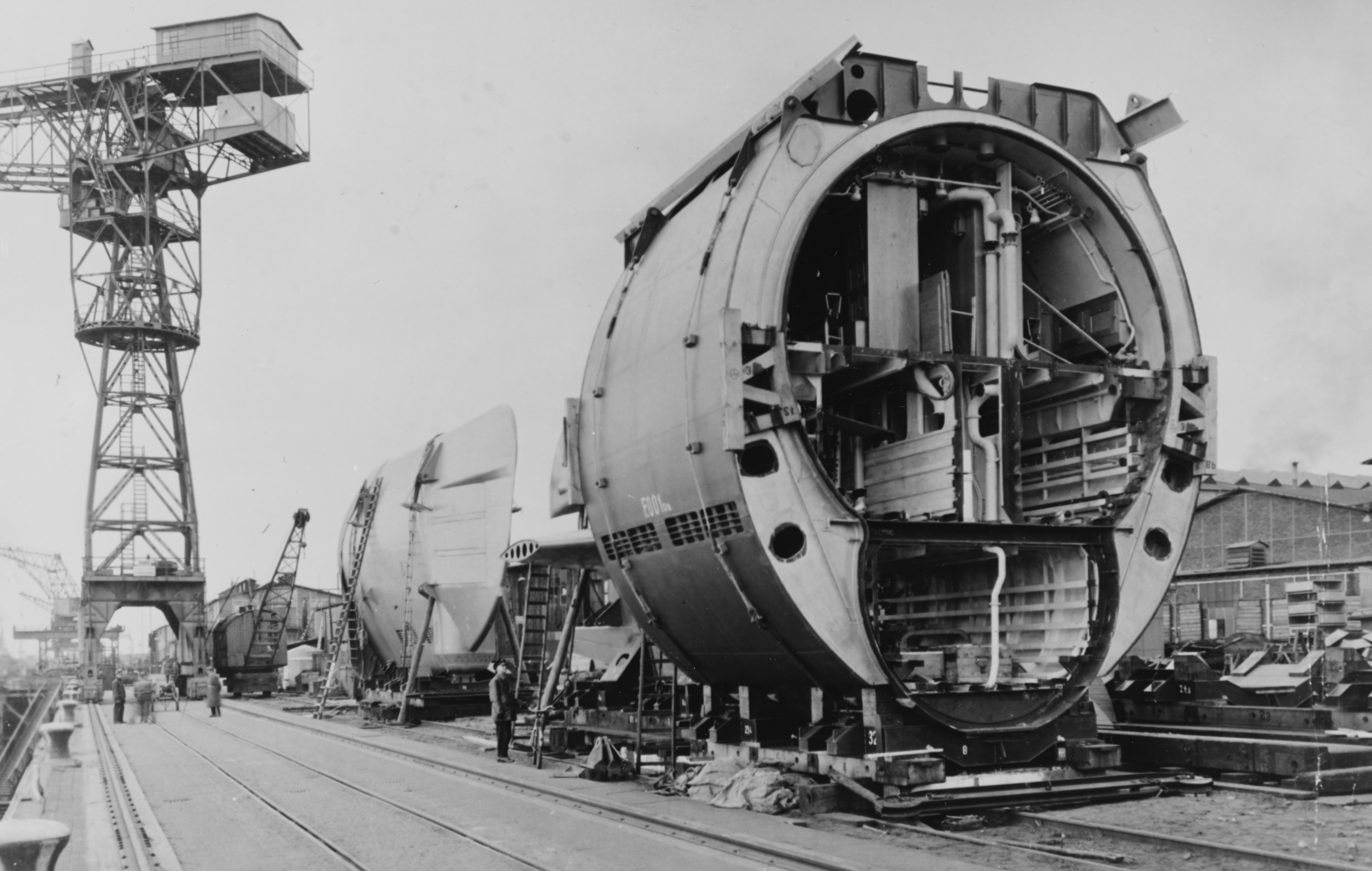
シュペーアによってブロック工法に改められた組み立て待ちのXXI型（1944年）

イギリス海軍とアメリカ海軍の優勢は1944年のノルマンディー上陸作戦においてより強力かつ大規模な形で発揮され、これらは絶対的な航空優勢に裏打ちされていた。上陸地点に関しては、距離的にはドーバーとカレー間がより短い一方、ドイツ側の沿岸防御もより強固という課題を抱えていた。一方でノルマンディーはイギリス南岸のプリマス、サウサンプトン、ポーツマスといった侵攻拠点の港からは近く、沿岸防御の攻略より簡単に思われた。しかし実際には、ドイツの防護砲台や掩蔽壕の鋼鉄とコンクリートで強化された陣地は余剰の戦艦による艦砲射撃や爆撃機の支援に対して高い抵抗力を見せた。
ノルマンディー上陸作戦後、1944年8月のドイツ陸軍の反撃失敗（リュティヒ作戦）によってモルタン、アヴランシュが失陥するとビスケー湾沿いのフランス沿岸Uボート基地は物資輸送の寸断と占領の危機に晒されたため、Uボート艦隊司令官は撤退を命じた。北部のフランス沿岸基地で乗艦を失った乗組員や工員、民間の作業者はラ・ロシェルやラ・パリスなど南へ逃れた。準備が出来たUボートも避難のために出港したが、連合国はビスケー湾や港湾周辺に徹底的なまでに機雷を敷設し、駆逐艦や航空機が脱出するUボートを待ち構えていた。
ロリアンから出港したU-736は8月6日、U-608は10日、U-385は11日、U-270は12日に撃沈された。U-981はラ・ロシェルに入港しようとしたところで触雷して沈没した。U-618は航空機の爆撃を受けて損傷したところを14日にイギリス海軍の駆逐艦に撃沈された。18日もU-107が駆逐艦に撃沈され、U-621も同日にカナダ海軍の駆逐艦に撃沈された。
フランス沿岸のUボート基地に配備されていたUボートのうちシュノーケル装備艦は半数程度であった。少数はビスケー湾から脱出に成功したが、それらもウェスタン・アプローチでの待ち伏せで3隻が撃沈され、ヴェルナー指揮のU-953は10月になってようやくノルウェーのベルゲンに到着した。しかし、ノルウェーのUボート基地はフランス沿岸やドイツ本国ほど充実しておらず、修理・整備の環境が失われていた。Uボート艦隊の春季攻勢は本国の増援を待つ形になった。また、その間の作戦もドイツ本国やノルウェーからの出撃は洋上での移動距離が伸びたことや、シュノーケルを使用した水中航行で従来型の速度が低下することなどによって作戦効率が落ち、戦果は1942年時に比べると大きく後退した。

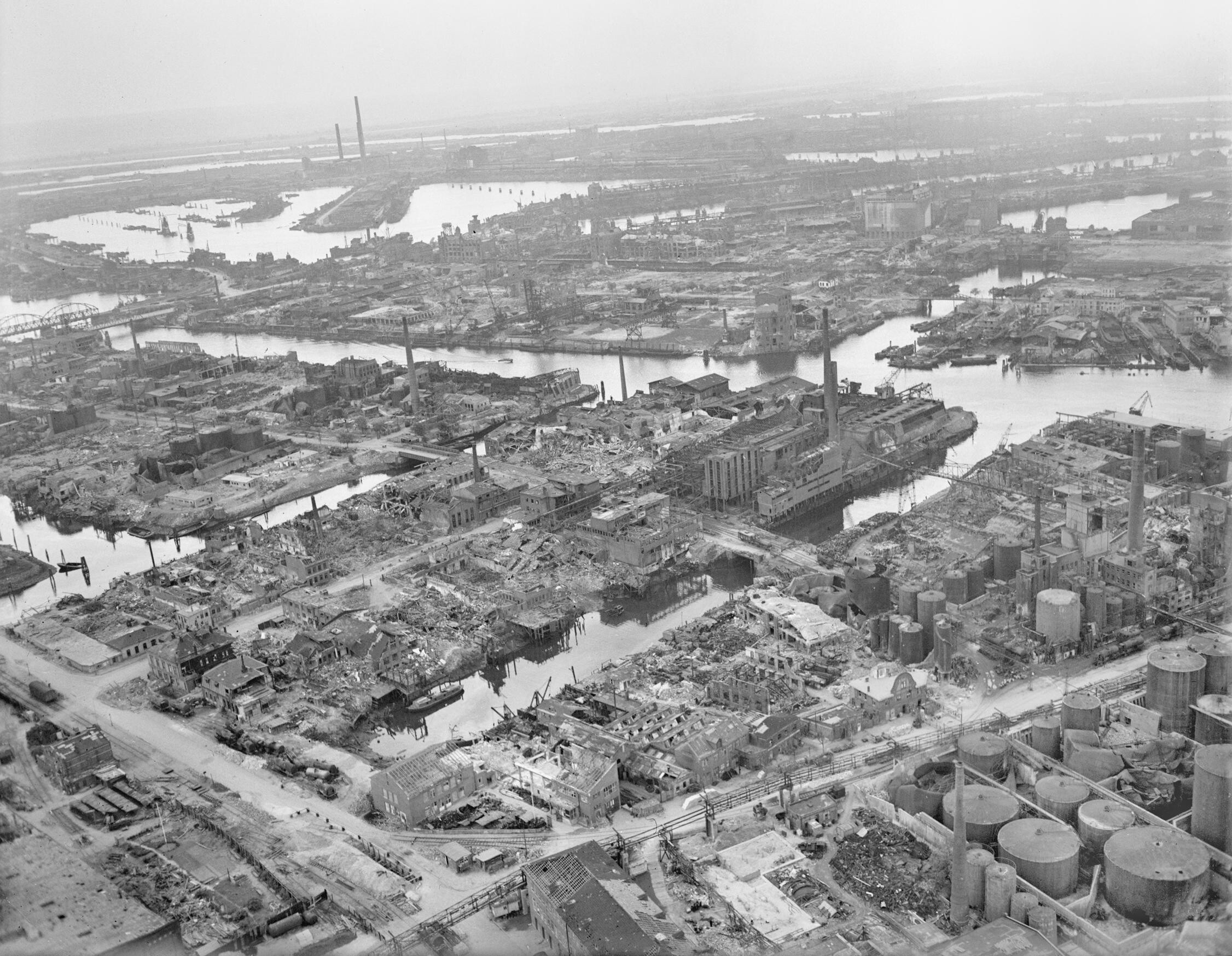
1943年7月から始まったハンブルク空襲で一度に1,000人から多い時で3万のドイツ市民が犠牲となった

シュノーケルは海面近くまで浮上しなければ使用できず、航空機から視認される危険性が高く、時間帯や天候次第という制約も存在した。航空援護がないギャップは消滅しており、北大西洋におけるドイツ海軍の主導権奪還の試みはUボート37隻を失って失敗した。1945年2月、ヤルタ会談でもイギリスはソビエト連邦に対し、ドイツ北部沿岸の占領を要請した。Uボート全体の30パーセントがダンツィヒの造船所で建造されていたためであった。また、イギリスとアメリカは空軍をもって最大限、造船所爆撃を続け、ハンブルクとブレーメンのUボート造船所に爆撃を集中するという取り決めがなされた。全水中型潜水艦は建造がこういった空襲の影響を受けたため、大量生産には至らなかった。
ティモシー・P.マリガン（2011年）によれば、シュノーケルの全面採用や数少ない全水中型潜水艦自体は戦局に大きな影響は与えなかった。しかし、1944年12月のバルジの戦いは失敗ではあったが、哨戒線を破ることに成功したUボートによってもたらされた気象情報はヒトラーがアルデンヌ反攻作戦の時期を決定する上で大きく貢献した。また、1944年12月と1月に大戦果を上げたとの分析は誤りであったが、Uボート艦隊の自信回復に繋がっていた。1945年1月26日にチャーチルは戦時内閣を緊急招集し、ドイツの新型Uボートに対する脅威への対応を協議していた。海軍本部の計算によれば、1945年の第一四半期で100隻の商船が撃沈され、夏になれば四半期で270隻の商船が被害を受けると予想した。イギリスは太平洋への遠征計画を延期し、駆逐艦110隻と護衛艦326隻、沿岸軍団の航空機528機、機雷7,000発を対Uボート戦に投入した。
ジェレミー・ブラック（2019年）によれば、連合国軍がノルマンディー上陸後1944年7月から8月にかけてドイツの防衛線を突破するとUボートは西フランス沿岸の基地から撤退し、ノルウェーに戦力を集中させた。ドイツ海軍は北極海の輸送船団に対する効果は薄いと判断し、代わりに沿岸航路を狙うためイギリス近海へ出撃した。しかし、ほとんどの輸送船団には被害を与えることができず、むしろ航空機と護衛艦による攻撃で重大な損害を被る結果となった。戦果はふるわず損害も生じていたが、Uボートの新規建造は続いていたため全体数は維持され、Uボートは連合国軍にとって脅威で有り続けた。結果として、連合国軍も海軍の護衛任務や空軍の対潜哨戒機にリソースを割き続けることを強いられた。
チャーチルの同著において大西洋の戦いに関して言及したもののうち有名なものは、vol.2 p.29にある「戦時中、私が恐怖に感じたのは、唯一、ドイツ潜水艦でだった」とのくだりであろう。また、vol.4 p.107には「潜水艦による攻撃は、われわれにとって最大の災いであった。すべてを潜水艦に賭けたドイツ人は、賢明であったといえよう」とのくだりも存在している。

## 最後の抵抗

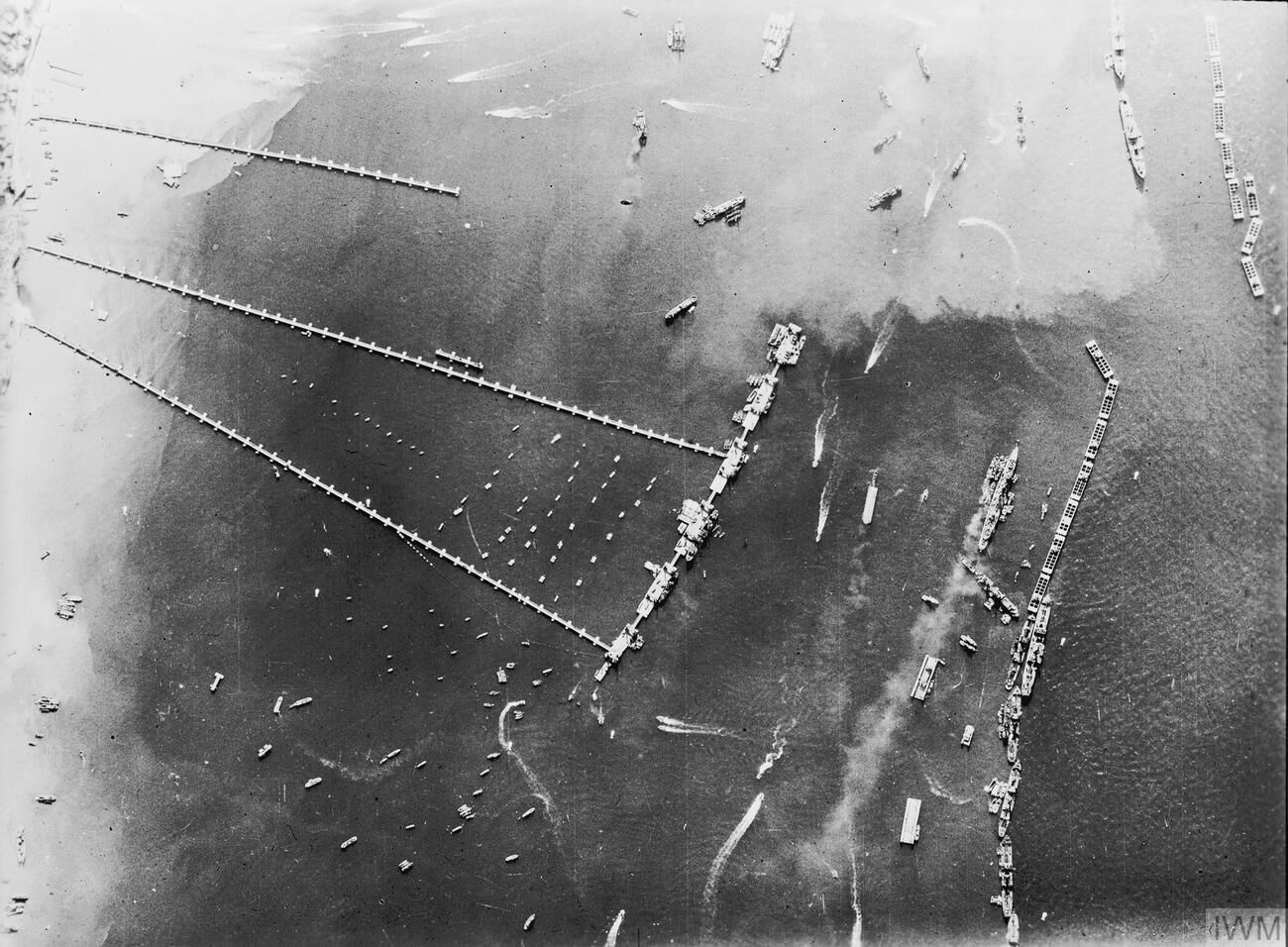
アロマンシュのゴールド・ビーチに設営されたマルベリー港（1944年10月）

ドイツ海軍には、同年に行われたアメリカ軍のフィリピン上陸作戦に対する日本海軍の挑戦に匹敵するほどの大きな動きは見られなかった。しかし、フランス、大西洋に面する港と補給線に対しての駆逐艦、水雷艇、潜水艦による攻撃は連合国軍のノルマンディー上陸部隊にとって警戒しなければならない脅威であった。ただし、ブルターニュ沖海戦のようなドイツ海軍の試みは動員された連合国の海軍によって完全に阻止された。1944年6月から8月にかけてノルマンディーの補給路攻撃に向かったUボート8隻は5隻を撃沈できたのみで、逆にUボートは5隻を失い、3隻が損傷したため撤退した。
イギリスやアメリカの船と違い、Uボートに対してドイツ空軍の航空支援はなかった。ヨーロッパ西部における制空権はDデイの2～3ヶ月前には連合国に握られていた。ドイツ空軍はドイツ本土空襲での激戦でパイロットが払拭しており、1944年の大量生産によって数字上は多くの戦闘機を有していたものの、ノルマンディー上陸作戦に併せて出撃してきた連合国の11,590機という驚異的な数の空軍に対抗する術がなかった。イギリス陸軍は1942年に行われたディエップの戦いを教訓に港湾施設を有する拠点を占領しても破壊に繋がる可能性が高いことを学んだが、ドイツ陸軍はシェルブール、ル・アーブルなどの拠点港を奪取することに集中するだろうとの誤った想定で作戦を立てていた。
ドイツの水上艦はバルト海での活動（ハンニバル作戦）に注力していたため、連合国軍側は対潜用の部隊こそ大西洋戦域に留める必要があったが、特にアメリカの造船能力からしてインド洋や太平洋への軍艦の移動を制限したり、妨げられたりすることはなかった。ヒトラーの思想は大型戦車や新型潜水艦といった特別兵器の開発に頼っており、連合軍側もそういった兵器の出現に懸念を持っていたが、戦局の打開に繋がるほどの数を揃えることは出来なかった。
1945年に至ってもドイツの軍需産業はUボートの生産と改良を止めることなく続け、シュノーケル、音響魚雷、ハーゲヌクのみならず、FuG 200 ホーエントヴィールを艦載用に改良したFuMO 61レーダーやレーダー探知装置メトックスを改良したFuG 350 ナクソスを搭載した。VII型の改良型VIIC/41型はイギリス沿岸へ、IXC型を改良したIXD型や新型のXXI型など大型Uボートは大西洋を横断してカナダ沿岸へ出撃した。これら出撃するUボートを阻止するため、イギリスの沿岸軍団は他部隊からホーカー タイフーンの応援を頼み、ドッガーバンクやユトランド半島近海で浮上したUボートを攻撃した。一連の作戦でドイツ海軍は1945年1月から終戦に至るまで連合国の軍艦や商船46隻を撃沈したが、151隻のUボートが失われた。第二次世界大戦の全期間でUボートの乗組員は死傷率63パーセント、捕虜を含めると73パーセントという恐ろしい損耗率であり、このような部隊はどこの国にもなかった。
この誇り高いUボート部隊の最後は降伏であった。1945年5月5日にイギリス陸軍がキール運河に達すると爆撃で破壊されたUボートが水面から突き出ており、投降の呼びかけに応じず、沖合や逃げ込んだ先の中立国の港でUボートを自沈させる乗組員も少なくなかった。降伏を示す黒旗を掲げたUボートがイギリスを始めとする連合国の港湾に向かう例もあったが、一部はノルウェー近海やフォース湾で戦闘を続けた。ヒトラーから後継者指名されたデーニッツは5月8日に最終的な降伏命令を出した。

## 歴史学者の評価
ポール・ケネディ（2013年）によれば、海上の「航空戦力」という現象は第二次世界大戦においてどこでも見られたため、当たり前のこととして軽んじられる傾向があった。しかし、当時の大戦においてこうした航空戦力の存在は極めて重要かつ新奇な特徴だった。デーニッツは最初からそれを承知していたと考えることも可能であるが、彼が1943年にドイツ海軍総司令官に就任した時、持たされた手札はあまりにも少なく、同情せずにはいられないと記している。また、結びとして、大戦争に勝つためには優れた組織と動かす人間が必要であり、有能な組織運営で新鮮な発想を外部から取り入れなければならない。偉大なピーター・ドラッカーの著作にあるように組織の長が天才であっても、ひとりでやれることはない。支援体制、奨励の文化、情報と報告の効率的な循環、失敗から学ぶ許容性、やり遂げる能力、これら全てを敵より優れたやり方で実践できた側が勝利を得られるとしている。
ジェレミー・ブラック（2019年）によれば、ドイツ海軍の潜水艦大量生産の時期はあまりにも遅く、Uボートの改良と護衛艦攻撃能力向上の競争において連合軍の護衛戦力向上のスピードに勝てなかった。また、商船の損失を上回る勢いで建造する経済力があったアメリカの造船能力は大西洋の戦いのにおける勝利を明確に決定づけた。例えば輸送船を除いて、アメリカ参戦直後から1942年初頭の作戦でUボートのタンカー撃沈総トン数は142万1,000トンだが、1942年を通してのアメリカのタンカー建造総トン数は426万8,000トンである。さらに、1944年のタンカー建造は1,287万5,000トンとなり、これに輸送船を含めた1944年の年間の建造は2,100万トンに達した。
リチャード・オウヴァリー（2021年）は1942年のミッドウェー海戦の例や大西洋の戦いが限られた数の護衛艦と航空機によるものだったことなどから「物量による勝利」という見解を否定し、アメリカの造船力はプレゼンス拡大の源であったが資源格差は戦争後半になってからであるとしている。大西洋の戦いを勝利に導いたのは航空機、レーダー、無線といった科学技術であり、それらを用いた海洋戦略を指導部に決意させたことに起因している。チャーチルの言葉を引用し、ソンムの戦いのような「激烈な戦闘も、輝かしい戦闘」ではなく、船の乗組員や航空機の搭乗員が集めた情報を「国民には知られない、一般大衆には理解できない統計、図表、曲線」のようなパズルのピースをはめこむ地道な作業によって少しずつではあるが強力な防御を船団が得るようになったことで、1943年夏のマックス・ホートンによる勝利宣言へと繋がったと論じている。

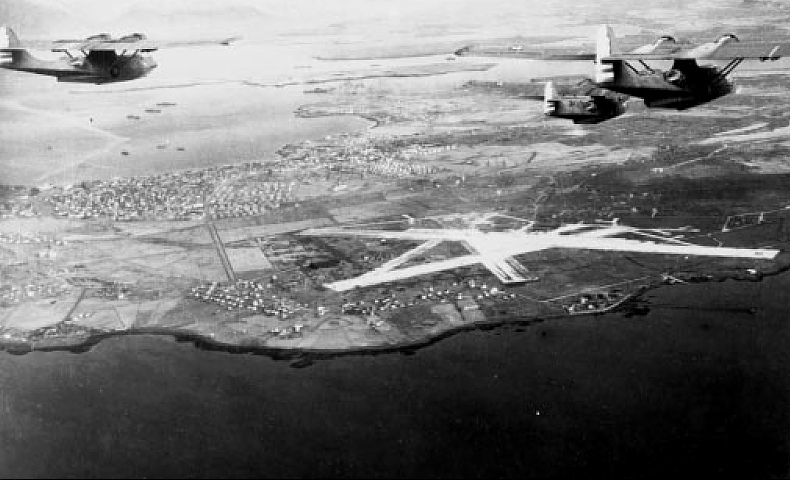
ケプラヴィークのVP-34（英語版）の飛行艇（1942年）。戦後、冷戦においてアイスランドは重要な基地の役割を担った。
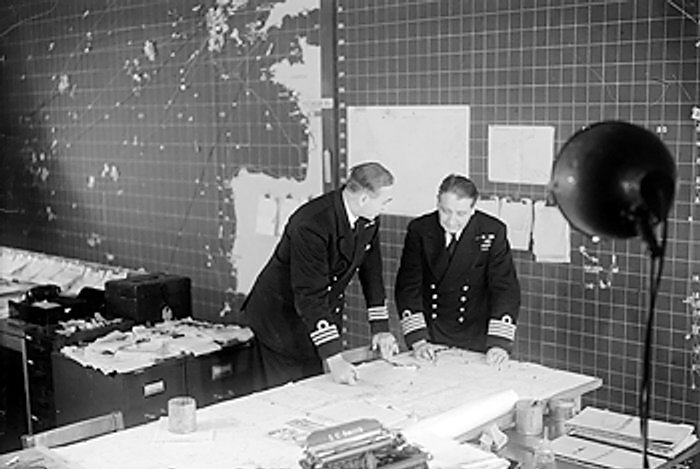
ウェスタン・アプローチ司令部でUボートの行方を確認する参謀（1944年）
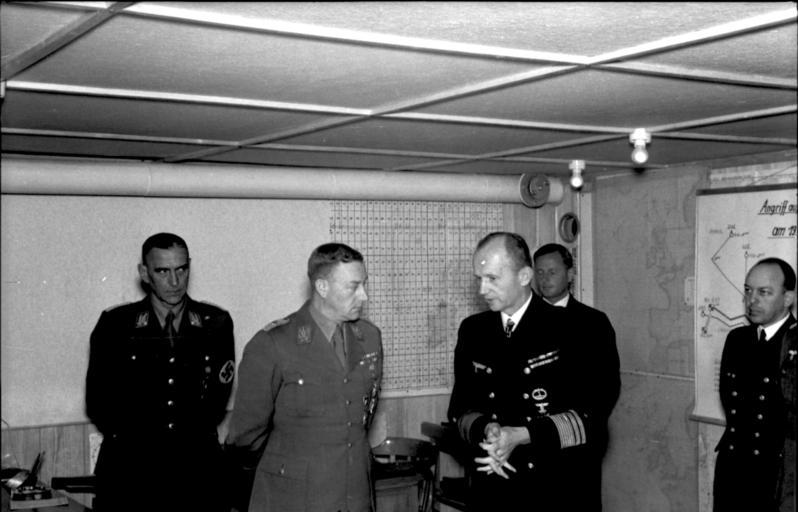
Uボート艦隊司令部で会議を行う突撃隊大将ヴィクトール・ルッツェとカール・デーニッツ（1941年）
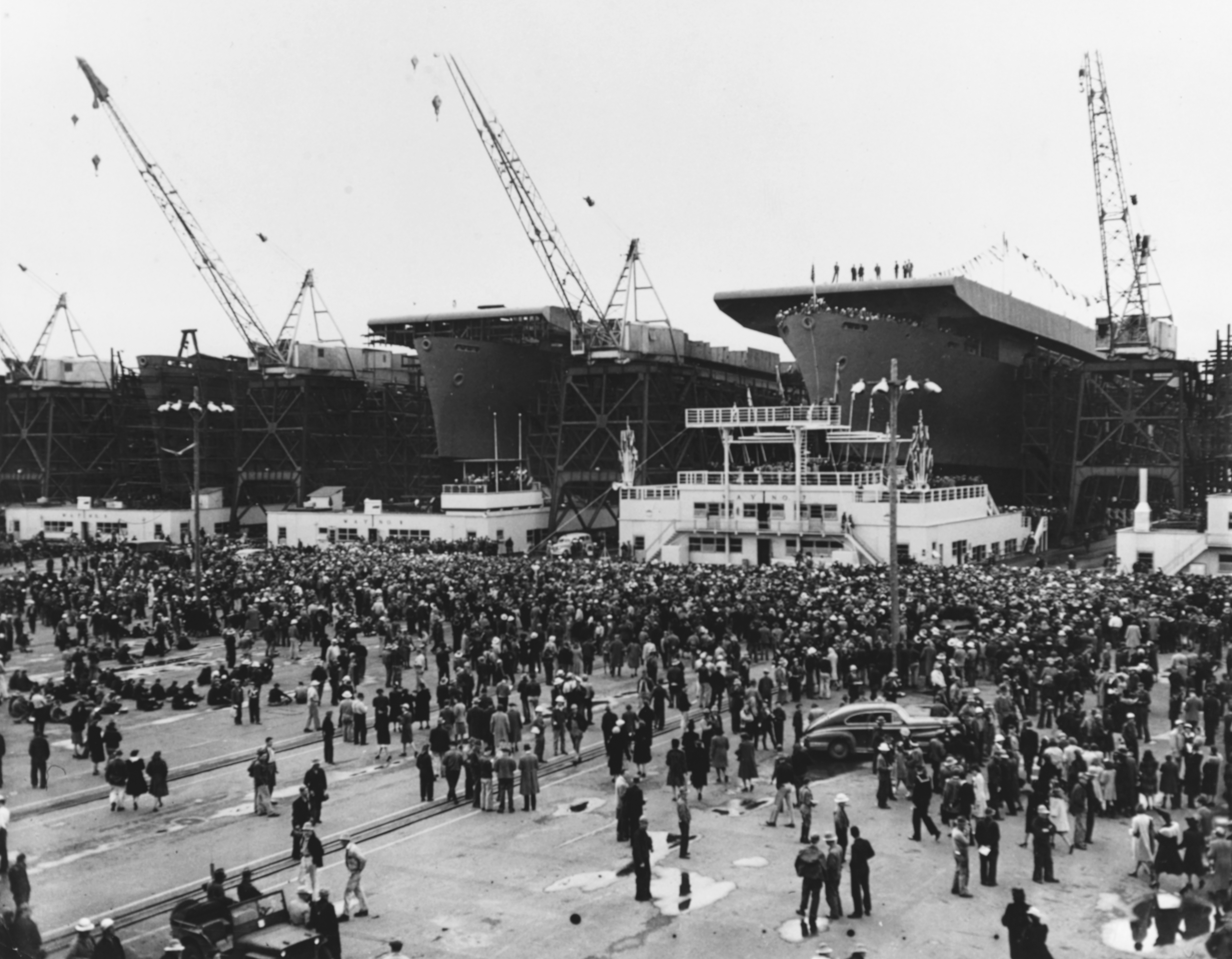
バンクーバーのカイザー造船所で進水を控えたカサブランカ級護衛空母（1943年4月）
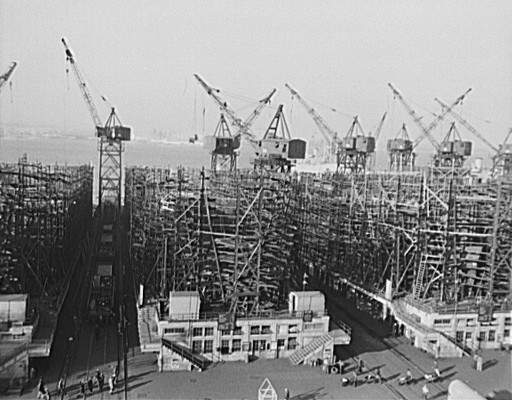
ボルチモアのベスレヘム造船で建造中のリバティ船たち（1943年5月）
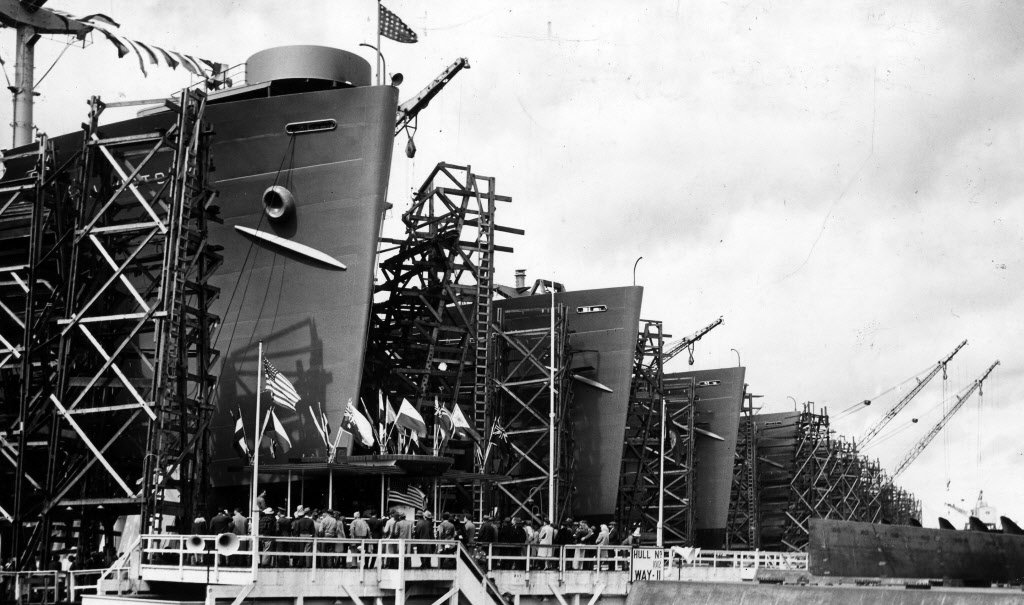
ポートランドのカイザー造船所に並ぶビクトリー船（1944年12月）
連合国によるUボートの月間損失数

### 訳注
1. ↑  「トン数戦争」ピット 1979, p. 22、「トン数戦争（Tonnagekrieg）」マリガン 2011, p. 145
2. ↑  「潜水艦学校」デーニッツ 1986, p. 18、「第1潜水錬成部隊（1.Unterseeboot sausbildungsabtelung）」マリガン 2011, p. 393
3. ↑  「アライド・サブマリン・ディテクション・インベスティゲーション・コミティー（連合国潜水艦探知調査委員会」ピット 1979, p. 20、「アズディック（対潜探知調査委員会）」デーニッツ 1986, p. 17、「ASDIC（ソナー）」ブラック 2019, p. 205
4. 1 2 3  商船の場合は総登録トン数(GRT; Gross Register Tonnage)を指し、軍艦のトン数#重量トン数（排水量）とは異なる。また、現在は1969年を堺にGRTからトン数#総トン数へ代替されている。
5. ↑  「駆逐艦・基地協定（Destroyers for Bases Agreement）」 坂口大作 2014 p.2
6. ↑  「フォッケ＝ヴルフ・コンドル」オウヴァリー 2021, p. 89
7. ↑  「黄金時代」「第一黄金時代」フランク 1975, pp. 105, 118、「幸福時代」ピット 1979, p. 63、「幸せな時（ハッピー・タイム）」ブラック 2019, p. 229、「幸せな時代（ディー・グリュックリッフェ・ツァイテン）」オウヴァリー 2011, p. 91
8. ↑  ピット 1979, p. 69に脚注なし。ハインツ・シャファ（1921-1979）[36]の出典不明。
9. ↑  用例が少なく暫定の名称です
10. ↑  「ハフ＝ダフ 」ピット 1979, p. 123、「方位測定網」デーニッツ 1986, p. 123、「搭載短波探信儀（HF/DF型探信儀）デーニッツ 1986, p. 432
11. ↑  「短距離無線機（無線電話）」ケネディ 2013, p. 89
12. ↑  「マグネトロン（空洞磁電管）」ケネディ 2013, p. 21、「共振空洞マグネトロン」ピット 1979, p. 183
13. ↑  「中立監視パトロール」ピット 1979, p. 151、「中立的パトロール」デーニッツ 1986, p. 162
14. ↑  「中立的海面海域」海軍省大臣官房 1940 p.258、「中立尊重地域」海軍省大臣官房 1940 p.264、「中立海域」ピット 1979, p. 149、「安全水域」デーニッツ 1986, p. 163、汎米州安全保障ゾーン(ビーヴァー上 2015, p. 369)
15. ↑  戦後、ニュルンベルク裁判においてイギリス、フランス、アメリカに対しドイツは侵略戦争を行わなかったと判決が出た(デーニッツ 1986, p. 168)
16. ↑  「護衛船団のやり方には二大学派があり、ウォーカーは断じて、商船を無事に送り届ける派に属していない」訳：伏見威蕃より(ケネディ 2013, p. 93)。
17. ↑  「パウケンシュラーク作戦（ティンパニーを連打する揶揄）」デーニッツ 1986, p. 169、「ドラムビート作戦（セカンドハッピータイム）」ブラック 2019, p. 229、「パウケンシュラーク（ドラムビート）作戦」オウヴァリー, p. 113
18. ↑  「乳牛」（ミルクヒー）オウヴァリー 2021, p. 115
19. ↑  「大西洋中部の航空支援空白地帯（エア・ギャップ）」ケネディ 2013, p. 58、「大西洋の空白」「黒い穴」オウヴァリー 2021, p. 115
20. ↑  「月産17隻、総数393隻」ケネディ 2013, p. 31、「月産30隻、総数300隻」ピット 1979, p. 177
21. ↑  「デルフィン部隊」デーニッツ 1986, p. 274
22. ↑  「投げ矢部隊」デーニッツ 1986, p. 277
23. ↑  「B機関」マリガン 2011, p. 136、「B局」（ドイツ海軍暗号解読局）ケネディ 2013, p. 38、「B機関」オウヴァリー 2021, p. 114
24. ↑  潜水艦追跡室（Submarine Tracking Room）(オウヴァリー 2021, p. 116)
25. ↑   「支援部隊（サポート・グループ）」デーニッツ 1986, p. 278、「支援部隊」オウヴァリー 2021, p. 126
26. ↑  「超長距離（VLR）航空機」オウヴァリー, p. 133
27. ↑  「FAT魚雷（誘導魚雷）」ケネディ 2013, p. 50
28. ↑  「応用範囲のLUT魚雷（回転魚雷）」ヴェルナー 1974, p. 216
29. ↑  「聴音魚雷（暗号名ツァウンケーニヒ）」デーニッツ 1986, p. 360、「音響魚雷T-5型（対駆逐艦魚雷）」ヴェルナー 1974, p. 216
30. ↑  「軍令部発 Br1号C1629-4-3」デーニッツ 1986, p. 299
31. ↑  「ワルター潜水艦」デーニッツ 1986, p. 203、「新型Uボート（電気Uボート）」ケネディ 2013, pp. 96–97
32. ↑  「コラルレ司令部」 デーニッツ 1986, p. 405
33. ↑  「メトックス」ピット 1979, p. 183、「敵電波探知機（逆探）」デーニッツ 1986, p. 201、「Metox」ブラック 2019, p. 233
34. ↑  「ハーゲヌク」 デーニッツ 1986, p. 360、「ブーク」 ヴェルナー 1974, p. 213

## 詳細文献
- Bowen, Emrys George (1987) (英語). Radar Days (Kindle 2022 ed.). Bristol: A. Hilger. ASIN B09SVPBHZK. ISBN 978-0852745908. "ティザード使節団に同行してアメリカに残ったボーエン博士のレーダー開発に関する話"
- Barnett, Correlli (1991) (英語). Engage the Enemy More Closely. The Royal Navy in the Second World War. London: Hodder and Stoughton. ISBN 978-0340339015. "暗号解読ウルトラが連合国にどう貢献したかなど科学的見解でアプローチ"
- Burn, Alan (1993) (英語). The Fighting Captain: Captain Frederic John Walker RN and the Battle of the Atlantic (Kindle 2006 ed.). Barnsley: Pen and Sword Books. ISBN 978-1-84415-439-5. "イギリス海軍フレデリック・ジョン・ウォーカーの部下による著作"
- Blair, Clay Jr. (1996a). Hitler's U-Boat War: The Hunters 1939–1942. I. Cassell. ISBN 978-0-304-35260-9. "学術的にUボート運用について詳細に言及"
- Roger W. Jordan (2000) (英語). The World's Merchant Fleets, 1939: 6000 Ships and Their Wartime Fates. Chatham Publishing. ISBN 978-1861760234. "膨大な現存する船団記録をまとめたもの"
- Arnold Hague (2000) (英語). The Allied Convoy System 1939-1945 : Its Organization, Defence and Operation. Anapolis: Naval Institute Press. ISBN 978-1557500199. "輸送船団の解説、時系列順に各輸送船団の記録を紹介"
- Samuel, Eliot Morison (2001) [1946] (英語). History of United States naval operations in World War II. The Battle of the Atlantic: September 1939 – May 1943. vol 1 (1st Illinois paperback ed.). Urbana: University of Illinois Press. ISBN 978-0252069635. "アメリカ海軍版戦史叢書 大西洋の戦い1939-1943"
- Samuel, Eliot Morison (2002) [1954] (英語). History of United States naval operations in World War II. The Atlantic Battle Won: May 1943 – May 1945. vol 10 (1st Illinois paperback ed.). Urbana: University of Illinois Press. ISBN 978-0252070617. "アメリカ海軍版戦史叢書 大西洋の戦い1943-1945"
- Milner, Marc (2003) (英語). Battle of the Atlantic. Gloucester: Tempus Publishing. ISBN 978-0752428536. "組織体系概論、カナダ軍の役割について"